# Abarth 500
L'Abarth 500 (o chiamata anche 500 Abarth) è un'autovettura sportiva prodotta dalla casa automobilistica italiana Abarth, sulla base della Fiat 500, dal 2008.
A partire dal 2023 la vettura viene affiancata da un nuovo modello elettrico, denominato Abarth 500e.

## La vettura
La vettura nacque sulle orme della celebre Fiat Nuova 500 Abarth prodotta per un ventennio dal 1958.
La versione sportiva della 500 fu svelata al pubblico in occasione dell'inaugurazione della nuova sede Abarth nell'Officina 83 di Mirafiori e, nel marzo del 2008, presentata ufficialmente al salone dell'automobile di Ginevra.

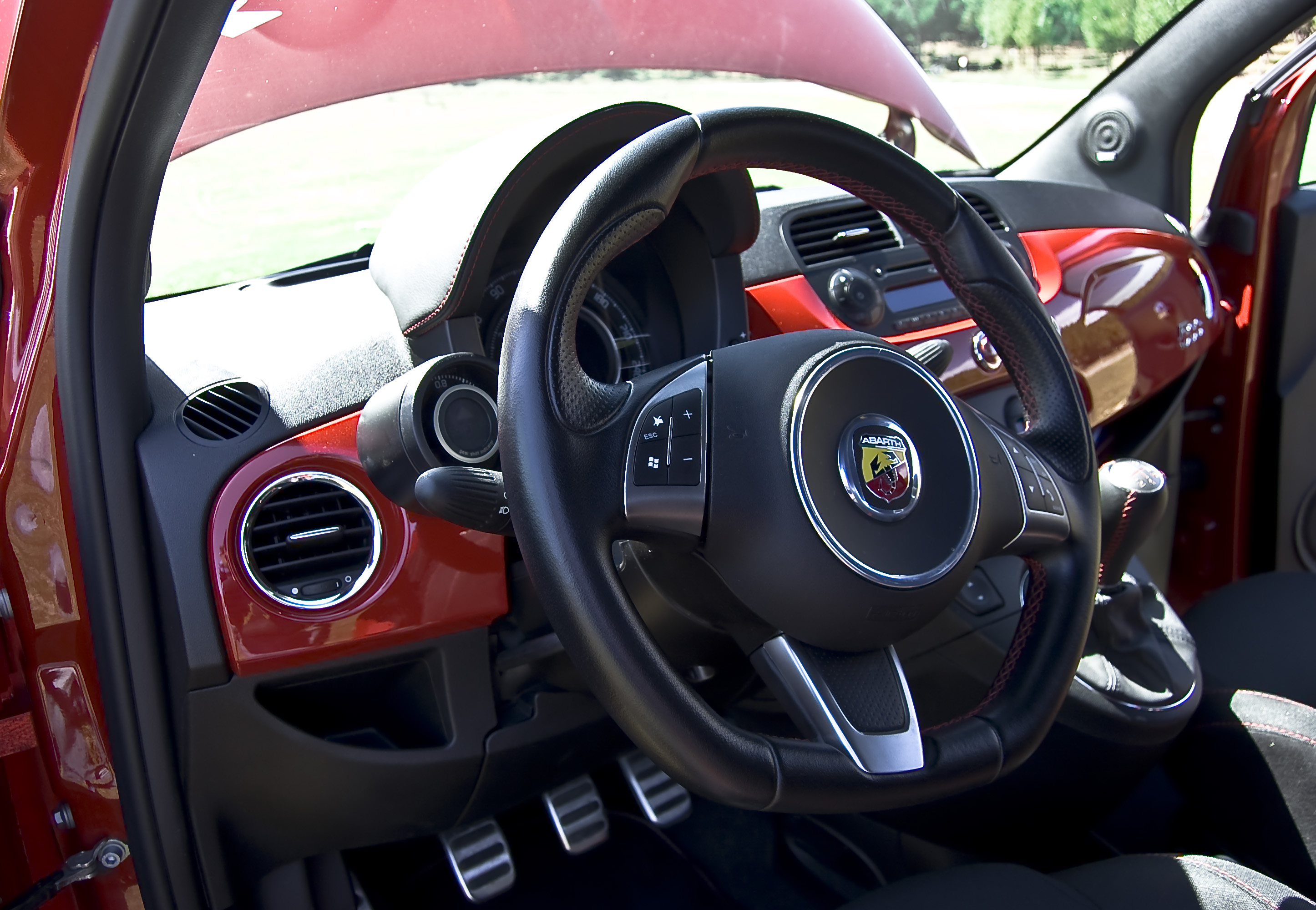
Interni della Abarth 500 nella versione con cambio manuale.

La Abarth 500 differisce dal modello da cui deriva sia nella meccanica sia nella carrozzeria, grazie all'introduzione di paraurti, minigonne e alettone posteriore specifici. Davanti, la presa d'aria del radiatore maggiorata è circondata dalle due più piccole che alimentano la coppia di intercooler gemelli. Il paraurti anteriore ha una bombatura maggiore per poter alloggiare la turbina della sovralimentazione, arrivando ad allungare la vettura di 11,9 cm rispetto alla versione normale. Il paraurti posteriore presenta un estrattore d'aria centrale, con lo scarico a due uscite separate.
L'assetto è stato abbassato e irrigidito rispetto alla Fiat 500 da cui deriva, pur mantenendo lo stesso schema sospensivo con Mac Pherson all'anteriore, ponte torcente al posteriore e barre antirollio su entrambi gli assi. I cerchi misurano 16, 17 o 18 pollici a seconda della versione.
Come per le "sorelle" Abarth Grande Punto e Abarth Punto Evo, anch'essa è commercializzata in varie versioni che differiscono per estetica e prestazioni. Inoltre, come da tradizione per il marchio, vi è la possibilità di installare in qualsiasi momento uno dei tanti Kit di potenziamento proposti.
La vettura riceve alcuni aggiornamenti tramite il "Model Year 2014" che comportano l'introduzione di nuove combinazioni di colore della carrozzeria, differenti dotazioni di serie e l'adozione di un nuovo quadro strumenti digitale TFT da 7 pollici, fornito da Magneti Marelli.

## Abarth 500

### Abarth 500/Abarth 500 Custom
Il modello base (dal 2013 denominato ufficialmente "Custom") è stato commercializzato dal luglio 2008 (dal novembre 2008 invece il modello "esseesse") fino ai primi mesi del 2015.

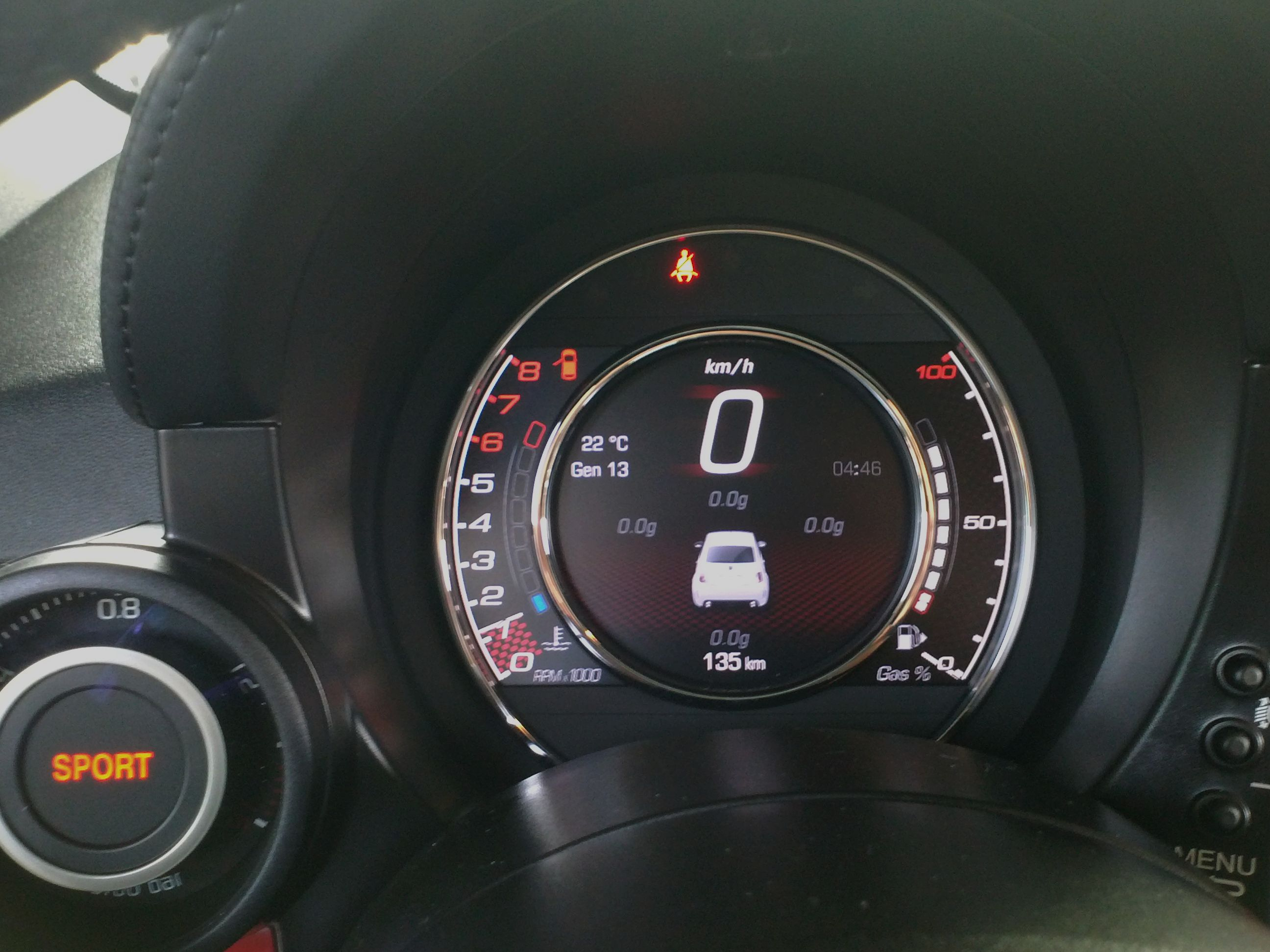
La nuova strumentazione digitale del modello "My 2014"

Tale modello è dotato di un motore a 4 cilindri sovralimentato già omologato Euro 5, il noto 1.4 T-Jet (1.368 cm³) 16 valvole da 135 CV a 5.750 giri/min con una coppia massima di 206 Nm a 3.000 giri al minuto in modalità "Sport" e di 180 N m a 2.000 giri al minuto in modalità "Normal".

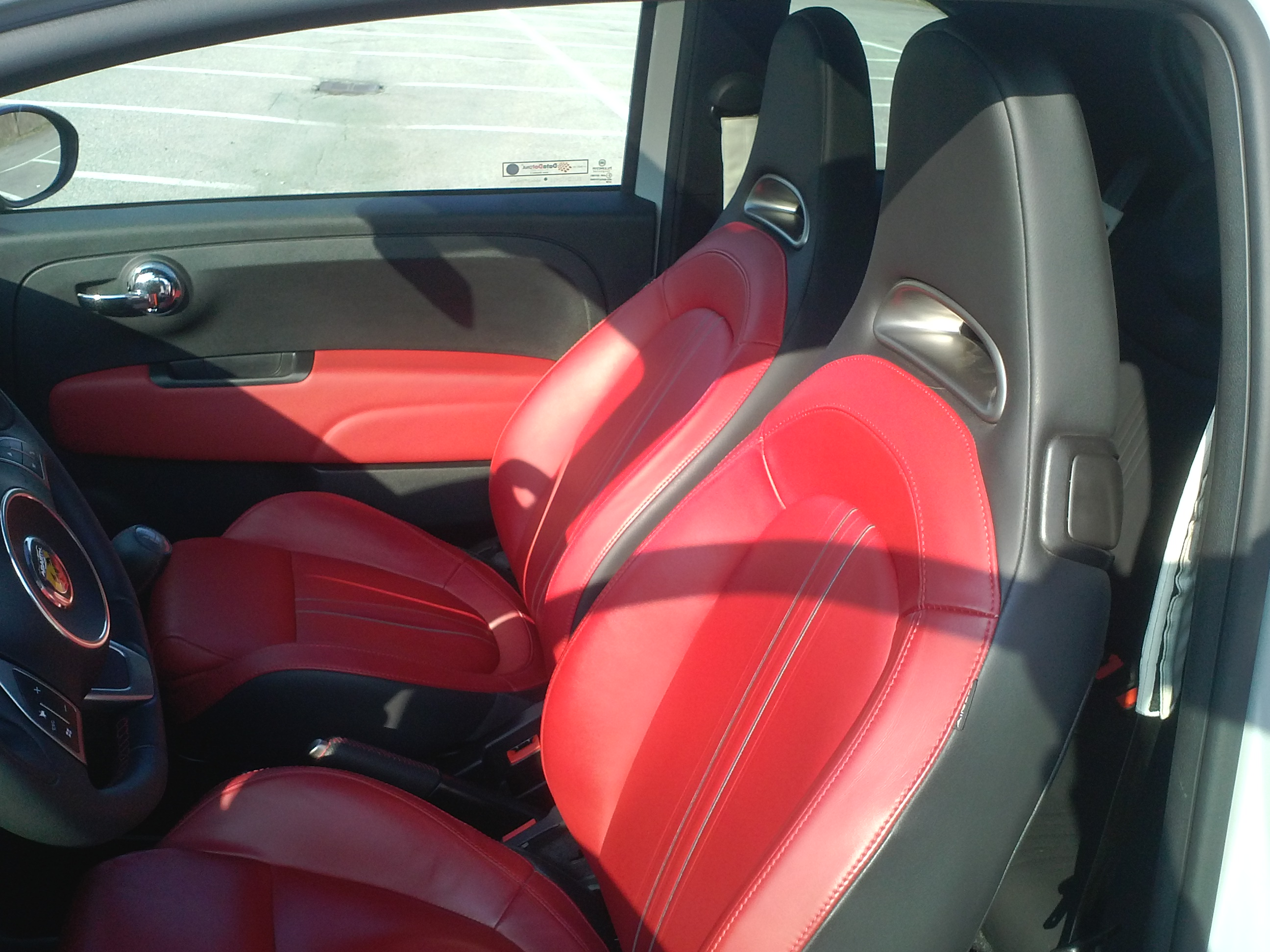
I sedili anteriori con poggiatesta integrato. A richiesta con rivestimento in pelle come nella foto.

L'auto è inoltre dotata di un sistema elettronico - il “TTC” (Torque Transfer Control) - che sfrutta i medesimi sensori dell'ESP (non escludibile) per ripartire la coppia motrice sulla ruota dell'asse anteriore con maggior trazione in curva, funzionando come un differenziale autobloccante (simile all'Electronic Q2 Alfa Romeo). Tale sistema agisce direttamente sul controllo di trazione: attivando il TTC viene parzialmente disabilitato il "traction control", che interverrà solo nel caso in cui vi sia necessità di ripartire la coppia motrice sull'asse anteriore nelle curve più impegnative, riducendo di fatto il sottosterzo tipico delle vetture a trazione anteriore. Con la disabilitazione del sistema, il controllo di trazione torna a entrare normalmente in funzione, ma senza ripartitore di coppia.

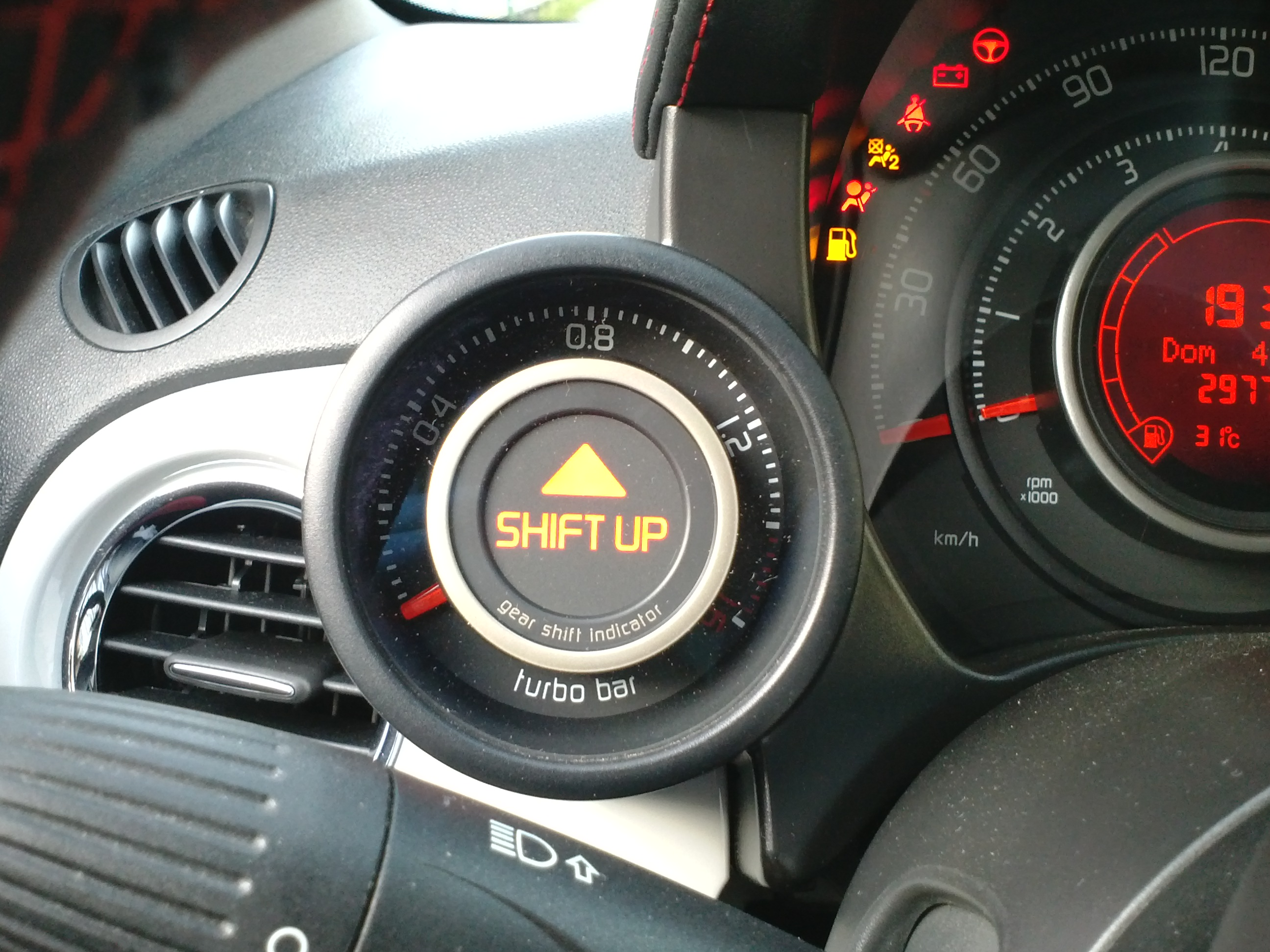
Dettaglio del dispositivo G.S.I. (Gear Shift Indicator) posto al centro dell'indicatore della turbina.

Altre dotazioni inedite sono il manometro del turbo (inserito in un quadro indipendente) e sulle prime serie il GSI - Gear Shift Indicator. Quest'ultimo segnala il momento migliore in cui cambiare marcia per ottenere una prestazione ottimale (se si guida in modalità "Sport") o consumi più bassi (in "Normal").

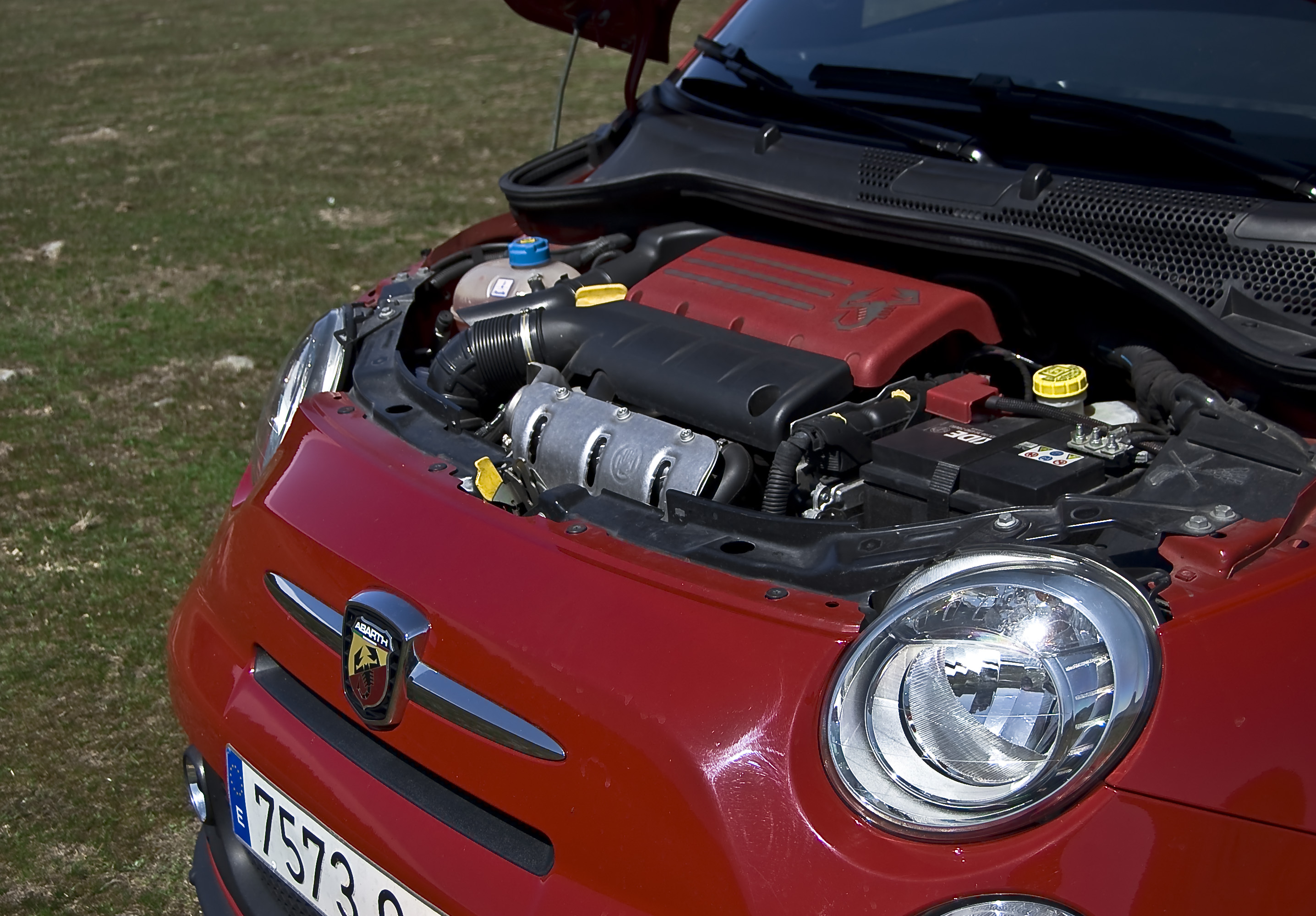
il vano motore

Completano la dotazione di serie i sedili sportivi anteriori con poggiatesta integrato, volante sportivo e pomello cambio in pelle, i cerchi in lega da 16" con pneumatici 195/45 e l'impianto frenante specifico (dischi anteriori ventilati Ø284 mm x 22, posteriori Ø240 mm x 11). A richiesta è disponibile il cambio automatico sequenziale con comandi al volante MTA (Manual Transmission Automated). Le prestazioni dichiarate dalla casa produttrice riportano una velocità massima di 205 km/h e uno scatto da 0 a 100 km/h di 7,9 secondi (8,1 per la versione con cambio elettroattuato MTA).
Con l'arrivo del modello MY2015, la Abarth 500 Custom viene sostituita dalla Abarth 595 Custom.

### Kit esseesse

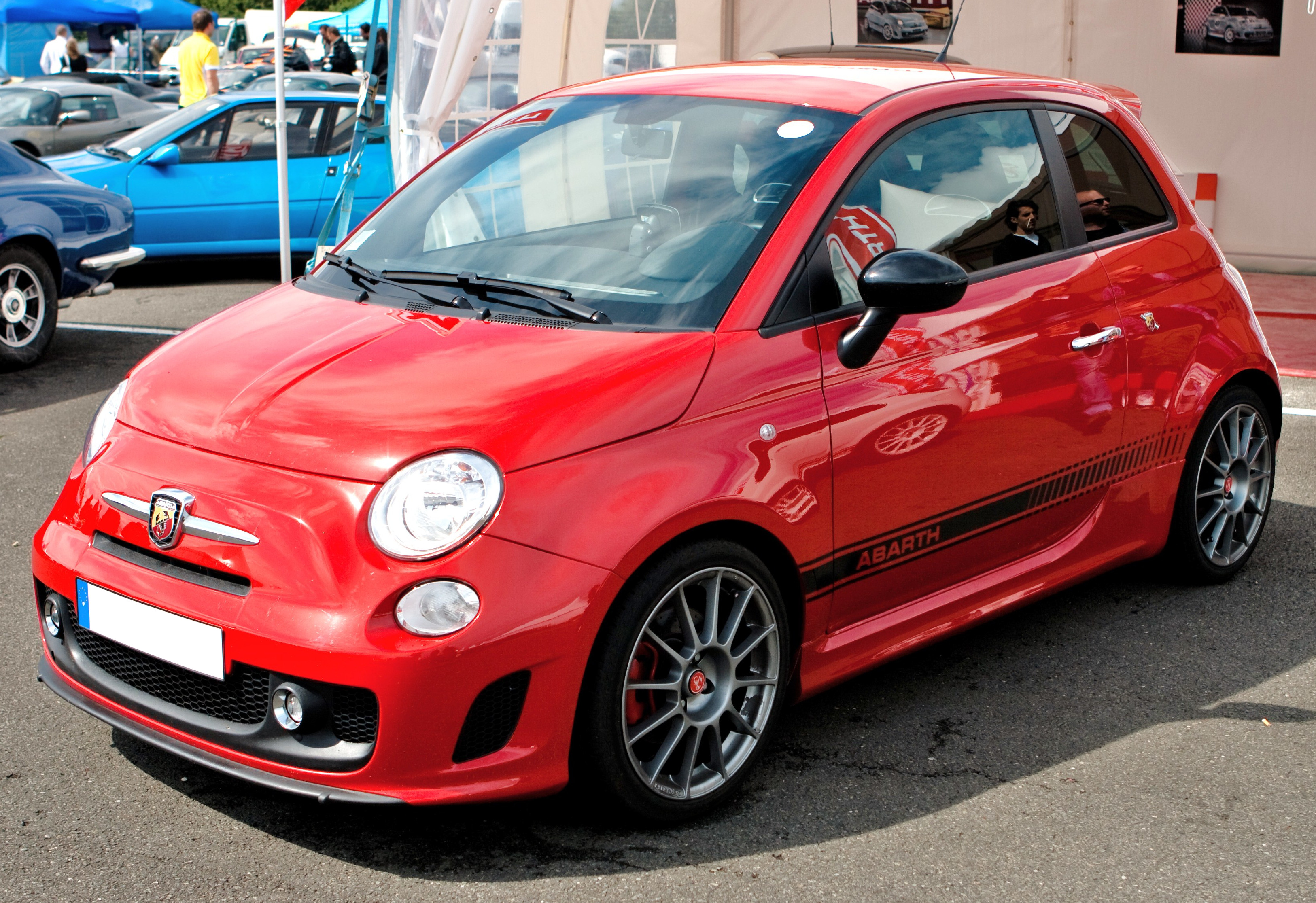
Una Abarth 500 essesse con cerchi color Titanio

Il Kit esseesse viene installato sul modello base dalle officine Abarth autorizzate, che successivamente eseguono la riomologazione del veicolo e l'aggiornamento del Libretto di Circolazione. L'elaborazione prevede un aumento di potenza del motore a 160 CV, associato e della coppia massima a 230 Nm. Ulteriori modifiche riguardano il reparto sospensivo, con molle Eibach ribassate, l'impianto frenante potenziato (con dischi freno forati e ventilati Ø284 mm x 22 all'anteriore e Ø240 mm x 11 al posteriore insieme a pastiglie anteriori Brembo HP1000 ad alte prestazioni), filtro aria sportivo BMC e cerchi in lega da 17" specifici (a scelta in color Titanio o Bianco) con pneumatici 205/40.
Il kit viene consegnato nella caratteristica cassa di legno rievocativa delle storiche cassette di trasformazione della casa dello Scorpione, contenente tutti i pezzi necessari all'upgrade.
Questo kit ha generato nel corso degli anni una famiglia di varianti comunemente nota come esseesse, composta da modelli molto simili tra loro, ma con lievi differenze a livello di setup. Tali potenziamenti sono il Kit esseesse Koni, il Kit Abarth Elaborazione 595 e il Kit Abarth 695 Brembo Koni.

### Kit esseesse Koni

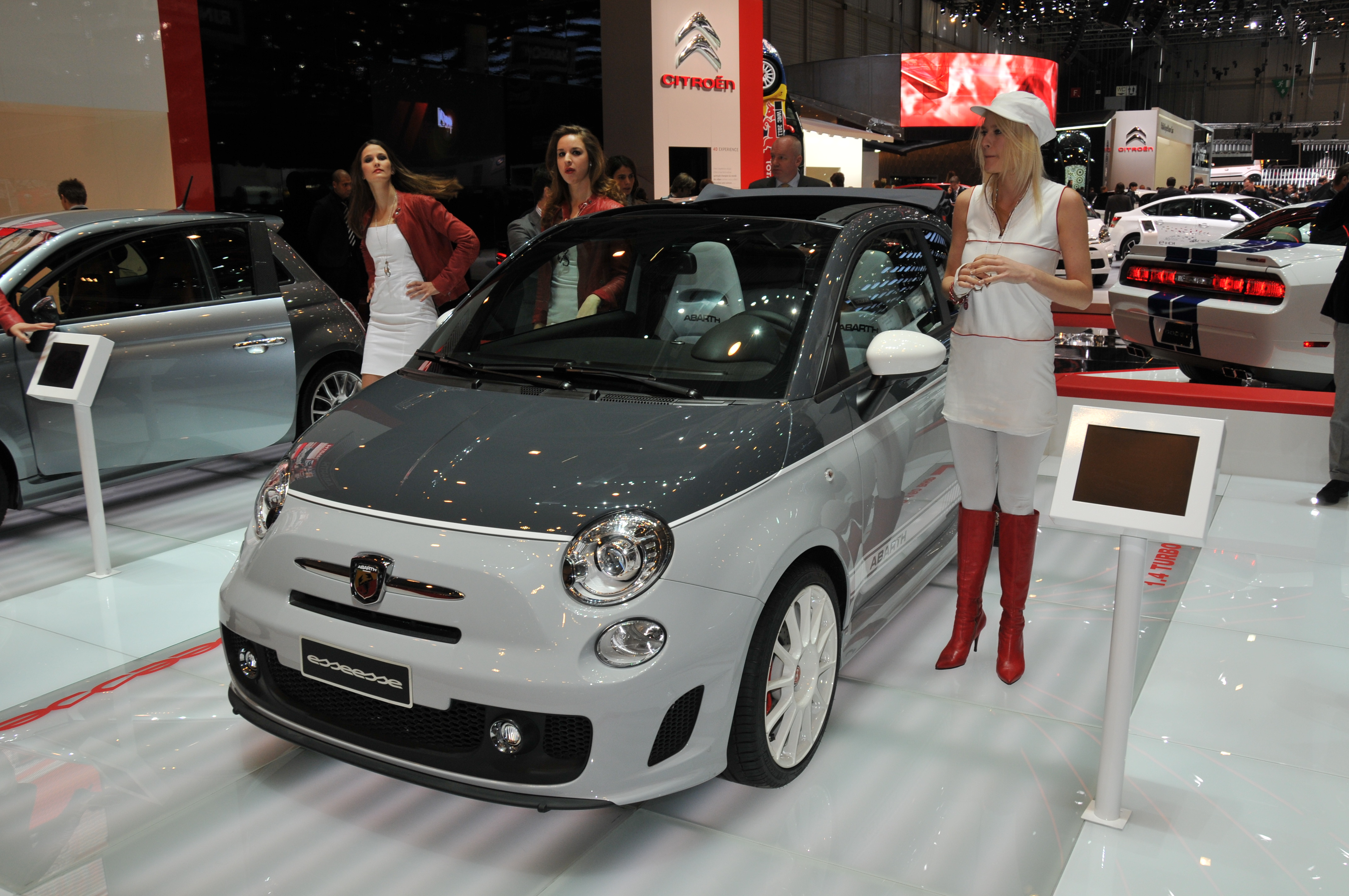
La Abarth 500C esseesse Koni presentata al salone automobilistico di Ginevra del 2011

Il Kit esseesse Koni è sostanzialmente identico al Kit esseesse tranne che per il reparto sospensivo. In questo kit infatti vengono sostituiti anche gli ammortizzatori originali con i più performanti Koni con valvola FSD (Frequency Selective Damping).
Tali sospensioni adottano una tecnologia basata sul controllo del flusso di olio idraulico in funzione della frequenza.
Questo è possibile grazie a una valvola aggiuntiva che entra in funzione, progressivamente, all'aumentare della frequenza della sospensione e apre l'accesso a un secondo flusso di olio idraulico. Quando la valvola FSD è sottoposta a basse frequenze, la frenatura è determinata dal flusso principale e rimane la più alta possibile per ottenere la miglior prestazione di tenuta di strada. Quando le alte frequenze sollecitano la valvola FSD, questa lascia accesso a un flusso parallelo di olio idraulico che diminuisce la taratura dell'ammortizzatore, rendendo la condizione di marcia più confortevole.

### Abarth 500C

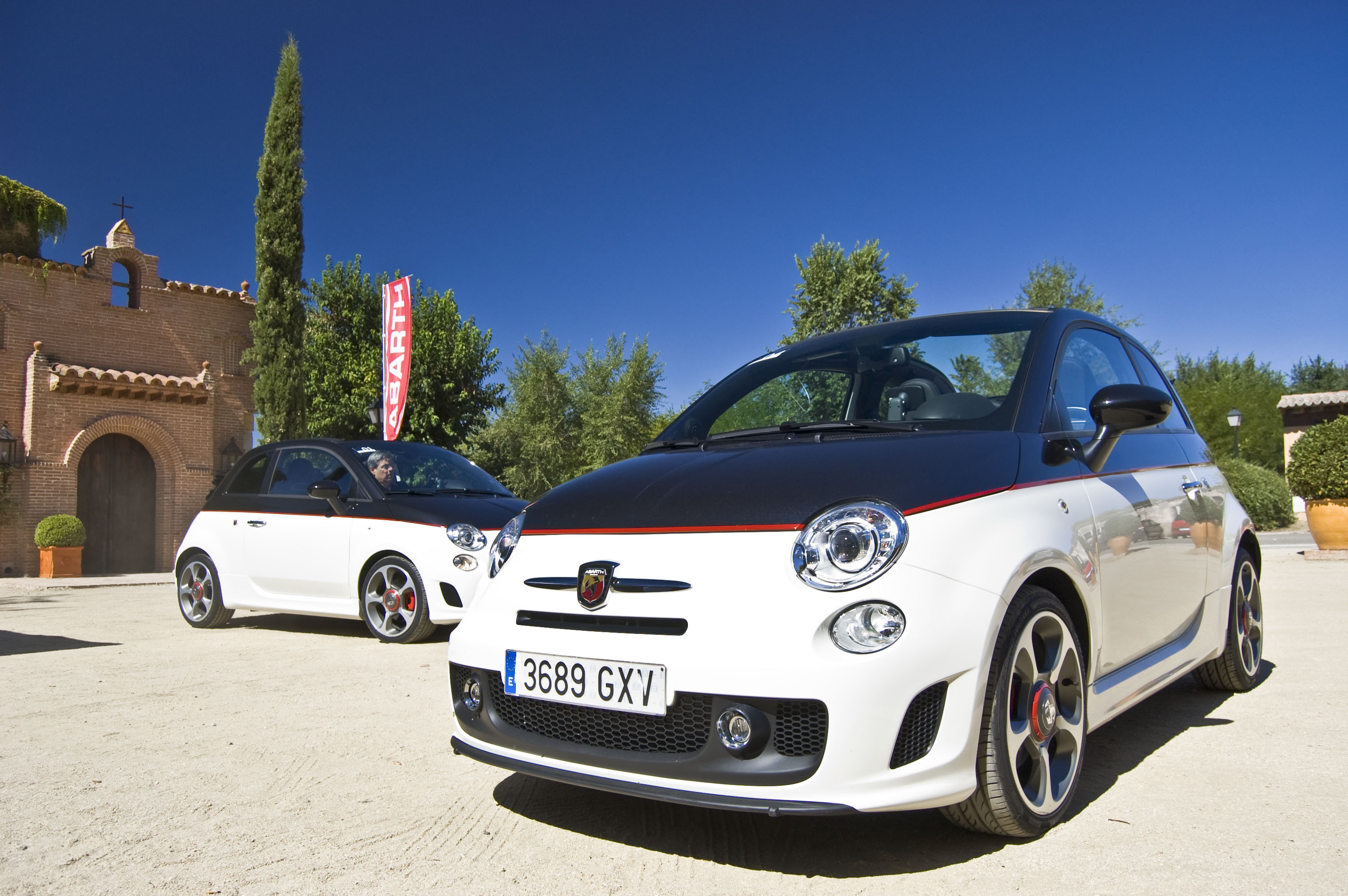
Una coppia di Abarth 500C

Da giugno 2010 è disponibile la Abarth 500C, la versione cabrio della Abarth 500, che conserva tutte le caratteristiche tecniche del modello base. Successivamente sono stati resi disponibili gli stessi kit di potenziamento proposti per la versione chiusa. Al momento del lancio viene presentata col nuovo cambio MTA Abarth Competizione automatico/sequenziale con comandi al volante, successivamente anche con il consueto manuale a 5 rapporti.
Al Salone di Ginevra 2011 viene fatta debuttare la 500C in versione esseesse, dotata anche del nuovo Kit Assetto Abarth Koni, con le molle Eibach e gli ammortizzatori Koni FSD riproposti in seguito nel Kit esseesse Koni.

## Abarth 595

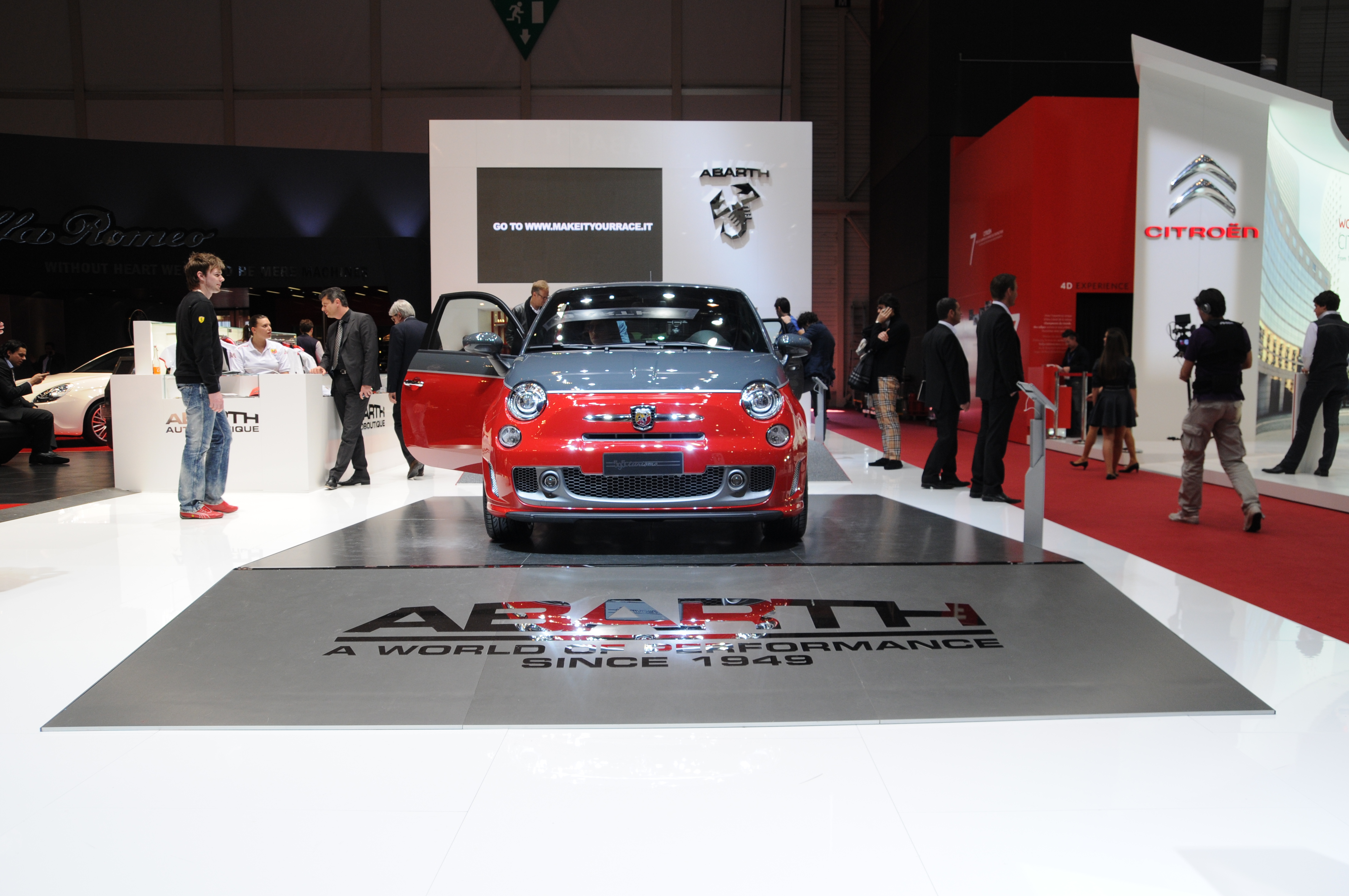
Esposizione della serie "595" al Salone di Ginevra 2012

Al motorshow di Bologna del 2011 la Abarth espone una nuova famiglia di vetture basate sul modello Abarth 500, denominata Abarth 595, nome rievocativo delle omonime vetture storiche elaborate su base 500. Con questa serie speciale, l'azienda vuole riportare alla luce il concetto di "derivazione" dei modelli di base, caratteristica principale del marchio fondato da Karl Abarth.
Questo particolare modello viene presentato dapprima nella sola variante coupé e successivamente nella versione cabrio, nelle seguenti versioni:
- Abarth 595 Custom
- Abarth 595 Trofeo Edition (solo per il mercato inglese)
- Abarth 595 Turismo
- Abarth 595 Competizione
- Kit Abarth Elaborazione 595
- Abarth 595 50º Anniversario
- Abarth 595 Yamaha Factory Racing
- Abarth 695 70º Anniversario
- Abarth 595 Esseesse
- Abarth 595 Scorpioneoro
- Abarth 595 Pista
- Abarth 595 Monster Energy Yamaha
- Abarth 695 Biposto
- Abarth 695 Rivale

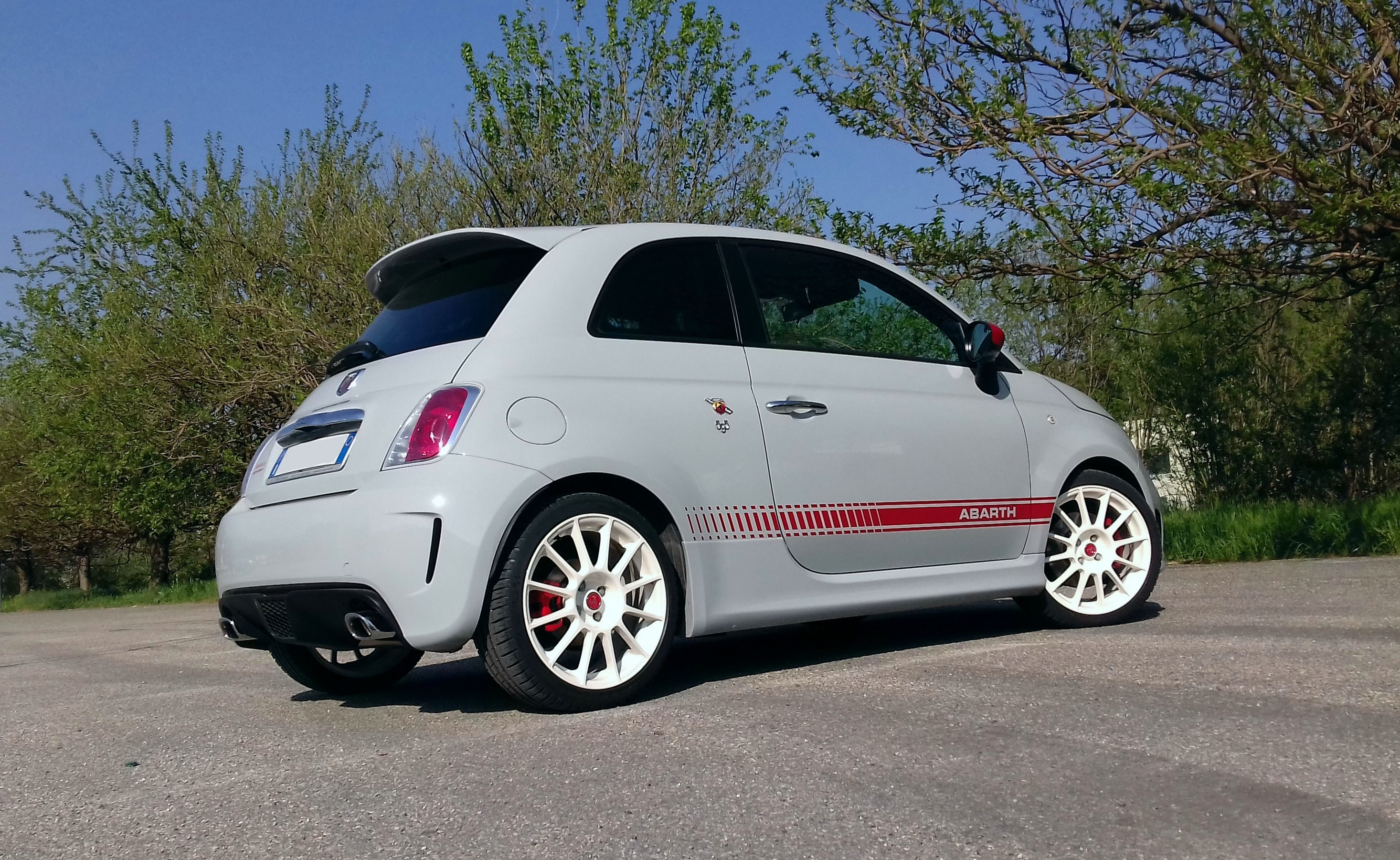
La Kit Abarth Elaborazione 595. L'esemplare della foto è dotato anche dello scarico opzionale dual-mode "Record Modena" e del kit "cerchi esseesse"

La Custom è il modello "entry-level" da 140 CV introdotto nel 2015 e prende ufficialmente il posto della vecchia Abarth 500 Custom. La Trofeo Edition è una serie limitata derivata dalla entry-level ed è prevista per il solo mercato inglese. Turismo, Competizione e Yamaha Factory Racing sono versioni potenziate e personalizzate preparate prima dell'acquisto e differiscono per la tipologia di clientela verso cui sono rivolti. L'Elaborazione  è un Kit di potenziamento appartenente alla famiglia esseesse, destinato alle versioni Custom 500 e 595 e può essere allestito anche su vetture già immatricolate e in circolazione. Infine la 50º Anniversario è un'edizione celebrativa per i 50 anni dello storico modello "595".
In un primo momento Turismo, Competizione e Kit Elaborazione vengono dotate del consueto motore 1.4 Turbo 16v T-Jet ma con potenza incrementata a 160 CV, sovralimentati con turbocompressore IHI RHF3-P a geometria fissa. La coppia massima erogata è di 206 Nm a 2000 giri/min in modalità "Normal" e 230 Nm a 3000 giri/min in modalità "Sport" (valori che salgono di ulteriori 15Nm per versioni dotate di scarichi Record Monza o Modena). La velocità massima dichiarata dal produttore è di 211 km/h mentre lo scatto da 0 a 100 km/h è di 7,4 secondi (rispettivamente 209 km/h e 7,6 secondi per gli esemplari con cambio MTA).
Con l'arrivo del modello "MY 2015" presentato al Salone di Ginevra, la Competizione subisce un ulteriore potenziamento, raggiungendo i 180 CV di potenza, grazie all'introduzione della già nota turbina Garrett 1446 utilizzata sulle "695". Tale modifica permette un incremento prestazionale che porta a coprire lo 0–100 km/h in soli 6,7 secondi (per la versione dotata di cambio manuale, 6,9 secondi se dotata di cambio MTA).
Nel 2016, con l'introduzione del modello restyling, la Turismo riceve la turbina Garrett GT 1446 della Competizione MY 2015, raggiungendo i 165cv di potenza massima.
La 595 50º Anniversario, Kit Abarth Elaborazione 595 e 595 Yamaha Factory Racing sono le uniche di questa serie a montare gli ammortizzatori Koni con valvola FSD e le molle ribassate Eibach, mentre Turismo e Competizione differiscono per i soli ammortizzatori anteriori, che in questo caso sono del tipo Cofap FSD, gli stessi montati sulla 500 Abarth Custom di 2ª serie.
Anche l'impianto frenante risulta differente in base alla versione. Le serie da 140 CV possiedono dischi e pastiglie identiche al precedente modello base Custom. Turismo e Competizione (per quest'ultima solo per le prime serie fino al 2015) adottano dischi forati e autoventilati "esseesse". La Kit Abarth Elaborazione 595 e la 595 Yamaha Factory Racing mantengono i dischi di serie ma con pastiglie anteriori ad alte prestazioni Brembo e infine la 50º Anniversario adotta l'impianto Brembo maggiorato specifico (opzionale per le altre versioni). Con l'arrivo del modello MY 2015, la Competizione riceve di serie lo stesso impianto frenante della 50º Anniversario.
Le 595 sono disponibili sia con il cambio manuale a 5 marce sia con l'automatico/robotizzato MTA con comandi al volante, mentre la sola 50º Anniversario risulta disponibile solo con cambio automatico.
Questi particolari modelli implementano tutte le novità in campo meccanico e aerodinamico sviluppato dalla casa italiana nelle versioni speciali realizzate dal debutto e sono ulteriormente personalizzabili con ulteriori kit.
A fine 2021 viene presentata la F595 Speciale in 165 esemplari. Monta un motore 1.4 T-jet Euro 6D Final da 165 CV, equipaggiato con il turbocompressore maggiorato Garrett con rapporto di compressione geometrico a 9:1. Velocità massima dichiarata di 218 km/h con ripresa in quinta marcia da 80 a 120 km/h in 7,8 secondi. È lo stesso motore da cui è derivato il propulsore delle monoposto Tatuus impegnate nei campionati italiano e tedesco di Formula 4 – “F.4 Championship Powered by Abarth Certified by FIA”. Nella “F” del nome il tributo alla Formula 4 di cui Abarth è fornitore esclusivo dei motori.

### Abarth 595 Custom
Nel marzo 2015 fa il suo debutto la nuova Abarth 595 Custom, che prende ufficialmente il posto della Abarth 500 Custom. 
A differenza della altre 595, questo modello si pone come "entry-level" ma al tempo stesso come base di partenza per molteplici possibilità di elaborazione, grazie ai numerosi kit di potenziamento messi a disposizione dei clienti.
Questa versione propone la consueta motorizzazione euro 6 già utilizzata sulla Abarth 500 Custom ma incrementata di 5 CV raggiungendo quindi 140 CV complessivi, pur mantenendo le stesse prestazioni del modello base precedente.
Questo modello inizialmente non riportava i badge 595 sulle fiancate, utilizzati in un primo momento solo sulle edizioni Competizione, Turismo, Kit Elaborazione 595, Yamaha Factory Racing e 595 50º Anniversario, usati cioè come segno distintivo di tutti quei modelli dotati di elaborazione motore di serie.
Dal 2015 però anche questo modello riceve i badge laterali "595".

### Abarth 595 Trofeo Edition
Nel settembre 2015 compare sul mercato inglese un'edizione limitata di soli 250 esemplari, denominata Trofeo Edition.
Questa serie speciale è strettamente derivata dalla "Abarth 595 Custom", di cui mantiene il motore T-Jet da 140 CV e l'assetto originale.
Ciò che caratterizza questo modello è l'elaborazione estetica, grazie all'introduzione di serie dei cerchi "Formula" da 17", inizialmente previsti solo per la 595 Competizione MY2015, la Kit 695 Brembo Koni e la 695 Tributo Ferrari.
La "Trofeo Edition" è disponibile solo in 3 colorazioni: Grigio Record, Nero Scorpione e Rosso officina. Sempre di serie troviamo i vetri oscurati, la possibilità di personalizzare il colore delle pinze freni e dei badge in "carbon look" che ne distinguono il modello. Come per la 595 base, anche questo esemplare non riporta i badge laterali "595".

### Abarth 595 Turismo

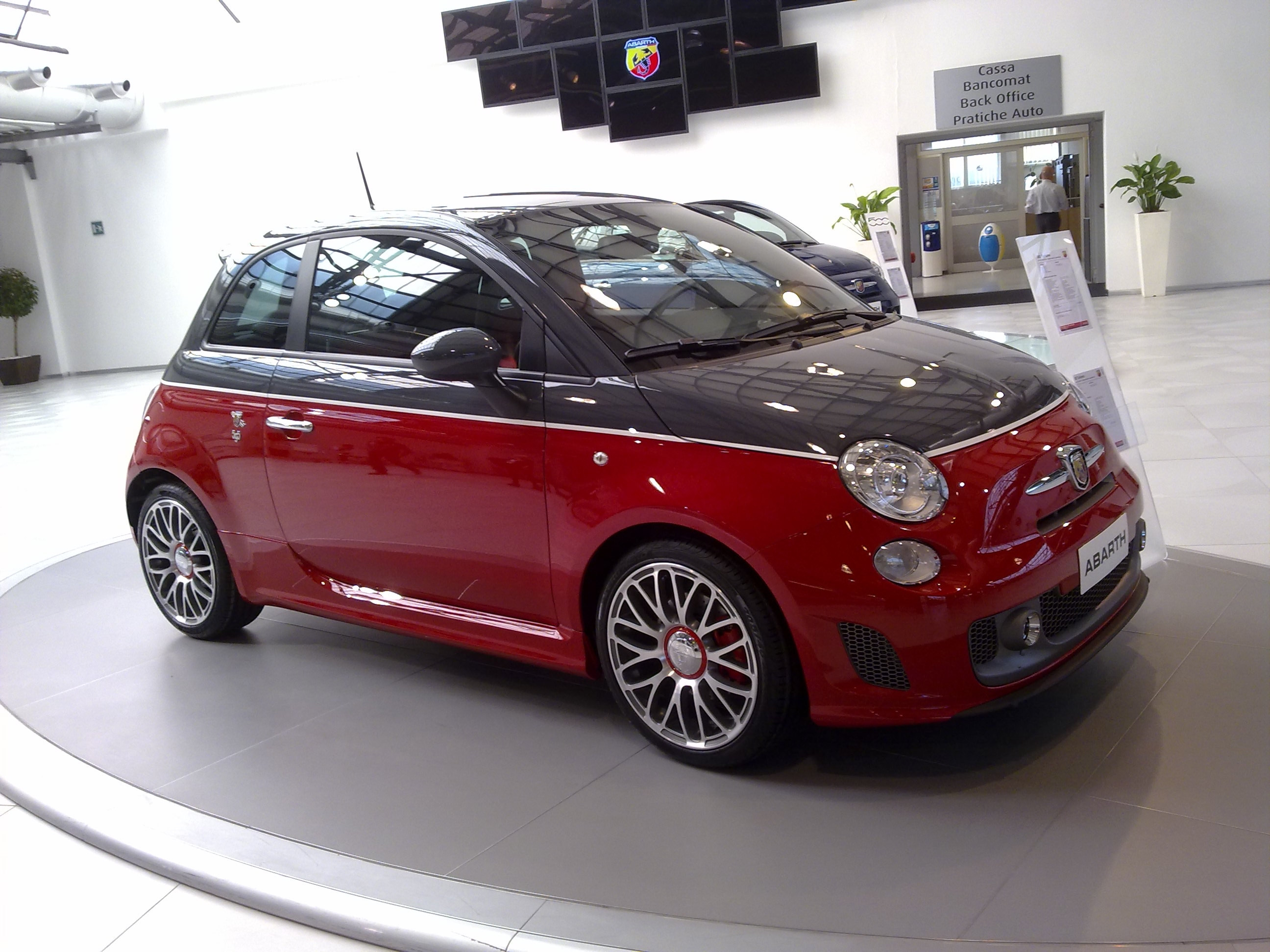
L'Abarth 595 Turismo nella livrea di presentazione

La versione Turismo della 595 è stata concepita per soddisfare una clientela più attenta alla cura dei dettagli estetici e al comfort. Al debutto viene presentata in una speciale livrea bicolore rosso officina/grigio pista, con le due tinte divise da una sottile striscia bianca orizzontale. La vettura può comunque essere richiesta nei consueti colori proposti dalla casa. Di serie la vettura adotta cerchi in lega da 17" (con pneumatici 205/40) e sedili in pelle. Peculiarità di questo modello insieme alla variante "Competizione", è la speciale colorazione "grigio Titanio" adottata per le griglie di aerazione frontali e per il diffusore posteriore. Nell'abitacolo c'è una grande attenzione nella scelta dei colori e dei materiali che risultano di sofisticata lavorazione ed elevata qualità rispetto agli altri allestimenti come il tessuto di vetro alluminizzato Alutex (un materiale tessile integrato con fibra di vetro e alluminio), materiale utilizzato sia per il pomello del cambio (per le versioni manuali) sia per il battitacco e la pedaliera (Pack Turismo). Infine il volante presenta inserti in pelle dello stesso colore dei sedili, esattamente come avviene sulle "695".
Con l'introduzione del modello restyling nel 2016, la vettura riceve la turbina Garrett GT 1446 già montata sulle serie speciali 695, raggiungendo i 165cv di potenza massima.

### Abarth 595 Competizione

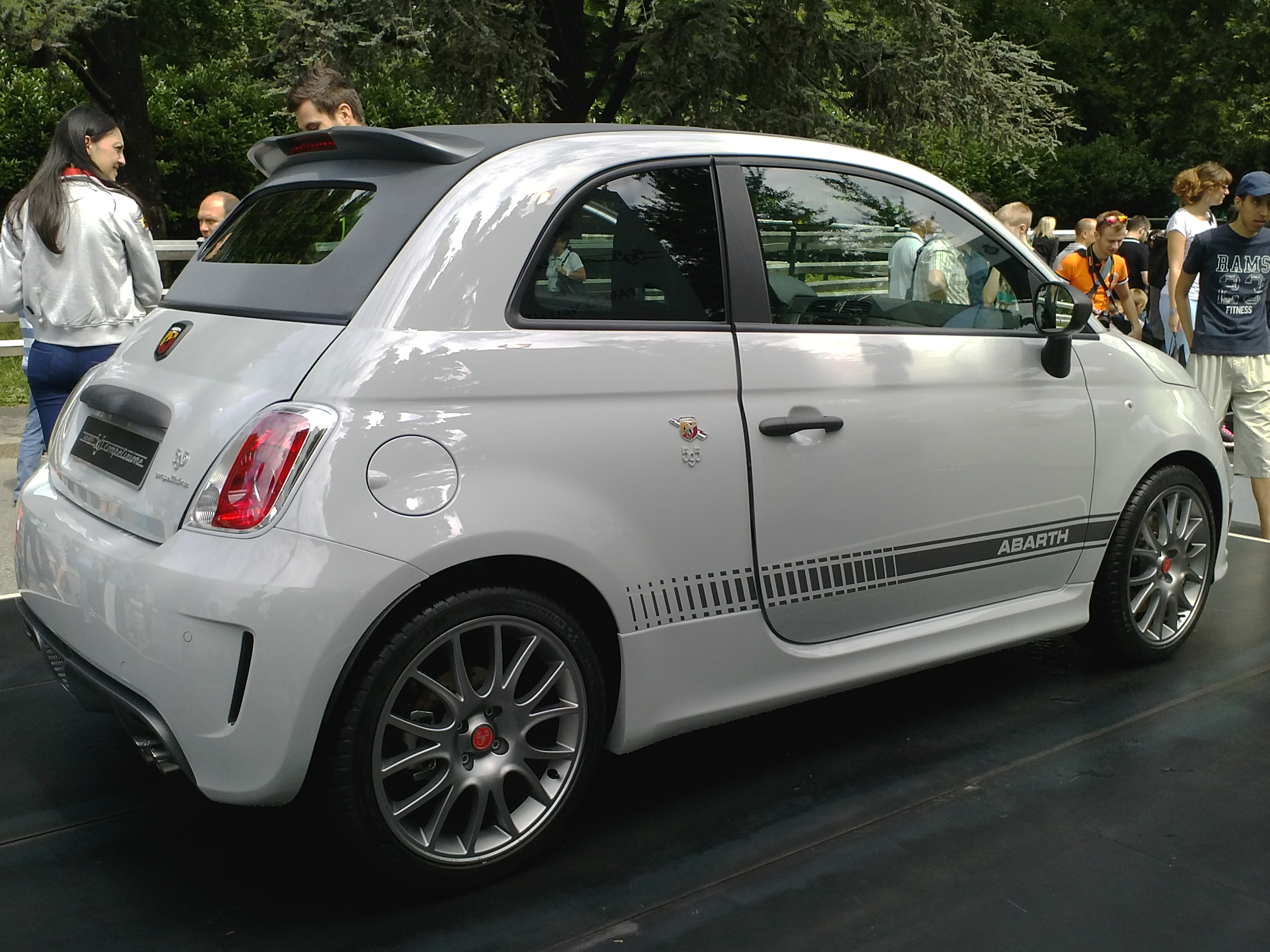
Un Abarth 595C Competizione MY2015, da notare i nuovi cerchi "Formula" nella colorazione Titanio.

La versione Competizione della 595 differisce da quella Turismo sostanzialmente per l'aspetto estetico marcatamente più aggressivo e per alcune differenti dotazioni di serie, esasperando volutamente il carattere sportivo della 500 Abarth esseesse. La dotazione di serie per i modelli antecedenti al 2015, prevede una coppia di sedili anteriori firmati Sabelt e quattro terminali di scarico denominati Record Monza sviluppati dalla Magneti Marelli (componenti entrambi montabili a richiesta su qualunque versione della 500 Abarth).

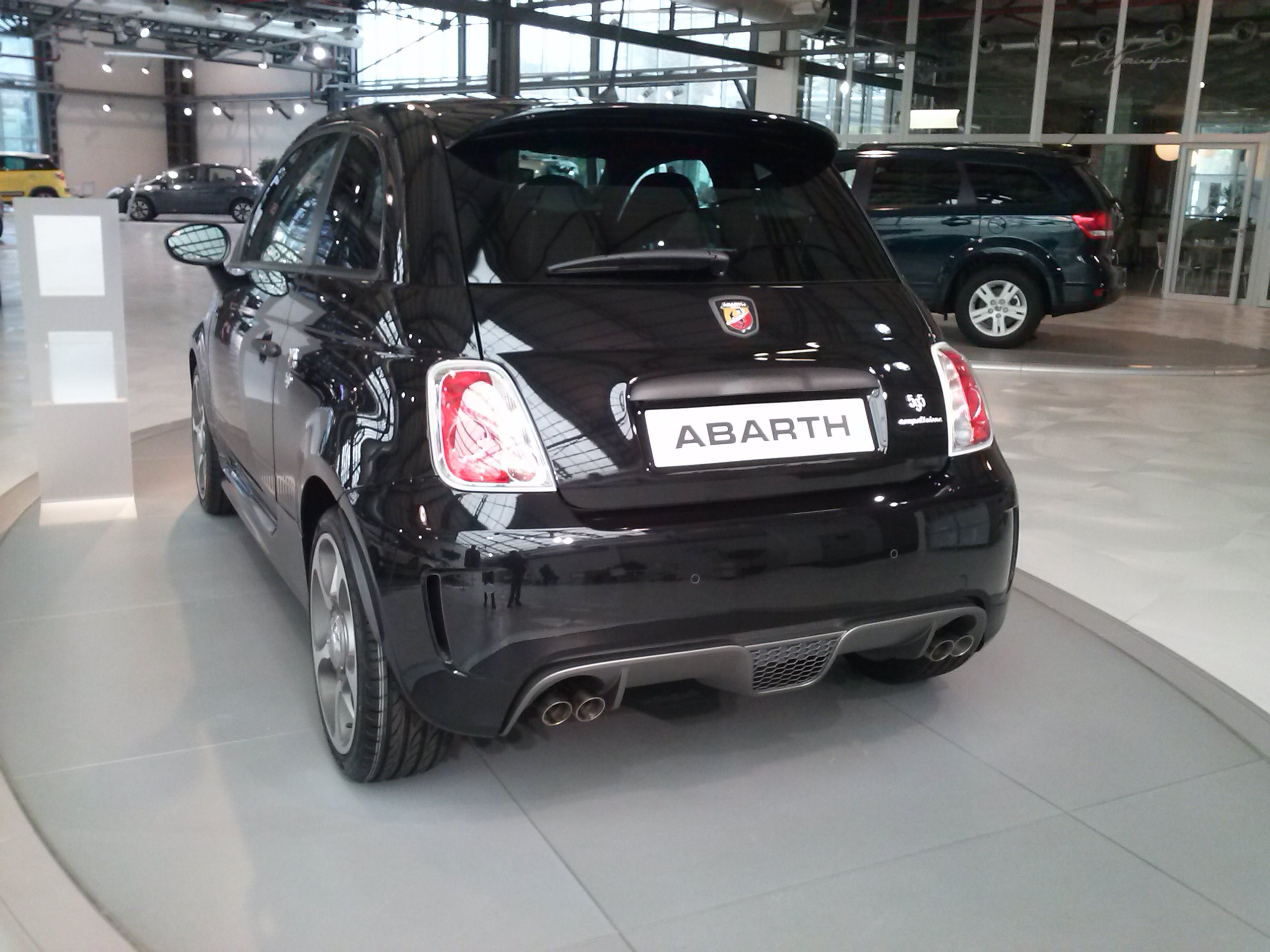
L'Abarth 595 Competizione MY2011. Nel diffusore posteriore si integrano gli scarichi a 4 uscite Record Monza.

Con l'introduzione del modello "MY 2015", la nuova 595 Competizione riceve un incremento di potenza pari a 180 CV (la MY2011 ne aveva 160), andandosi a differenziare dalle "sorelle" Turismo, Kit Elaborazione e Yamaha Factory Racing. Inoltre, tale potenziamento prevede anche l'introduzione dell'impianto frenante maggiorato Brembo, già in uso sulle versioni "695". Di serie comprende anche i nuovi cerchi in lega da 17" denominati "Formula" di derivazione " 695 Tributo Ferrari", disponibili in 3 diverse colorazioni: Titanio, Magnesio e Nero.
La vettura presenta alcuni dettagli estetici che la distinguono dalle altre 595: al posto delle usuali cromature presenti sul fregio frontale del muso anteriore, sulla maniglia del portellone posteriore e sulle maniglie delle portiere laterali, viene utilizzata una speciale colorazione grigio satinata con trattamento "Tarcold Gray", applicata anche agli specchietti retrovisori laterali e alla plancia del cruscotto interna, regalando alla vettura un aspetto molto aggressivo. Questa versione adotta di serie cerchi in lega da 17" (con pneumatici 205/40), fari allo Xeno e volante in pelle con inserti colorati abbinati ai sedili, pomello cambio, pedaliera e battitacco in alluminio satinato (Pack Competizione) e kit estetico sticker laterali Abarth Grigio Titanio. Altra caratteristica è la speciale colorazione grigia utilizzata per le plastiche del diffusore posteriore e le griglie di aerazione frontali.

### Kit Abarth Elaborazione 595

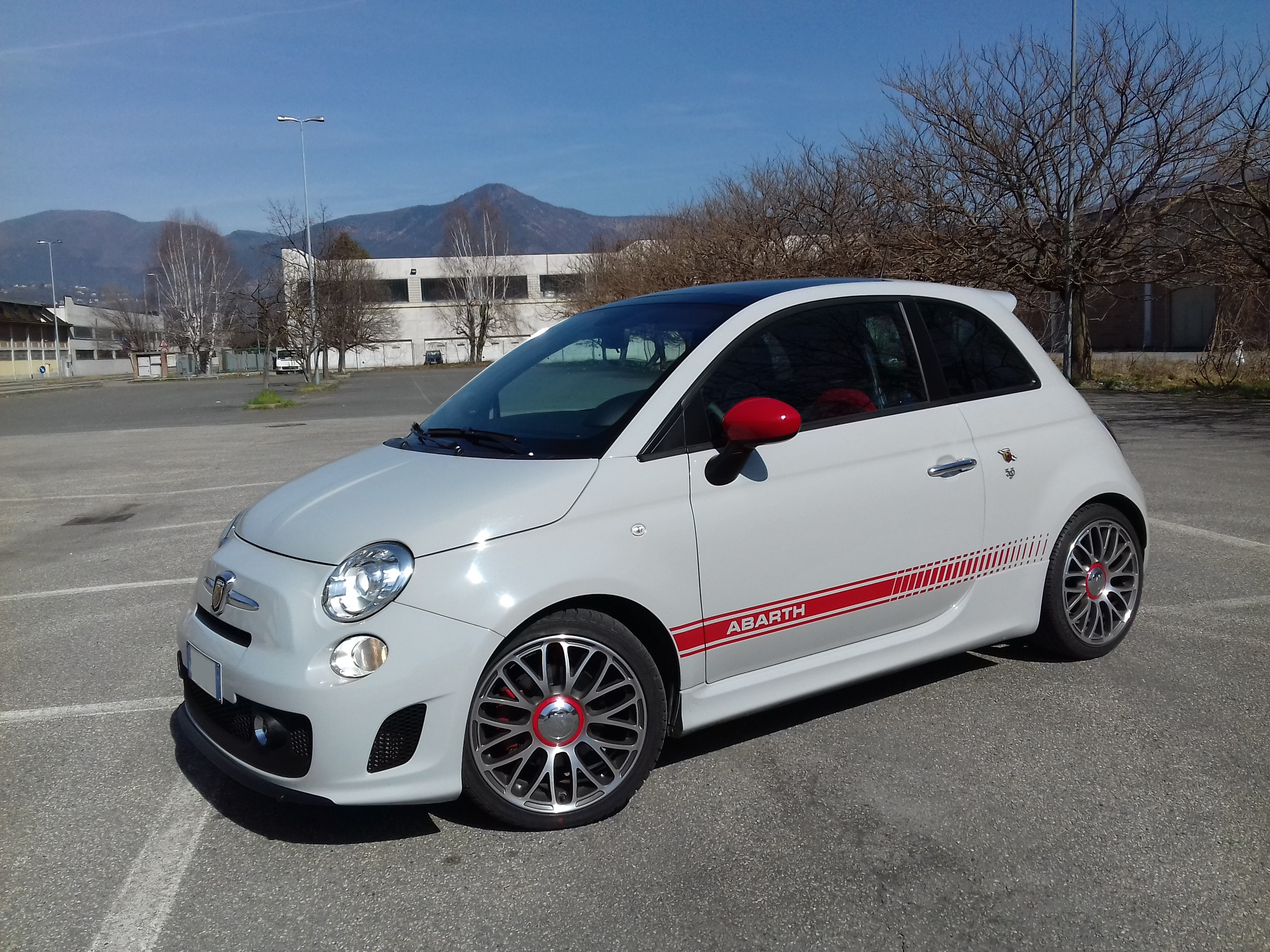
Una Kit Abarth Elaborazione 595. Da notare l'assetto maggiormente ribassato rispetto alla Abarth 500 e i badge laterali "595".

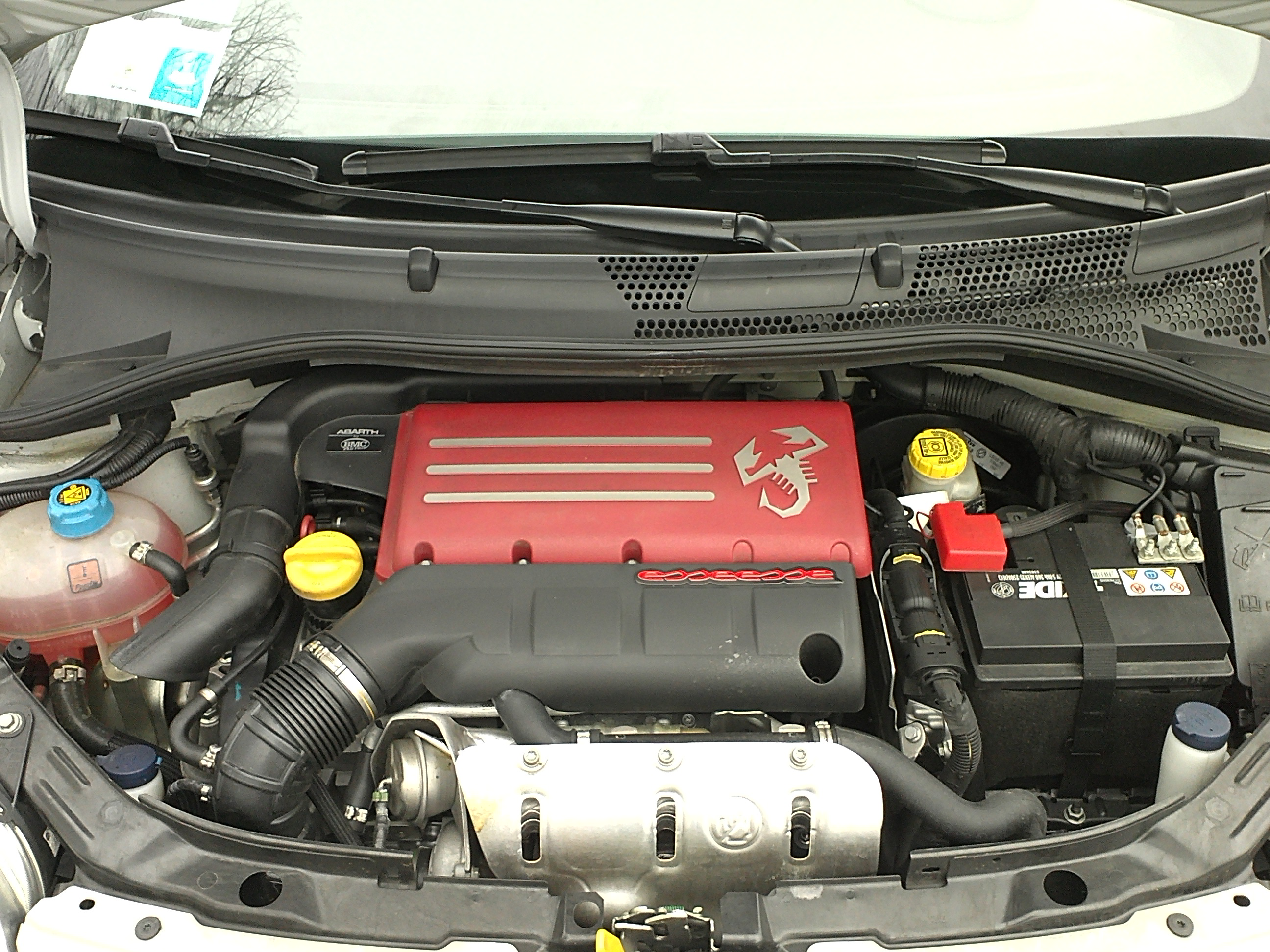
Il vano motore della "Kit Abarth Elaborazione 595", dove vengono apposti il badge "esseesse" e il logo "BMC" del nuovo filtro aria sportivo.

Nel settembre 2012 viene proposta una variante del kit esseesse che prende il nome di Elaborazione 595, destinato a tutte le 500 Abarth prodotte dal 2008 in poi (2009 per la versione Cabrio). Tale elaborazione, a differenza delle versioni Turismo e Competizione, può essere richiesta anche su veicoli già circolanti ed è rivolta a chi desidera trasformare la propria "Abarth 500" in una "Abarth 595" elaborata, potenziando il motore e migliorando l'assetto, conservando sostanzialmente l'aspetto estetico scelto al momento dell'acquisto. L'aggiornamento riguarda l'incremento di potenza da 135 a 160 CV tramite rimappatura centralina, sostituzione filtro aria originale con quello sportivo BMC, montaggio Kit Sospensioni Abarth Koni (molle ribassate esseesse Eibach e ammortizzatori Koni con valvola FSD), pastiglie freni anteriori Brembo HP1000 ad alte prestazioni, badge laterali 595 in alluminio lucidato e infine il badge esseesse sulla cover motore.
Gli ammortizzatori anteriori di questo specifico kit, a differenza di quelli montati di serie sulle versioni "Turismo" e "Competizione MY2011", sono più performanti, identici a quelli delle varianti "695".
Particolarità di questo modello è la presenza del badge "595" solo sulle fiancate, diversamente dalla sorelle "Turismo" e "Competizione" che riportano questo logo anche sul portellone posteriore. Inoltre il diffusore posteriore e le griglie di aerazione frontali sono di colore nero, essendo una derivazione del modello di serie.
L'operazione, come per il Kit esseesse da cui deriva, viene eseguita presso qualsiasi officina autorizzata Abarth e prevede la riomologazione obbligatoria del veicolo a seguito dell'incremento di potenza del motore. Inoltre la condizione per il montaggio prevede che l'auto sia già dotata di cerchi da 17" (con pneumatici 205/40).

### Abarth 595 50º Anniversario

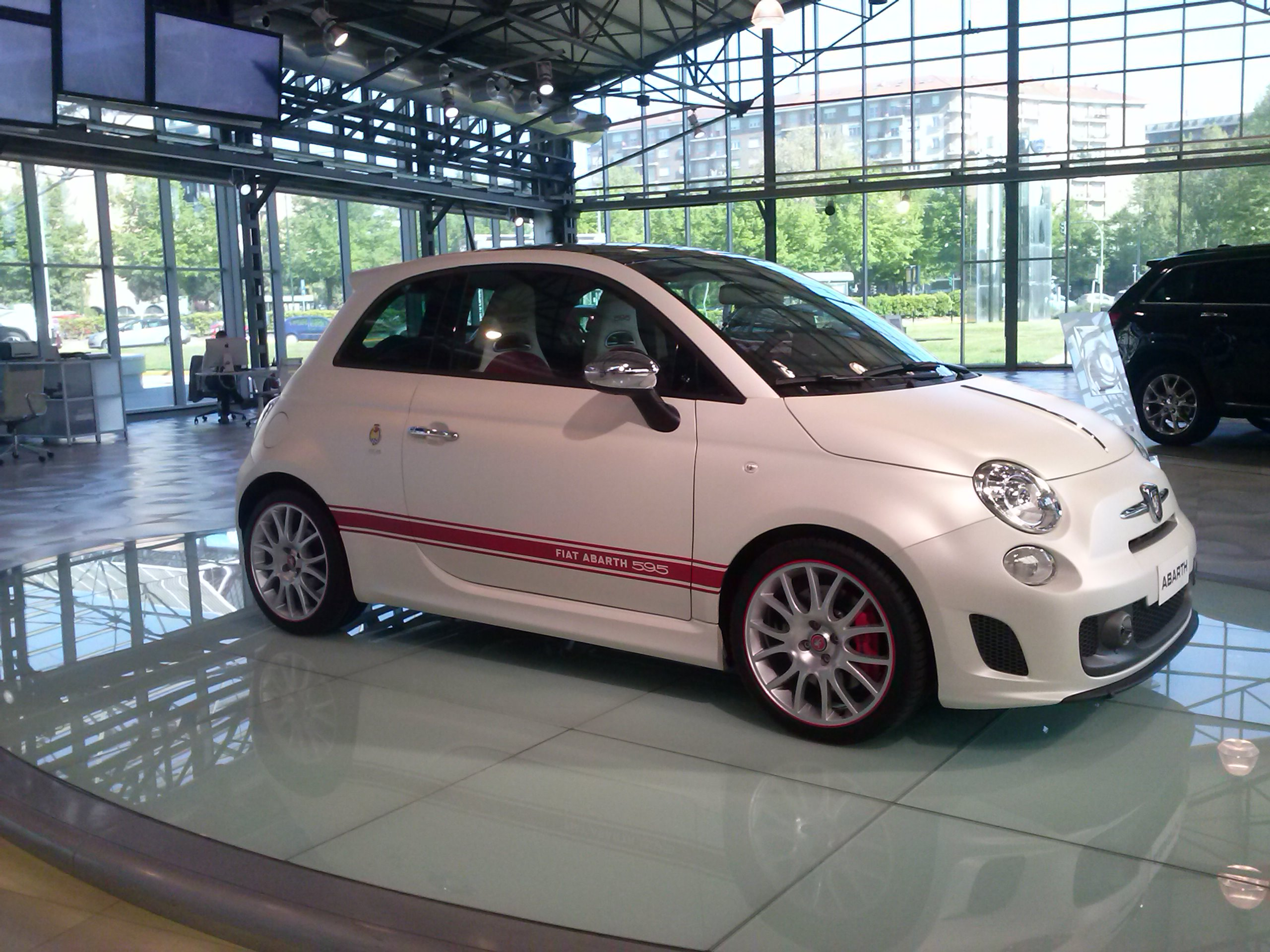
L'Abarth 595 50º Anniversario, esposta presso il Motor Village di Mirafiori.

In occasione dei 50 anni dalla nascita dell'originale "595" del 1963, viene presentata al Salone di Francoforte 2013 l'Abarth 595 50º Anniversario. Questo particolare modello viene proposto in 398 esemplari, 99 dei quali riservati al mercato giapponese.
Tecnicamente questa serie limitata differisce dalle altre 595 per il propulsore da 180 CV con specifiche 695. Viene proposta abbinata soltanto al cambio Abarth Competizione elettroattuato MTA, accompagnato da alcuni dettagli specifici per questo modello, come i loghi e le grafiche identiche agli originali e realizzate a mano, la colorazione bianca tristrato opaco con grafiche rosse e i cerchi in lega da 17" di derivazione "Tributo Ferrari" in Grigio Magnesio con bordo rosso.
Completano la dotazione di serie l'impianto frenante Brembo con dischi forati maggiorati (anteriori ø 305 mm x 28 mm, posteriori ø 240 mm x 22 mm), il sistema di sospensioni con valvola FSD Koni, l'impianto di scarico Record Monza, i fari allo Xeno, il tetto apribile Skydome e i sedili sportivi in pelle rossa con inserti bianchi.
La vettura è ordinabile dal 15 settembre 2013, la stessa data in cui la prima "Abarth 595" fu resa disponibile.

### Abarth 595 Yamaha Factory Racing
Al Salone di Francoforte 2015 viene presentata la nuova Abarth 595 Yamaha Factory Racing Edition, una serie speciale che nasce dalla partnership tra il marchio dello Scorpione e la scuderia Yamaha della MotoGP essendo Abarth sponsor ufficiale della squadra.
Tecnicamente la vettura si presenta molto simile alla Kit Abarth Elaborazione 595, da cui riprende i principali contenuti di serie: mappatura motore da 160 CV, turbina IHI RHF3-P, filtro aria sportivo BMC, ammortizzatori anteriori e posteriori Koni con valvola FSD e molle Eibach e pastiglie anteriori ad alte prestazioni HP1000 Brembo su dischi di serie.
Inoltre la Yamaha Factory Racing, come per la Kit Elaborazione, adotta le griglie di aerazione e lo scivolo posteriore di colore nero.
Ciò che la distingue però sono i cerchi in lega da 17" "Formula" e l'adozione dello scarico Record Monza di serie. Sul portellone posteriore inoltre compare anche il logo "595" e lo stemma del Team Yamaha e sulle fiancate è presente il badge 595. Infine nella zona compresa tra i finestrini anteriori e posteriori compare l'elenco dei titoli mondiali vinti dal team Yamaha.
La Abarth 595 Yamaha Factory Racing è disponibile in 6 colori: Rosso Officina, Grigio Campovolo, Grigio Pista, Grigio Record, Blu Podio, Nero Scorpione.
La versione presente allo stand di Francoforte si caratterizza per la livrea bianca, in contrasto con i cerchi da 17" nero opaco, mentre le pinze dei freni rosse riprendono le strisce Abarth sulle portiere. I vetri osacurati completano gli esterni mentre all'interno si trovano i sedili in pelle (a richiesta) e i pedali in alluminio.

## Abarth 695
Si tratta di una serie speciale, nata con lo scopo di rievocare la storica elaborazione estrema della 500 Abarth, denominata appunto "695". Gli esemplari di queste fuoriserie possono essere acquistati solo tramite prenotazione on-line presso il sito ufficiale nella sezione "Abarth Specialties". Le caratteristiche peculiari che accomunano queste vetture sono: motore 1.4 Turbo T-Jet potenziato a 180 CV a 5750 giri/min con turbocompressore Garrett GT 1446, iniettori specifici, sistema di scarico a quattro terminali "Record Monza" (raggruppato a 2 terminali sulla "Edizione Maserati" che prendono il nome di "Record Modena"), impianto frenante Brembo con dischi forati maggiorati (anteriori ø 305 mm x 28 mm, posteriori ø 240 mm x 22 mm), sistema di sospensioni Koni con valvola FSD, cambio al volante MTA, cerchi in lega da 17" (con pneumatici 205/40) e l'adozione di alcuni materiali di pregio come la fibra di carbonio.
Diverse invece le caratteristiche per le versioni dotate di "Kit Abarth 695 Brembo Koni", essendo delle elaborazioni previste per i modelli base della Abarth 500 già immatricolate e in circolazione (a cui si rimanda la lettura nel capitolo specifico), come sono differenti le specifiche del modello speciale "Abarth 695 biposto", una vettura estrema "Street Legal", la più potente 500 Abarth mai realizzata per utilizzo stradale.

### Abarth 695 Tributo Ferrari

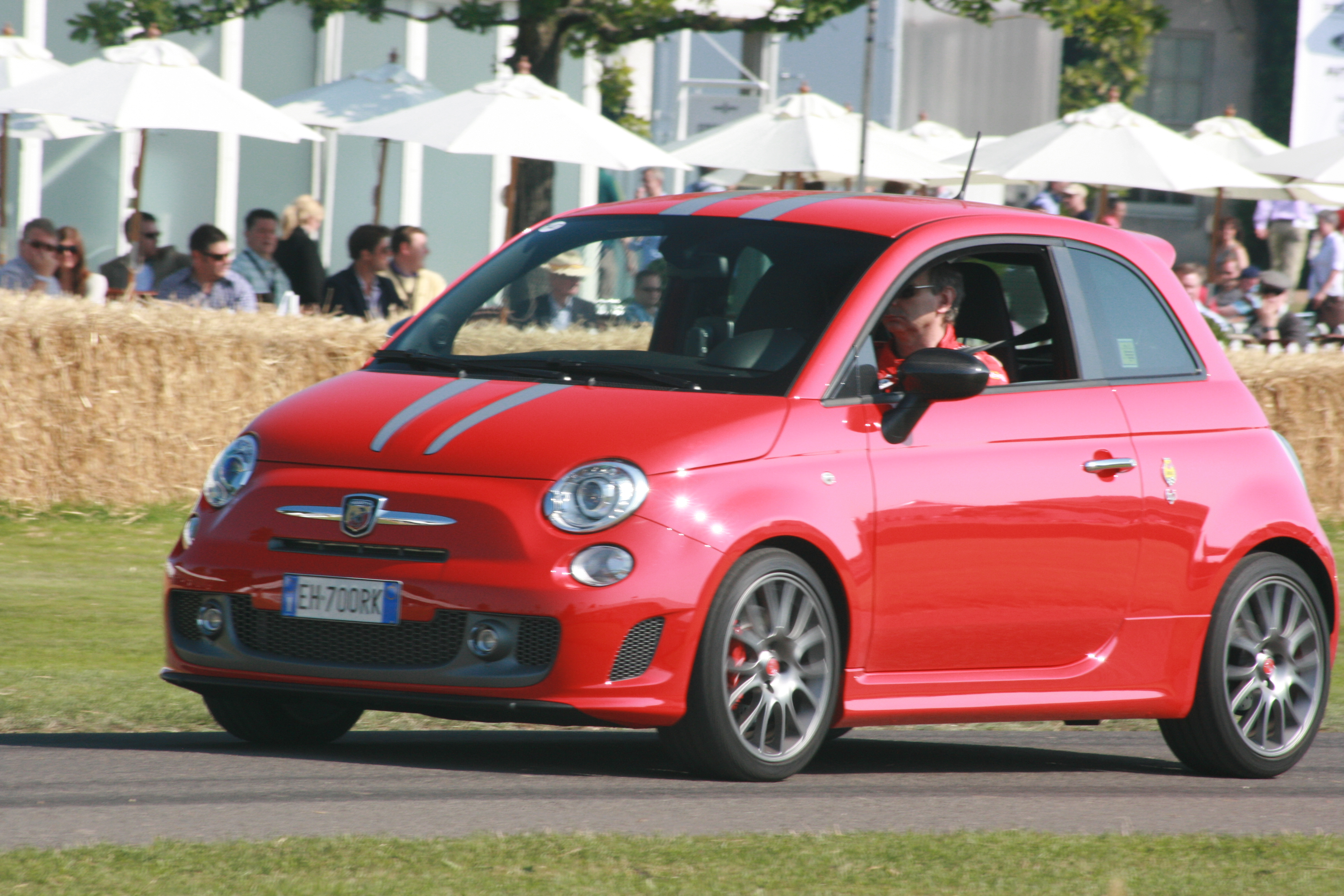
Esemplare di Abarth 695 Tributo Ferrari nella colorazione Rosso Corsa

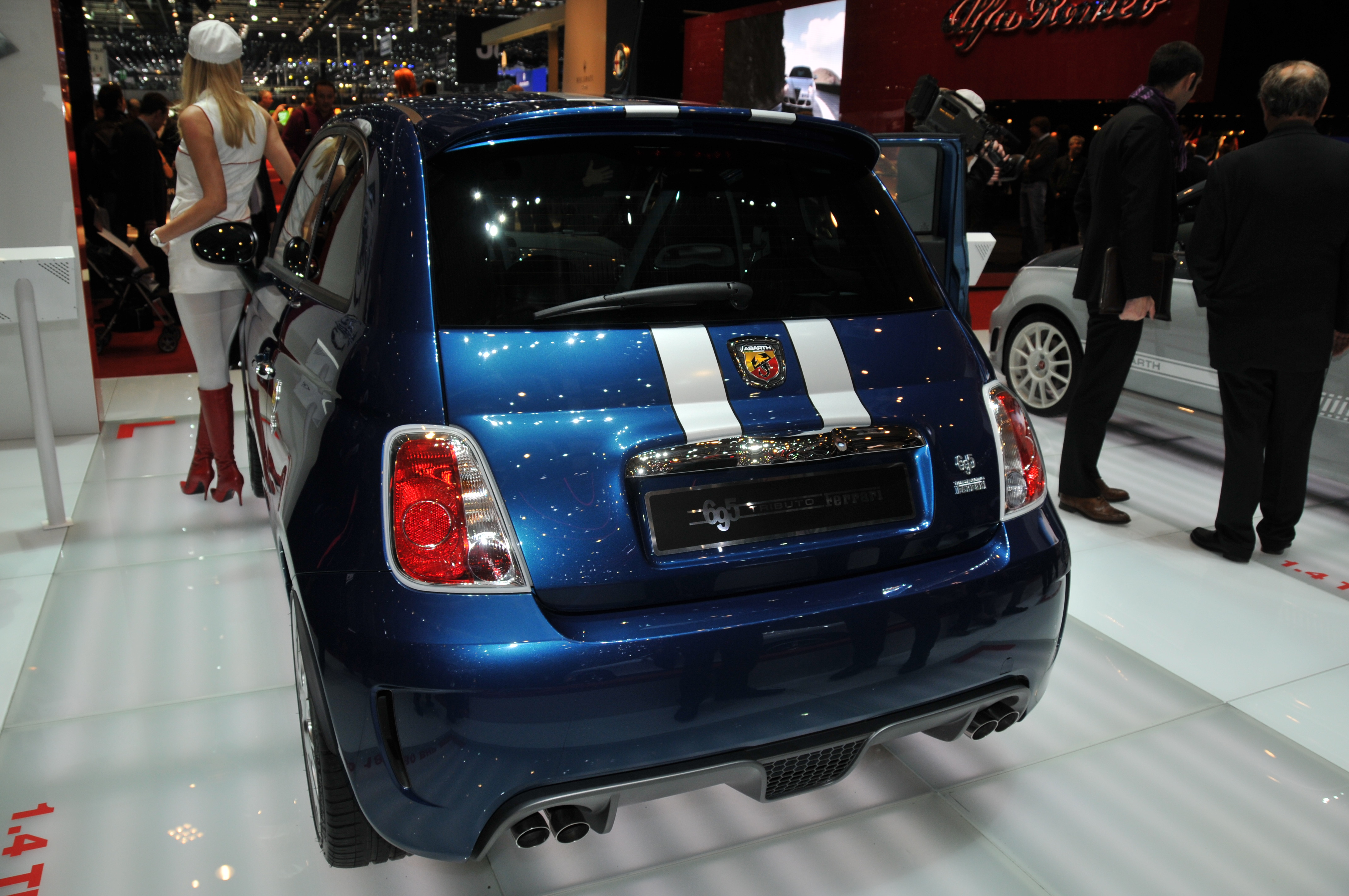
L'Abarth 695 Tributo Ferrari in colorazione "Blu Abu Dhabi"

La Tributo Ferrari, presentata nel 2009 e prodotta in tiratura limitata e numerata (1696 esemplari), è una versione particolarmente esclusiva della 500, pensata come omaggio alla Casa del Cavallino. È stata proposta in quattro differenti tinte, tradizionali Ferrari: "Rosso Corsa" (1199 pezzi), "Giallo Modena" (299 pezzi), "Grigio Titanio" (99 pezzi) e "Blu Abu Dhabi" (99 pezzi). Esternamente spiccano le due fasce argentate che corrono lungo la carrozzeria (rievocative della Ferrari F430 Scuderia) i montanti e gli specchietti retrovisori in fibra di carbonio (questi ultimi in Alutex nella versione Blu Abu Dhabi). Il disegno dei cerchi in lega richiama quello dei modelli Challenge montati sulle Ferrari 599 GTB e 360 Challenge Stradale. Gli interni di questi esemplari sono personalizzati con sedili "Abarth Corsa by Sabelt" in pelle nera, con guscio e fondello cuscino in fibra di carbonio. Il volante, anch'esso in pelle nera, è caratterizzato da inserti in pelle in colore vettura con mirino tricolore e ospita le palette del cambio MTA, mentre il quadro strumenti è stato realizzato specificamente dal marchio Jaeger, ispirandosi alla strumentazione della casa di Maranello.

### Abarth 695 Edizione Maserati

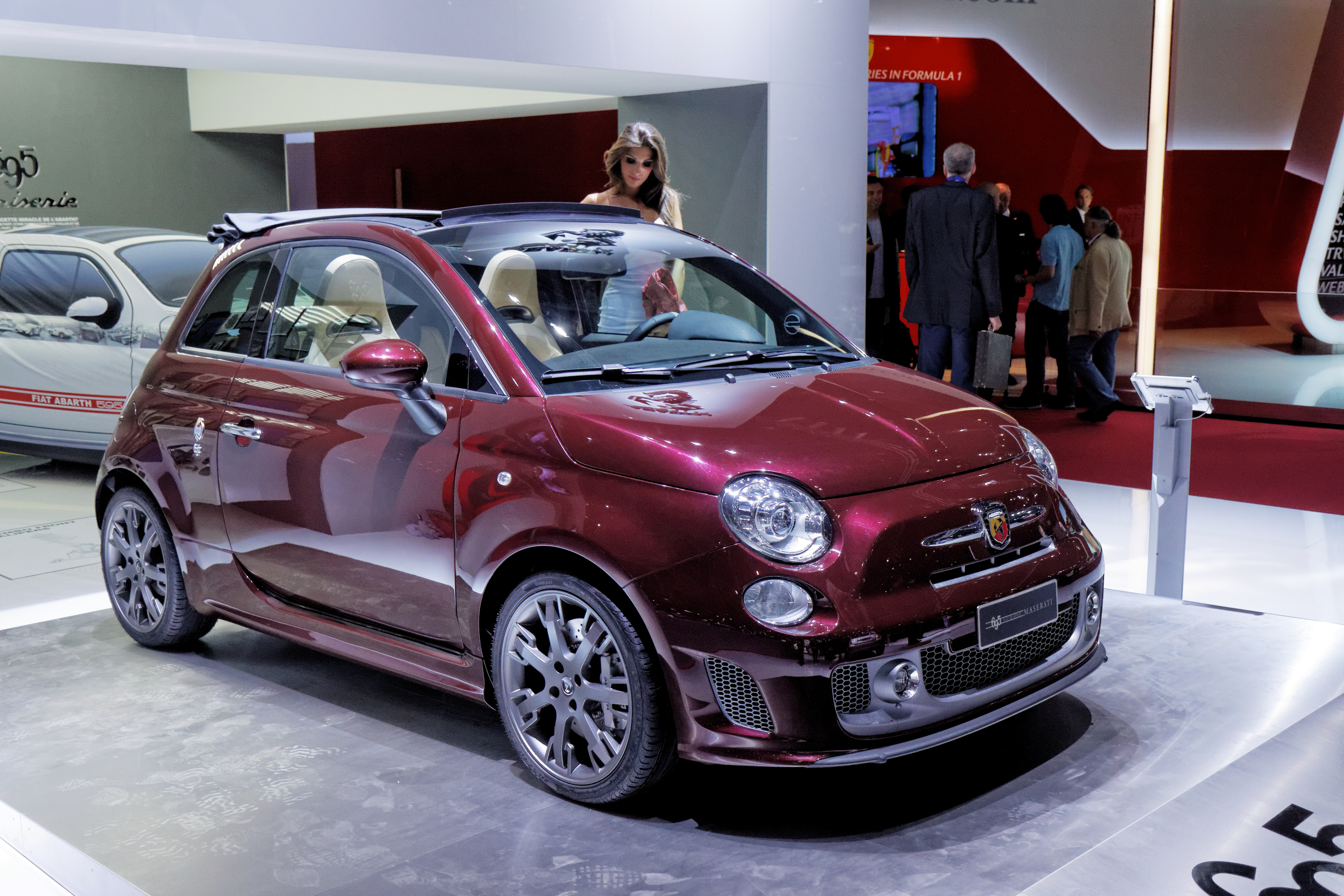
L'Abarth 695 Edizione Maserati in verniciatura "Bordeaux Pontevecchio"

In occasione della Mille Miglia 2012 viene presentato un nuovo modello di 695 in tiratura limitata dedicato questa volta alla Maserati.

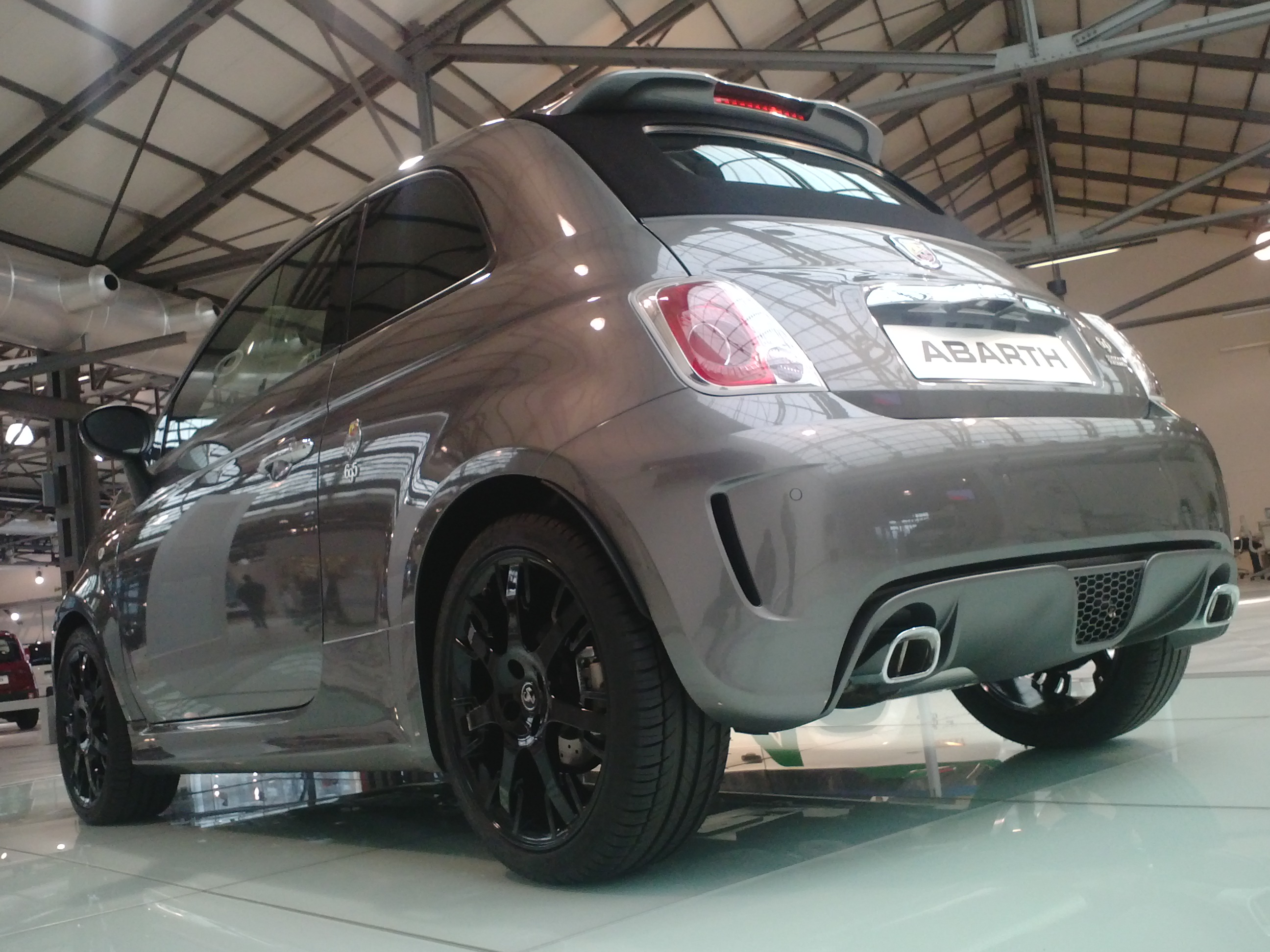
Esemplare in colorazione "Grigio Record". Il terminale di scarico è del tipo "Record Modena".

Il modello è basato sulla versione cabriolet, e prodotto in 480 esemplari numerati. La caratterizzazione esterna comprende verniciatura nel colore Maserati "Bordeaux Pontevecchio" tristrato, capote grigio titanio, impianto di scarico dual mode "Record Modena" e cerchi in lega "Neptune" dal disegno ispirato a quelli della Maserati Granturismo. All'interno si trovano rivestimenti in pelle beige sabbia, finiture in carbonio e UV-LUX fioccata per i pannelli porta e impianto audio JBL da 400 watt; infine è disponibile un pacchetto di accessori personalizzato, il Travel Pack Tramontano con borse da viaggio in pelle color antracite.
Al salone di Francoforte viene presentata nella speciale colorazione "Grigio Record", realizzata in una serie limitata di solo 49 pezzi per celebrare la Casa del Tridente nata proprio nel 1949.

### Abarth 695 Fuoriserie

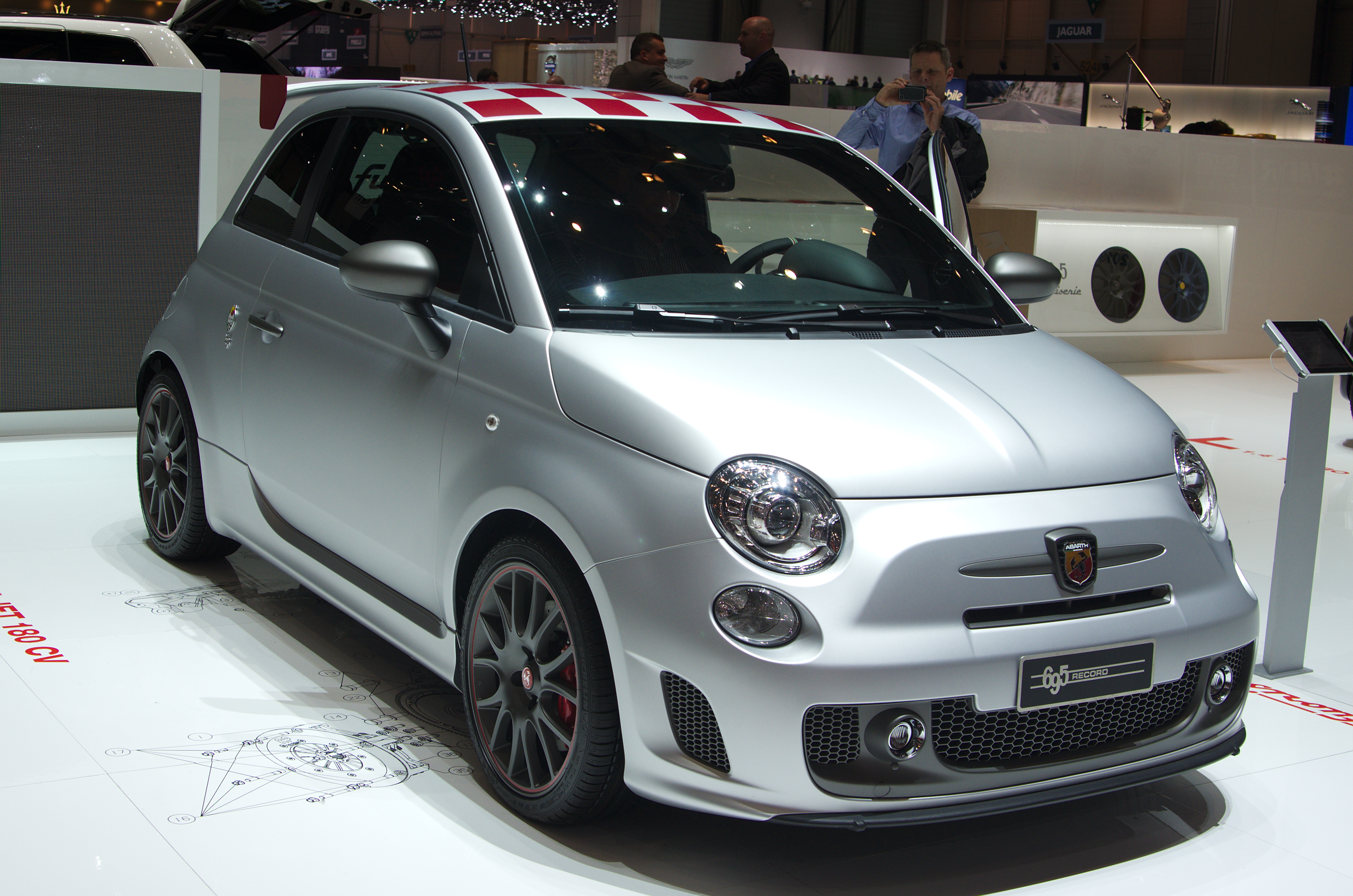
Un esemplare di Abarth 695 Fuoriserie "Record"

Al Salone di Parigi 2012 viene introdotto il programma di personalizzazioni denominato "Fuoriserie"; il cliente comunicando direttamente con i designer e tecnici delle Officine Abarth di Mirafiori possono ottenere un Abarth 695 completamente personalizzata in esemplare unico, un po' come accade con le vetture del marchio Ferrari.

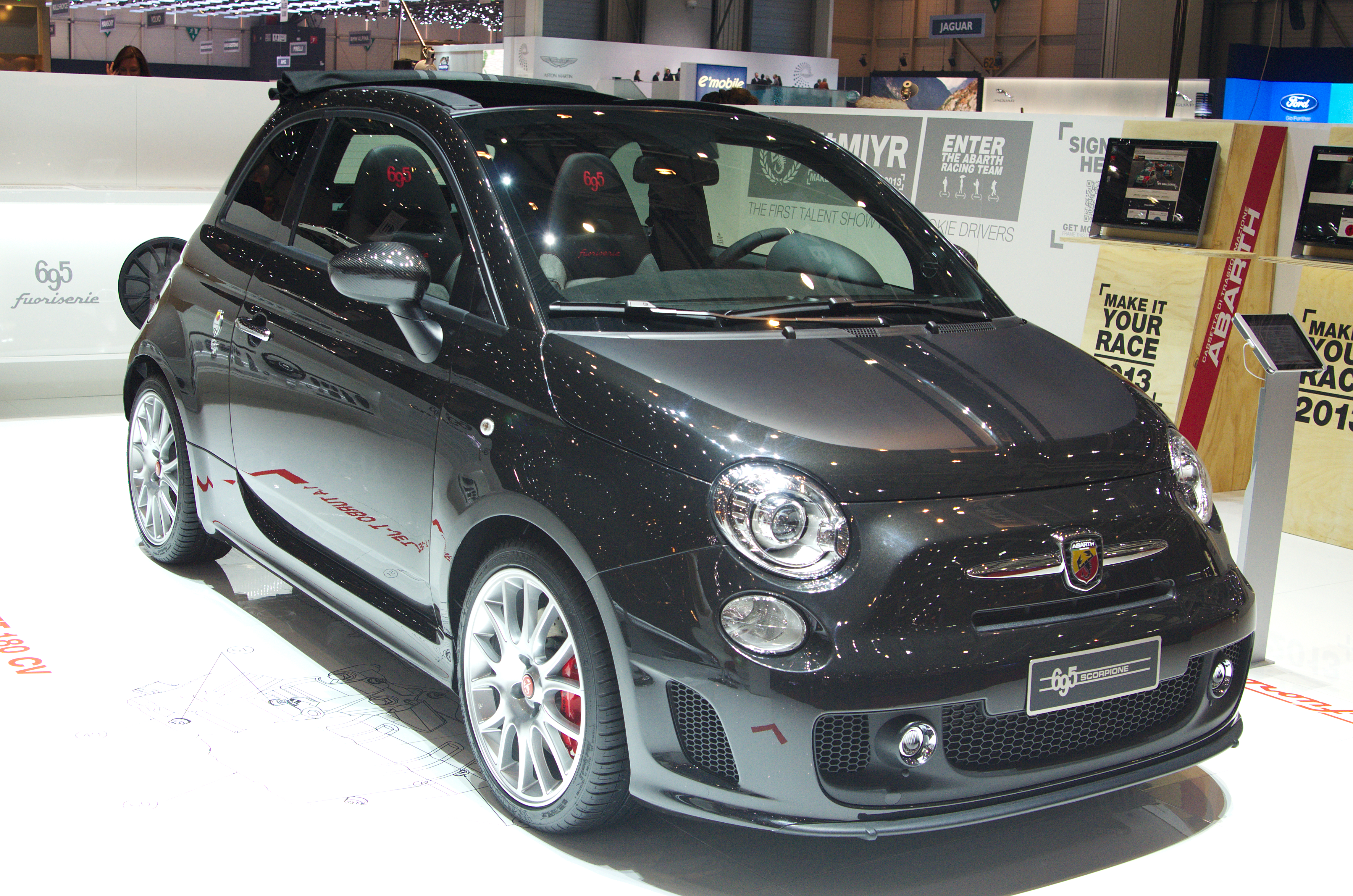
Abarth 695 Fuoriserie "Scorpione"

Gli esemplari di questa nuova serie sono prodotti e omologati presso la sede della casa costruttrice, e a ogni acquirente viene pubblicata una certificazione dove comparirà come primo proprietario proprio Abarth&C.

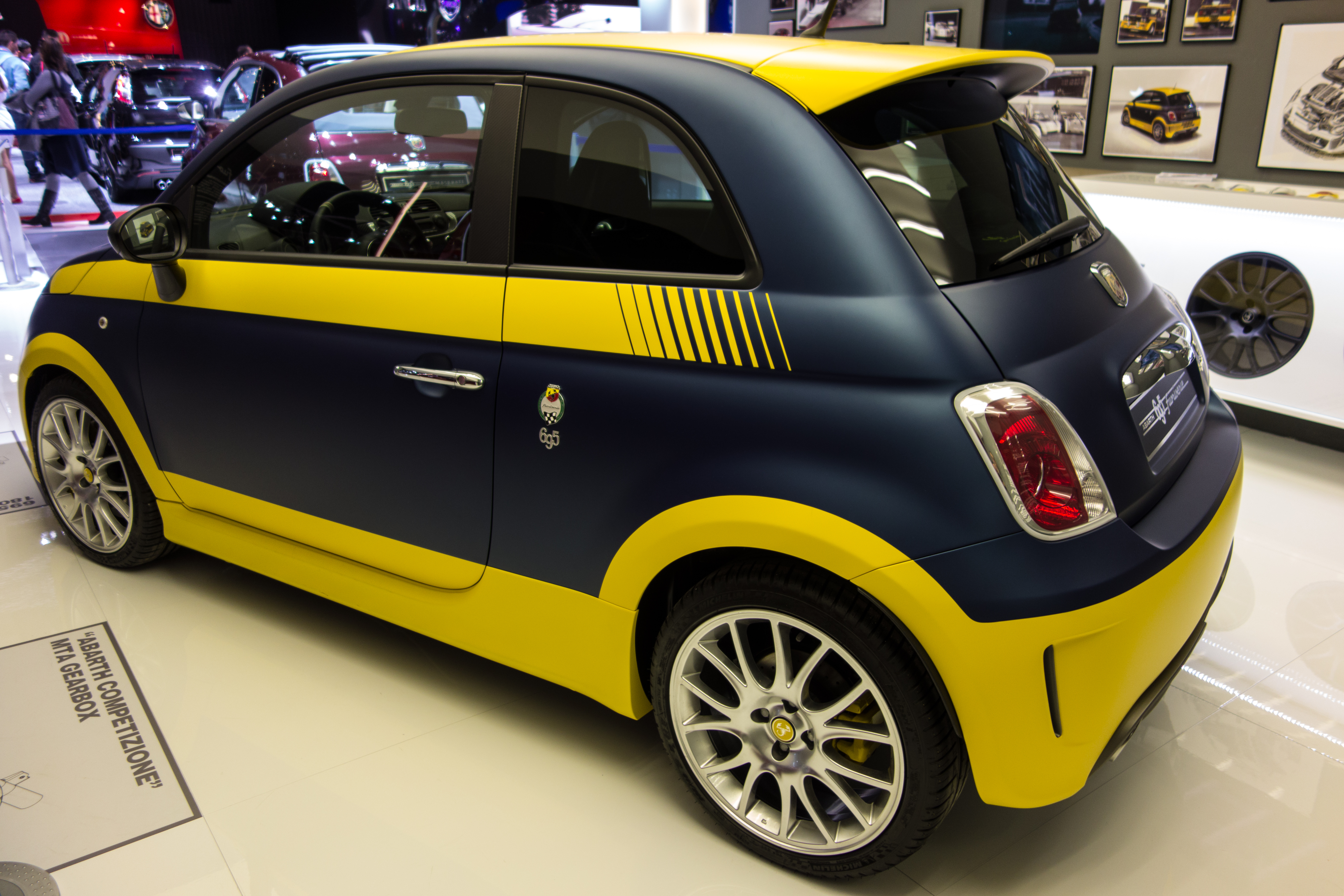
Abarth 695 Fuoriserie "Olio Fiat"

Per mostrare le potenzialità di personalizzazione di questa nuova serie, l'azienda espone al salone di Parigi 2012 un modello personalizzato chiamato Abarth 695 "Olio Fiat" nella livrea giallo-blu resa celebre dalla Fiat 131 Abarth Rally. Questo particolare modello fa parte della collezione Heritage che si ispira alla storia del marchio torinese nei rally o nei record di velocità. Al Salone di Ginevra 2013 vengono presentate altre quattro versioni speciali della 695 Fuoriserie, facenti parte della collezione New Wave, che si ispira a un concetto moderno di sportività: Abarth 695 "Record", Abarth 695 "Scorpione", Abarth 695 "Hype" e Abarth 695 "Black Diamond".

### Kit Abarth 695 Brembo Koni
Il "Kit Abarth 695 Brembo Koni", nato qualche tempo dopo il "kit esseesse", rappresenta la massima elaborazione dei modelli di base. Il kit comprende l'incremento di potenza da 135 a 160 CV (come sulle kit Abarth Elaborazione 595 e Kit esseesse), l'assetto Koni (composto da molle esseesse Eibach e ammortizzatori Koni con valvola FSD), l'impianto frenante Brembo con dischi autoventilati forati (anteriori ø 305 mm x 28 mm, posteriori di serie da ø 240 mm x 22 mm), cerchi in lega "Tributo Ferrari" 7x17" ET38 con pneumatici 205/40, il tyre pressure monitoring e il badge esseesse sulla cover motore.
L'operazione, come per gli altri Kit di potenziamento, viene eseguita presso qualsiasi officina autorizzata Abarth e prevede la riomologazione obbligatoria del veicolo a seguito dell'incremento di potenza del motore.

### Abarth 695 biposto

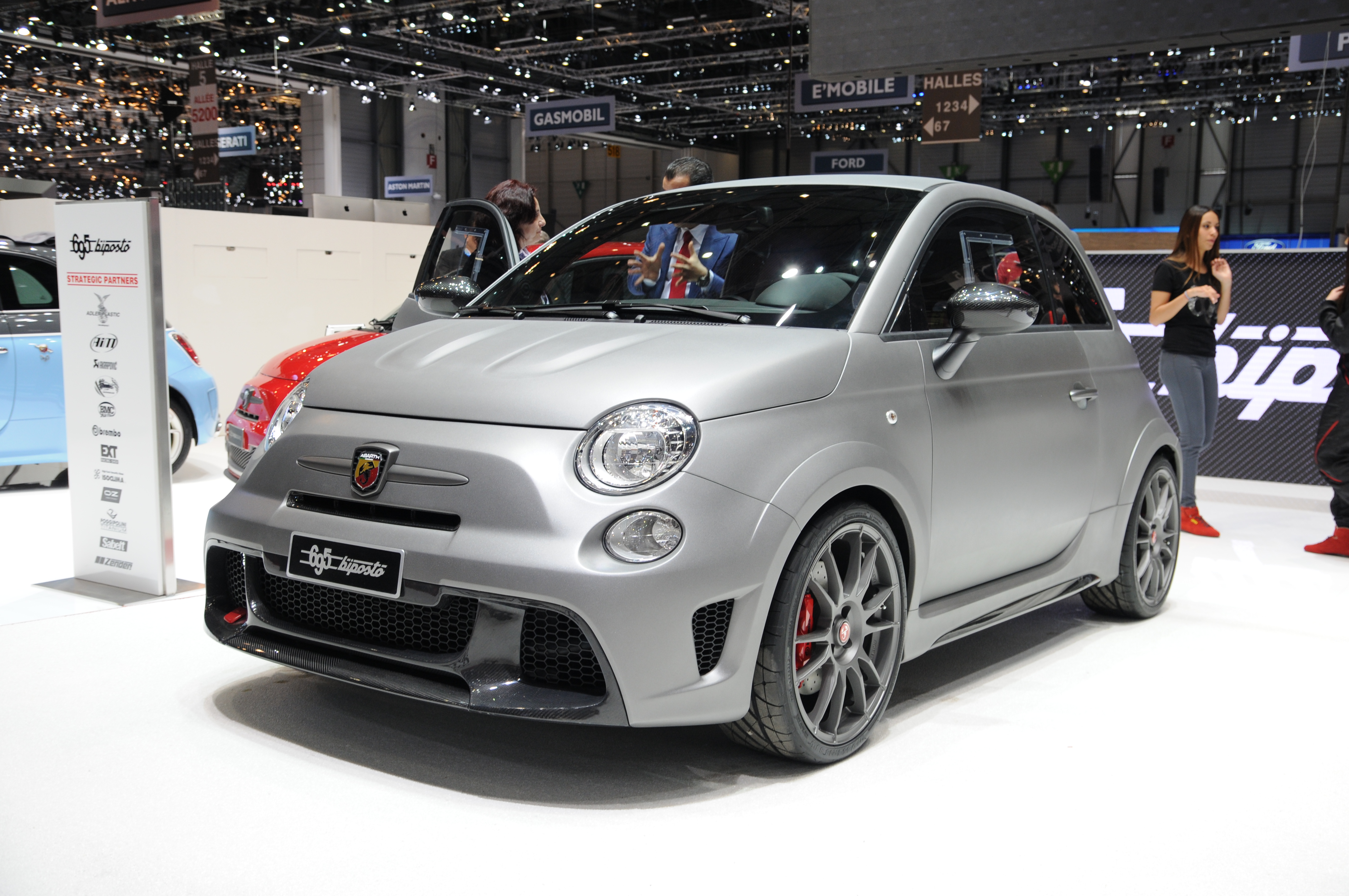
L'Abarth 695 biposto presentata al Salone di Ginevra 2014.

Al Salone di Ginevra 2014, viene presentato il modello di 500 Abarth più estremo: l'Abarth 695 biposto. Ispirato al prototipo Abarth 695 Competizione presentato al Motor Show di Bologna 2011, si propone al pubblico come una sintesi estrema del concetto di "elaborazione", concretizzando un'idea di vettura biposto da corsa "Street Legal", e come riproposizione in chiave stradale dell'Abarth 695 Assetto Corse Evoluzione, da cui riprende molte soluzioni tecniche. Con un motore 1.4 T-jet da 190 CV e un peso di soli 997 kg, la "Abarth 695 biposto" raggiunge un rapporto peso/potenza di 5,2 kg/CV, ed è in grado secondo la casa di accelerare da 0 a 100 km/h in soli 5,9 secondi (la più scattante berlina con trazione anteriore oggi presente sul mercato), con una velocità di punta di 230 km/h.
Inoltre è la prima vettura stradale al mondo, attuale e di categoria, equipaggiata con cambio a innesti frontali con comando a H della Bacci Romano (opzionale al cambio manuale a 5 marce).
L'Abarth 695 biposto eredita dal mondo Racing l'intercooler frontale, l'aspirazione dinamica con finiture in carbonio BMC, il sistema di scarico Akrapovič (premendo il tasto SPORT sul cruscotto avviene l'apertura totale della valvola sullo scarico, che contribuisce a migliorare le performance e il sound), gli ammortizzatori regolabili Extreme Shox, il data logger digitale MXL della AIM Sport ereditato dall'Abarth 500 Rally R3T, i sedili Abarth Corsa by Sabelt con cinture a 4 punti, il sistema frenante Brembo con dischi anteriori flottanti ventilati e forati (305x28mm) con pinze monoblocco a quattro pistoncini (4x38mm), i cerchi OZ da 18 pollici alleggeriti con pneumatici 215/35 Parada semislick e il roll bar posteriore in titanio Poggipolini.

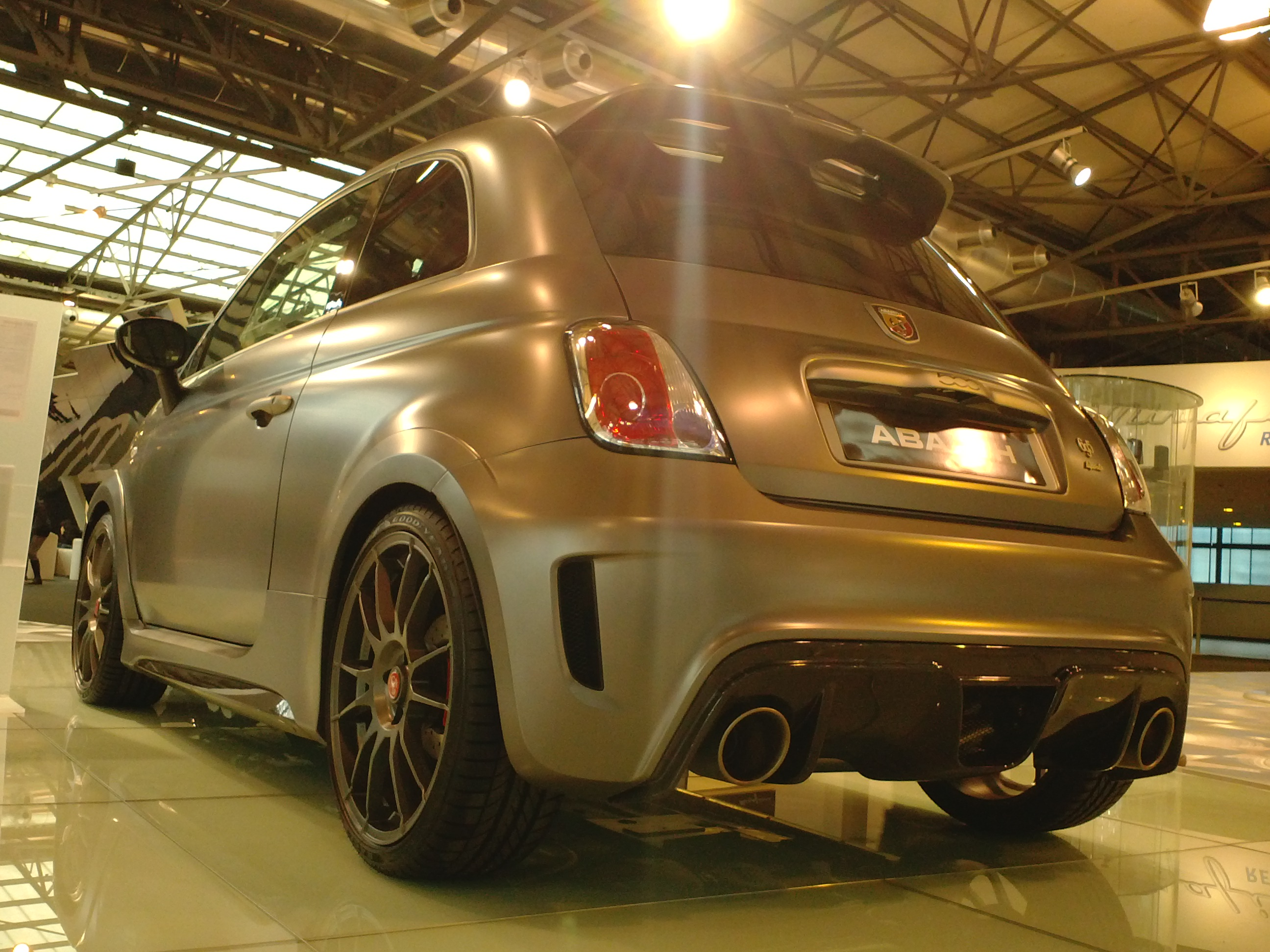
L'Abarth 695 biposto

Il modello si presenta come una vettura "essenziale", votata alla ricerca delle performance: cristalli anteriori fissi con sportelli scorrevoli in policarbonato e kit estetico specifico comprendente paraurti, minigonne, passaruota e spoiler maggiormente prominenti e arricchiti con inserti in carbonio realizzati da Zender secondo le indicazioni del Centro Stile Abarth. Le caratteristiche della 695 biposto, però, sono scomponibili in tre kit di personalizzazione: "Kit 124 Speciale", "Kit Carbonio" e "Kit Pista", quest'ultimo comprendente anche tuta, scarpe, guanti e casco.
La carrozzeria è caratterizzata da un inedito colore "Grigio Performance" a effetto materico con vernice antigraffio. Il cofano ha un design specifico a due ‘gobbe’, ispirato alla classica 124 Abarth, ed è realizzato in alluminio. Le calotte degli specchietti e la copertura dei montanti sono in fibra di carbonio. Chiudono le dotazioni di serie l'ABS, l'ESP e il TTC, insieme all'inedito differenziale autobloccante a dischi frizione. Non sono invece disponibili i seguenti optional: fari allo xenon, fendinebbia, climatizzatore, finestrini elettrici e impianto radio, per garantire le migliori prestazioni possibili.
Il modello verrà realizzato presso le Officine 83 di Mirafiori e sarà prodotto in numero limitato in base alle richieste di mercato.

### Abarth 695 biposto Yamaha Factory Racing
Alla vigilia del Gran Premio di San Marino del mondiale MotoGP 2015, Abarth ha omaggiato la scuderia Yamaha di tre speciali esemplari della Abarth 695 biposto.
La Casa dello Scorpione, che nella stagione 2015 è sponsor di Yamaha Racing, ha consegnato ai piloti ufficiali Valentino Rossi, Jorge Lorenzo e Lin Jarvis tre Abarth 695 Biposto Yamaha Factory Racing, personalizzate con i colori della squadra e targhette con i nomi dei piloti e del manager. 
Le vetture in questione presentano le stesse caratteristiche tecniche della "biposto" da cui derivano e sono dotate dello speciale cambio "Dog-Ring" a innesti frontali della Bacci Romano. 
Le differenze rispetto al modello di partenza si fermano a livello estetico, grazie a una colorazione dedicata.
I tre esemplari hanno le calotte degli specchi coordinate con le pinze dei freni e i coprimozzo, in tre colori diversi: silver per la vettura consegnata a Lin Jarvis, giallo per la Abarth 695 biposto di Valentino Rossi e rosso per quella di Jorge Lorenzo.

### Abarth 695 biposto Record
Al Salone di Francoforte 2015 viene presentata l'Abarth 695 biposto Record, una serie limitata celebrativa prodotta in soli 133 esemplari.
La vettura nasce in occasione del 50º anniversario di un'impresa realizzata da Carlo Abarth nel 1965, quando stabilì un record sul circuito di Monza con la Fiat Abarth “1000 Monoposto Record” Classe G. Siglò il record di accelerazione sul quarto di miglio e sui 500 metri.
Questa edizione speciale della 695 biposto è caratterizzata da un'esclusiva livrea “Giallo Modena” impreziosita dalle finiture in titanio per il baffo anteriore, le maniglie porta, il maniglione posteriore “Tar Cold Grey” e badge “695 Record” smaltato sulla fiancata e dal cofano in alluminio. All'interno troviamo un quadro strumenti dotato di grafica specifica per questa versione e i sedili Sabelt con guscio in fibra di carbonio.
Le prestazioni rimangono invariate rispetto alla 695 biposto di serie ma a differenza di quest'ultima è disponibile solo il cambio manuale a 5 marce abbinato al differenziale autobloccante meccanico.

### Abarth 695 Rivale

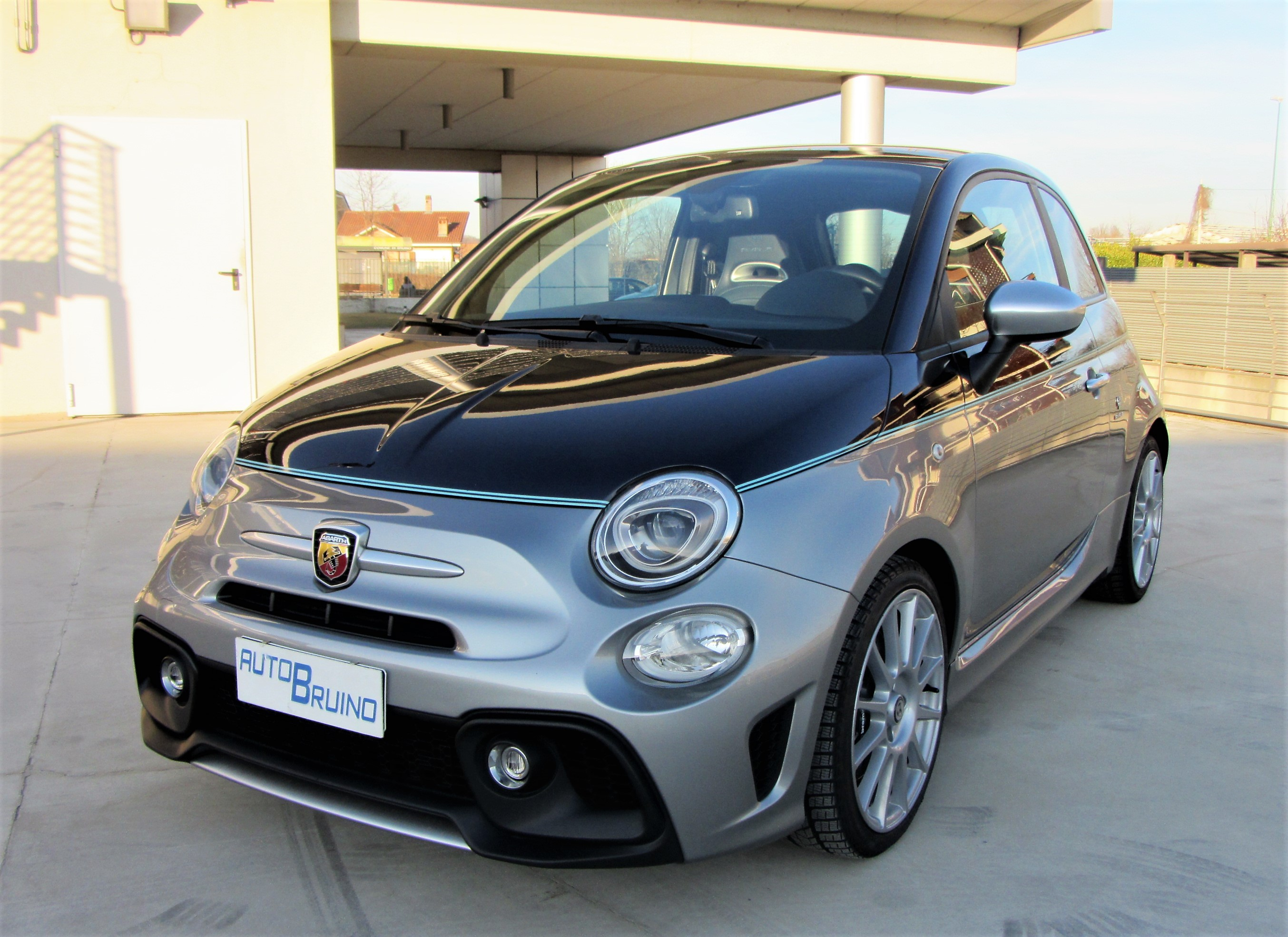
L'Abarth 695 Rivale

Prodotta nel 2017 l'Abarth 695 Rivale nasce dalla collaborazione dei costruttori di Yacht Riva, prendendo il nome dallo Yatch 56’ Rivale. L'auto è un'edizione speciale e numerata.
Spinta dal 1.4 T-Jet 180CV monta un assetto Koni con tecnologia FSD (Frequency Selective Damping), un impianto frenante Brembo con dischi forati (anteriori ø 305 mm x 28 mm e posteriori ø 240 mm x 22 mm), una turbina Garrett GT 1446, e uno scarico Akrapovič con terminali in carbonio che richiama ad altri elementi dello stesso materiale come la plancia (che si poteva eventualmente avere anche in mogano), il cambio (anch'esso ordinabile in mogano), il battitacco e le rifiniture del volante, mentre i sedili in pelle blu e i cerchi in lega Supersport da 17" la rendono sportiva.
Contestualmente viene anche inaugurata l’Abarth 695 Rivale 175 Anniversary per onorare il 175º anniversario dei cantieri Riva, questa versione in edizione numerata a 300 esemplari (175 Hatchback e 175 Cabrio) si contraddistingue per alcune differenze dalla precedente come i badges sui montanti delle portiere, i cerchi in lega Formula da 17" e dettagli neri sui sedili in pelle.

### Abarth 695 70º Anniversario
In occasione degli "Abarth Days" 2019 è stata presentata la versione 70º Anniversario, per celebrare i 70 anni del marchio. Prodotta in edizione limitata a 1949 esemplari, come la data di fondazione, è caratterizzata da uno spoiler regolabile in 12 differenti posizioni, con un'inclinazione da 0º a 60º. Questa aumenta il carico aerodinamico a 42 kg alla velocità di 200 km/h e permette di ridurre di quasi il 40% le correzioni sullo sterzo. In estetica, invece, è esaltata dallo scarico Record Monza attivo e, in particolare, dalla livrea verde Monza 1958, celebrando la prima 500 Abarth che ha stabilito nell'autodromo sei record internazionali. Quanto al motore dispone di un turbo da 1.4 l, con 180 cv di potenza e 250 Nm di coppia, raggiungendo una velocità massima di 225 km/h e un'accelerazione da 0 a 100 km/h in 6,7 s.

## Versioni da corsa

### Abarth 500 Assetto Corse

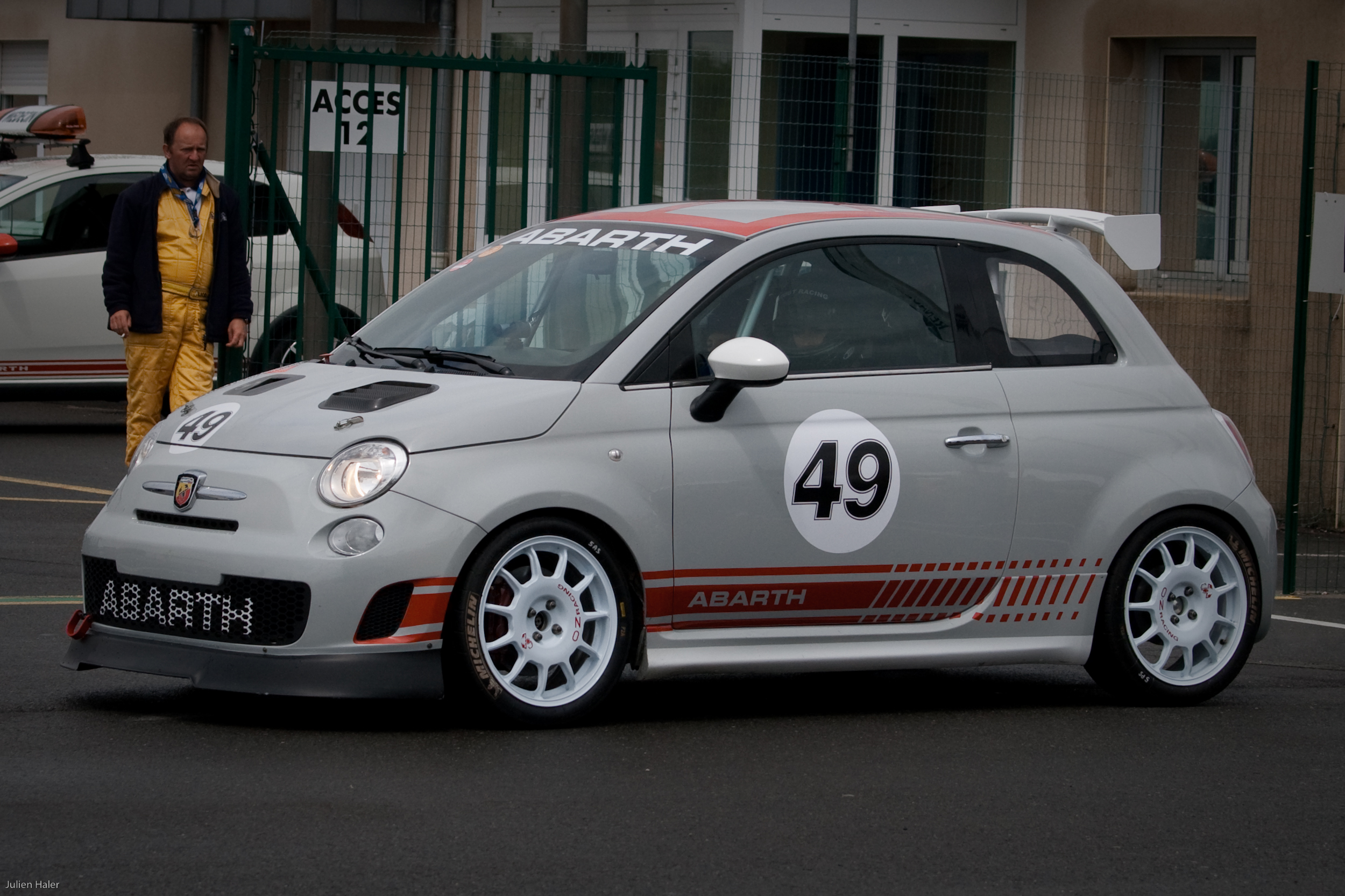
La Abarth 500 Assetto Corse

Sin dal momento del debutto del modello di serie la Abarth viene annunciata la realizzazione di una variante da competizione denominata Assetto Corse. Presentata poco dopo, si tratta di una versione destinata a privati e prodotta in serie limitata con relativo equipaggiamento da gara dedicato. Le Assetto Corse competono in un campionato monomarca organizzato annualmente.
Rispetto al modello stradale il peso è ridotto di 180 kg (portando la vettura a un peso di 930 kg) tramite interventi quali la rimozione dei sedili posteriori e sostituzione degli anteriori con modelli da competizione. Il telaio è opportunamente irrigidito da un rollbar. Anche il motore, il 1.4 T-Jet, viene modificato fino a raggiungere una potenza di 190 CV, abbinato al cambio manuale a 6 rapporti tipo "M32" di derivazione "Abarth Punto Evo". dall'ottobre 2011 la Abarth 500 Assetto Corse è stata sostituita dalla nuova 695 Assetto Corse che dispone di nuove modifiche meccaniche e aerodinamiche e una potenza di 205 CV.

### Abarth 695 Assetto Corse
Nel 2011 la 695 Assetto Corse sostituisce la 500 Assetto Corse nel campionato monomarca Abarth. La vettura dispone di appendici aerodinamiche migliorate, assetto con ammortizzatori regolabili a ghiera, cambio sequenziale Sadev a 6 marce, turbocompressore Garret GT 1446 e un nuovo sistema di scarico. La potenza massima sale così a 205 CV.

### Abarth 695 Assetto Corse Evoluzione

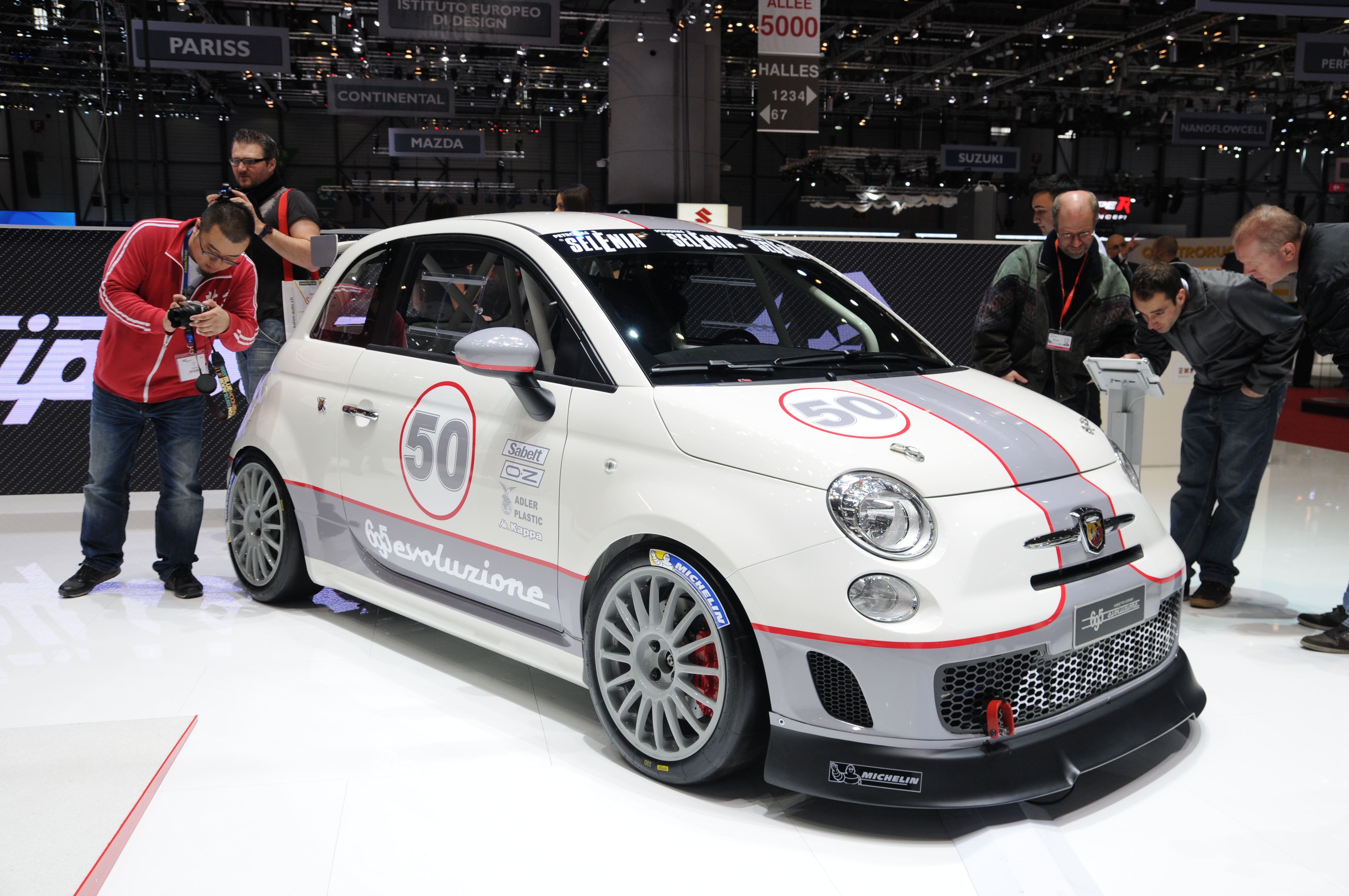
L'Abarth 695 Assetto Corse Evoluzione.

Al Salone di Ginevra 2014 debutta una nuova evoluzione della versione da corsa della 500 Abarth.
Rispetto alla precedente 695 Assetto Corse il motore è ulteriormente potenziato esprime 215 cavalli e la massa della vettura scende di 20 kg. Inoltre, apporta numerose migliorie al telaio e dispone di una nuova architettura elettrica con riposizionamento centraline all'interno dell'abitacolo e parabrezza con sbrinatore termico. Altre specifiche riguardano i nuovi bracci sospensioni anteriori scomponibili in acciaio, un differente layout per il raffreddamento motore e modifiche all'impianto intercooler, ora montato in posizione frontale. Questo aggiornamento è reso disponibile anche come kit per le 695 Assetto Corse già prodotte.

### Abarth 695 Assetto Corse Endurance
Nel giugno del 2014 viene svelata al pubblico una nuova versione da corsa per il Campionato Italiano Turismo Endurance (CITE), che nasce sulla base della 695 Assetto Corse Evoluzione. Con i suoi 215 CV di potenza, si presenta come un modello opportunamente modificato per le corse "Endurance", tramite l'aggiunta di un serbatoio supplementare e un setup specifico delle sospensioni rielaborato dalla ditta "Sara Ficocelli".
Il debutto avviene sulla pista di Imola col pilota Andrea Bertolini, 4 volte campione del mondo GT con la Maserati e neo vincitore nella categoria GTE-Am24 della "24 Ore di Le Mans" con la Ferrari 458 Italia del Team SMP Racing. Sul circuito di Vallelunga Bertolini viene affiancato dall'ex pilota di Formula 1 Giancarlo Fisichella, che avrà il compito di sviluppare la vettura nel corso del campionato.

### Abarth 500 Rally R3T

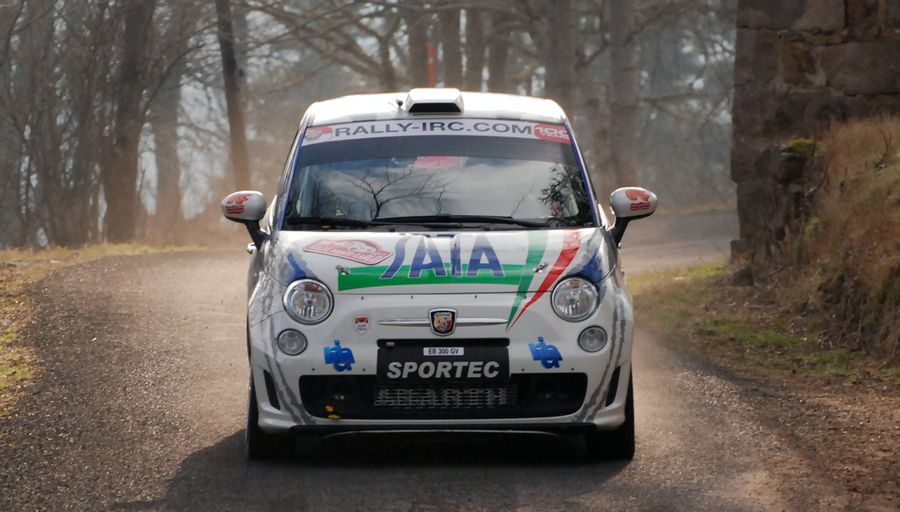
L'Abarth Rally R3T

La 500 R3T è la versione da competizione omologata per i rally Gruppo R. La vettura dispone di una potenza di 180 CV con peso di 1080 kg a vuoto, come da regolamento. La 500 partecipa anche all'Abarth Challenge.

### Abarth 695 biposto R
In occasione del Rally d'Italia 2015 WRC svolto in Sardegna, la Squadra Corse Abarth presenta un nuovo modello da corsa della 500 Abarth. Si tratta di una variante Rally della 695 biposto, opportunamente modificata con dotazioni di sicurezza previste dalla FIA (Federazione Internazionale dell'Automobile).
Le novità principali riguardano l'adozione di un nuovo cambio sequenziale a innesti frontali e un assetto specifico rialzato adatto alle corse rallystiche. Per l'inaugurazione del nuovo modello, alla guida della 695 biposto R, è stato scelto l'ex pilota di rally e due volte Campione del Mondo Miki Biasion.

## Serie speciali

### Abarth 500 Opening Edition
Presentata nel corso del 2008, si tratta di un modello prodotto in serie limitata numerata in soli 200 esemplari, di cui 100 destinati al mercato italiano.
Meccanicamente basata sulla 500 esseesse, se ne distingue per la più ricca dotazione di serie comprendente sellerie in pelle con inserti in tinta al volante, pomello del cambio in ergal, climatizzatore automatico, impianto stereo Sound System Interscope e navigatore satellitare Blue&Me Map Abarth. Sul tunnel centrale una targhetta metallica riporta il numero progressivo di serie della vettura.
Questa serie speciale è stata proposta in due soli colori: Bianco Gara e Grigio Campovolo, quest'ultimo abbinabile allo sticker tetto a scacchi rossi in onore delle vecchie Abarth da corsa. Assieme alla macchina veniva consegnato anche un telo coprivettura con disegno “Abarth 595” d'epoca e una coppia di tappetini Abarth bordati in pelle.

### Abarth 500 Zerocento

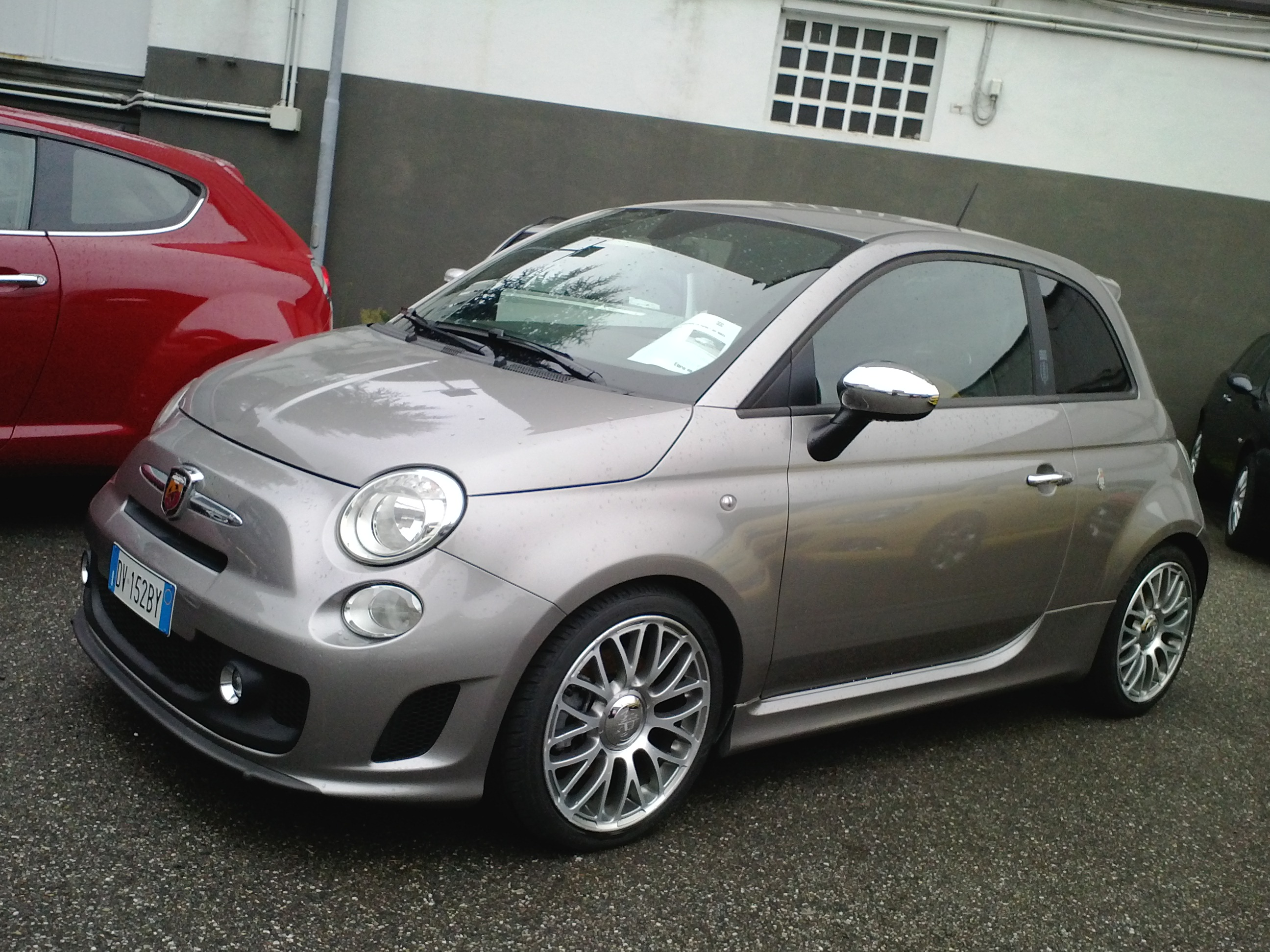
Abarth 500 Zerocento (2009)

Questa serie limitata a soli 100 esemplari celebra il centenario della nascita di Karl Abarth. Derivata dall'Abarth 500 esseesse, questa versione adotta l'impianto di scarico "Record Monza" e rapporti del cambio particolarmente ravvicinati, cosicché i 100 km/h con partenza da fermo vengono coperti in soli 7,3 secondi. La rapportatura giova anche alla ripresa, con lo 40–100 km/h in quarta marcia coperto in soli 8,5 secondi - un secondo in meno rispetto alla esseesse.
La carrozzeria è verniciata in Grigio Nuvolari, abbinato alle bande sulle fiancate tono su tono e alle calotte degli specchietti cromate. Lo scarico di serie previsto per questa versione speciale è il Record Monza a contropressione variabile.
Le dotazioni interne comprendono sellerie in pelle color cuoio con cuciture argento, impianto stereo Sound System Interscope e il navigatore satellitare Blue&Me Map Abarth.

### Abarth 500 Cabrio Italia

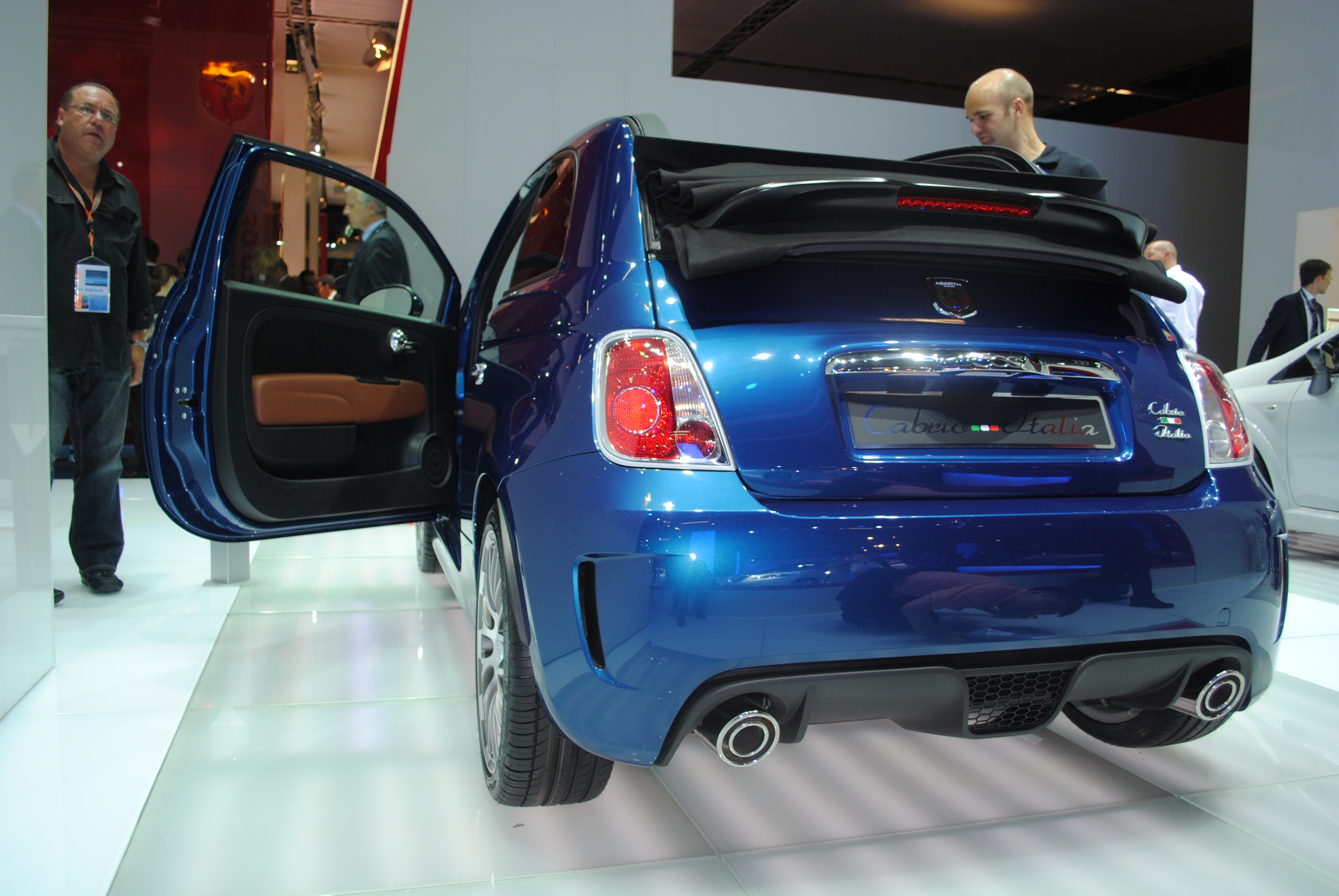
Abarth 500 Cabrio Italia (2011)

Nel 2011, in occasione del 150º anniversario dell'Unità d'Italia è stata presentata una variante della Abarth 500C esseesse in colorazione Blu Abu Dhabi (la stessa utilizzata sulle 695 Tributo Ferrari) con capote nera. Questo allestimento speciale viene prodotto in soli 150 esemplari numerati.
La dotazione di serie comprende fari allo Xeno, sedili sportivi Sabelt con rivestimento in cuoio e schienale in fibra di carbonio, pedaliera e pomello cambio in vetro alluminizzato Alutex, battitacco in fibra di carbonio, navigatore Abarth Blue&Me MAP con funzione Telemetria, calotte specchio in tinta magnesio e cerchi da 17″ diamantati. Una Cabrio Italia ufficiale Abarth partecipa al Giro automobilistico d'Italia 2011.

### Abarth 500 Track Package
In occasione dei 65 anni di vita della casa dello Scorpione, nel 2014 Abarth lancia un'edizione limitata a soli 65 esemplari prevista solo il mercato inglese.
Si tratta di un'edizione speciale della Abarth 500 Custom da 135 CV, arricchita da un pacchetto estetico specifico. Questo esemplare è caratterizzato dalla livrea Record Grey Metallic sulla quale spiccano le pinze dei freni di colore giallo, i tubi degli scarichi in acciaio satinato e i cerchi in lega dieci razze da 17 pollici con finiture diamantate. All'interno della vettura troviamo dei nuovi sedili posteriori e il display TFT da 7 pollici sul cruscotto dal quale gestire le funzionalità di guida e d'infotainment.
La meccanica rispetto alla versione di partenza, rimane invariata, come anche le prestazioni. A ogni acquirente della "Abarth 500 Track Package" viene offerto il pacchetto "Abarth Track Experience" che consentirà ai clienti di correre in circuiti come Donington Park, Brands Hatch e Oulton Park.

### Abarth 500 Bi-Colore Edition (Black&Grey Edition)
Si tratta di una serie limitata a soli 50 esemplari rivolta in un primo momento al solo mercato del Regno Unito, successivamente anche in Italia. La vettura è una variante della Abarth 500 Custom da 135 CV ed è caratterizzata dalla carrozzeria in tinta bicolore, composta dal Nero Scorpione nella fascia superiore su vernice Record Grey nella parte inferiore.
Di serie ci sono i cerchi in lega da 17 pollici a dieci razze con design diamante, mentre i doppi terminali dell'impianto di scarico presentano finiture in acciaio satinato.
Questo esemplare propone inoltre i sedili in pelle sportivi, il climatizzatore, un impianto audio CD e MP3 con sei altoparlanti e un sistema vivavoce Blue&Me.
Le prestazioni rimangono identiche alla Abarth 500 Custom da cui deriva.

## Prototipi
Nel corso degli anni, da quando fu presentata al pubblico l'Abarth 500, ci sono state tantissime varianti che hanno interessato ogni fetta di mercato. Alcuni di questi modelli però sono stati realizzati solo a livello prototipale e come esemplari unici mai messi in vendita per ragioni di costo o per precise scelte di mercato.

### Abarth 695 Competizione

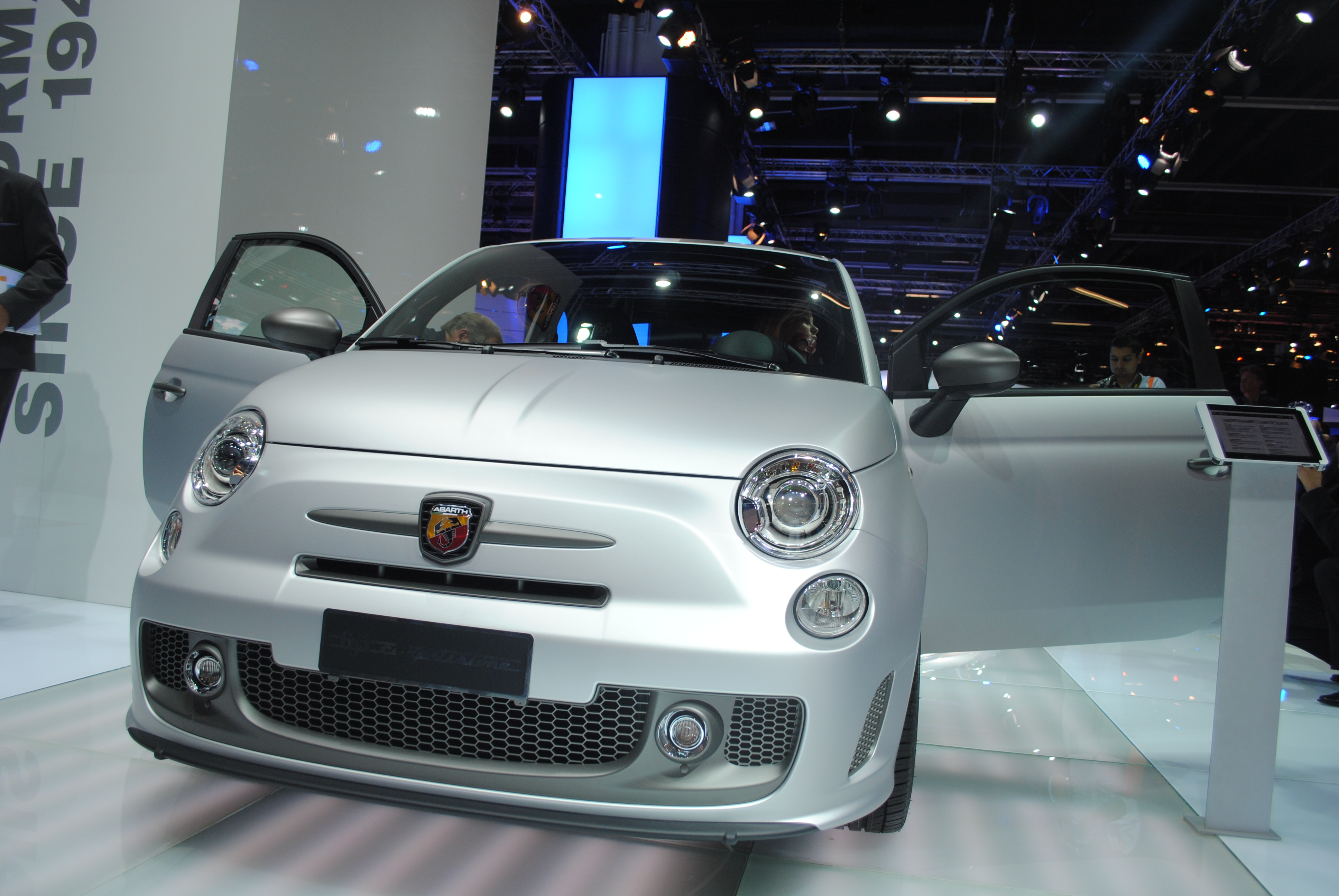
L'Abarth 695 Competizione al Salone di Francoforte 2011

Al Motor Show di Bologna 2011, viene presentato un nuovo modello: la Abarth 695 Competizione, che nelle intenzioni dell'azienda produttrice, sarebbe stata la prima vettura da corsa "street legal" marchiata Abarth. Ispirata fortemente alla Abarth 500 Assetto Corse, viene presentata nell'esclusiva livrea Grigio Competizione Opaco, impreziosita da una livrea di richiamo racing che rinuncia tuttavia ai forti contrasti cromatici in favore di un raffinato effetto tono su tono.

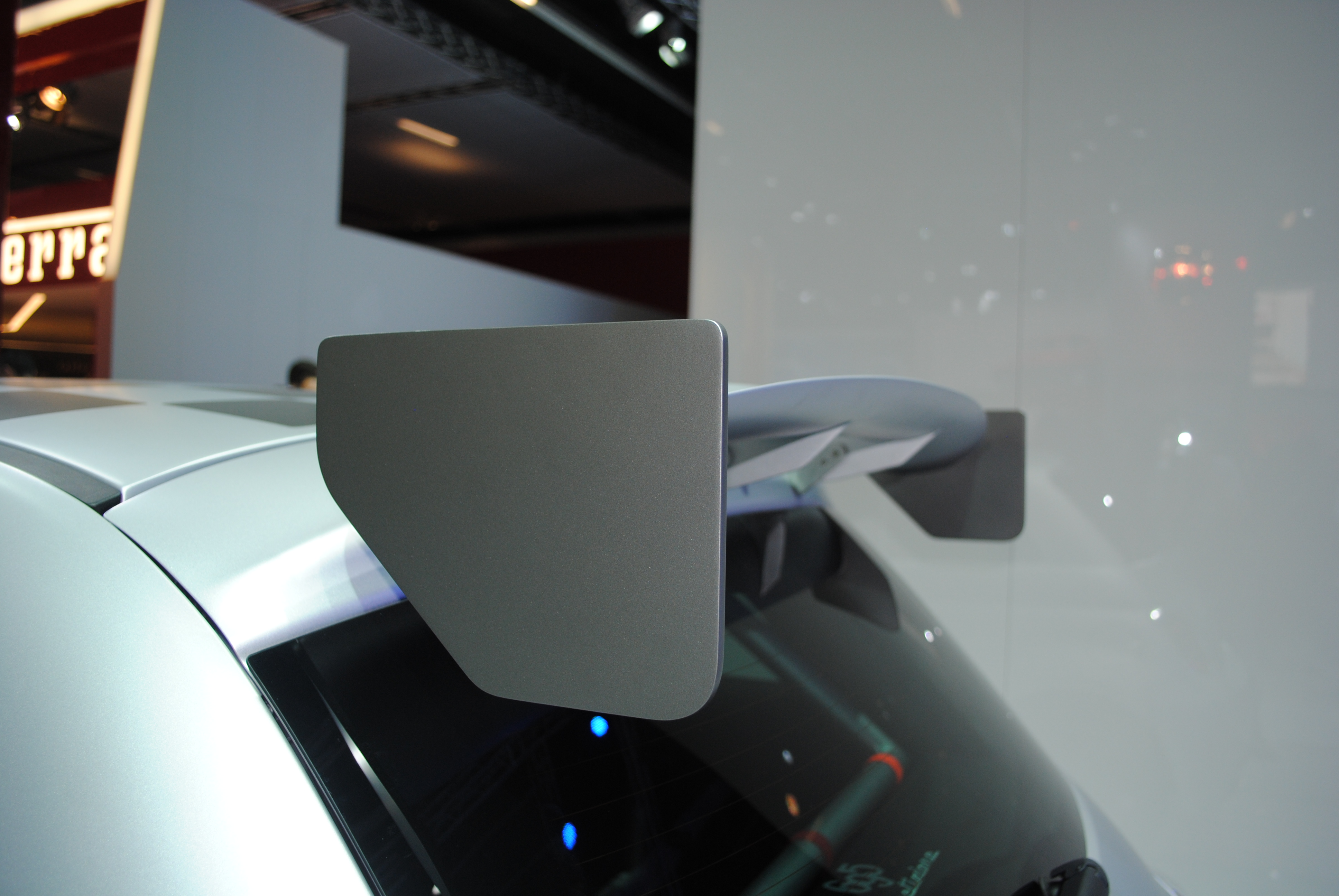
L'alettone posteriore dell'Abarth 695 Competizione

La vettura è dotata di due soli posti accompagnati da un roll bar al posto dei sedili posteriori. L'introduzione di questo elemento "racing" diminuisce il peso della Abarth 695 Competizione rendendola ancora più performante e sportiva.
Lo spazio lasciato vuoto dai sedili adotta un rivestimento che richiama il mandorlato delle vetture racing che prosegue nel vano baule. Questo esemplare è equipaggiato con propulsore 1.4 Turbo T-Jet 16v da 180 CV abbinato al cambio "Abarth Competizione" con palette al volante (MTA). Meccanicamente quindi risulta identica alle altre Abarth 695.

### Abarth 500 Assetto Corse Stradale
Come per l'Abarth 695 Competizione, anche questo esemplare avrebbe dovuto rappresentare una sorta di vettura da corsa omologata per l'utilizzo stradale, ma per motivi di mercato non è mai stata commercializzata. Solo nel 2014 viene ripresa quest'idea, realizzando la "Abarth 695 biposto".

## Kit Abarth e accessori

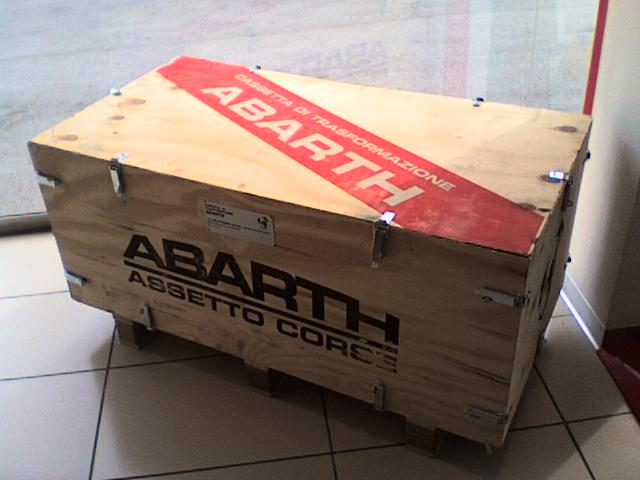
La caratteristica e rievocativa cassetta di trasformazione Abarth, fornita in alcuni dei kit proposti e contenente i pezzi da assemblare sul veicolo.

Come da tradizione per il marchio, la casa propone una serie di Kit di potenziamento per le proprie vetture. Alcune di queste elaborazioni hanno bisogno dell'omologazione a Libretto (*). Di seguito l'elenco dei Kit resi disponibili per l'Abarth 500:
- Kit esseesse* (attualmente non più disponibile)
- Kit esseesse Koni*[62]
- Kit Abarth Elaborazione 595*[63]
- Kit 695 Abarth Brembo Koni*[64]
- Kit Sistema Frenante Abarth Brembo*[65]
- Kit Sistema Frenante Abarth Brembo + Cerchi 695*[66]
- Kit Cerchi esseesse (bianco, titanio o nero)[67]
- Kit Sistema di Scarico Record Monza[68]
- Kit Sistema di Scarico Record Modena[69]
- Kit Sospensioni Abarth Koni*[70]

Oltre ai classici kit Abarth, la casa propone una linea di accessori per la personalizzazione della propria vettura.

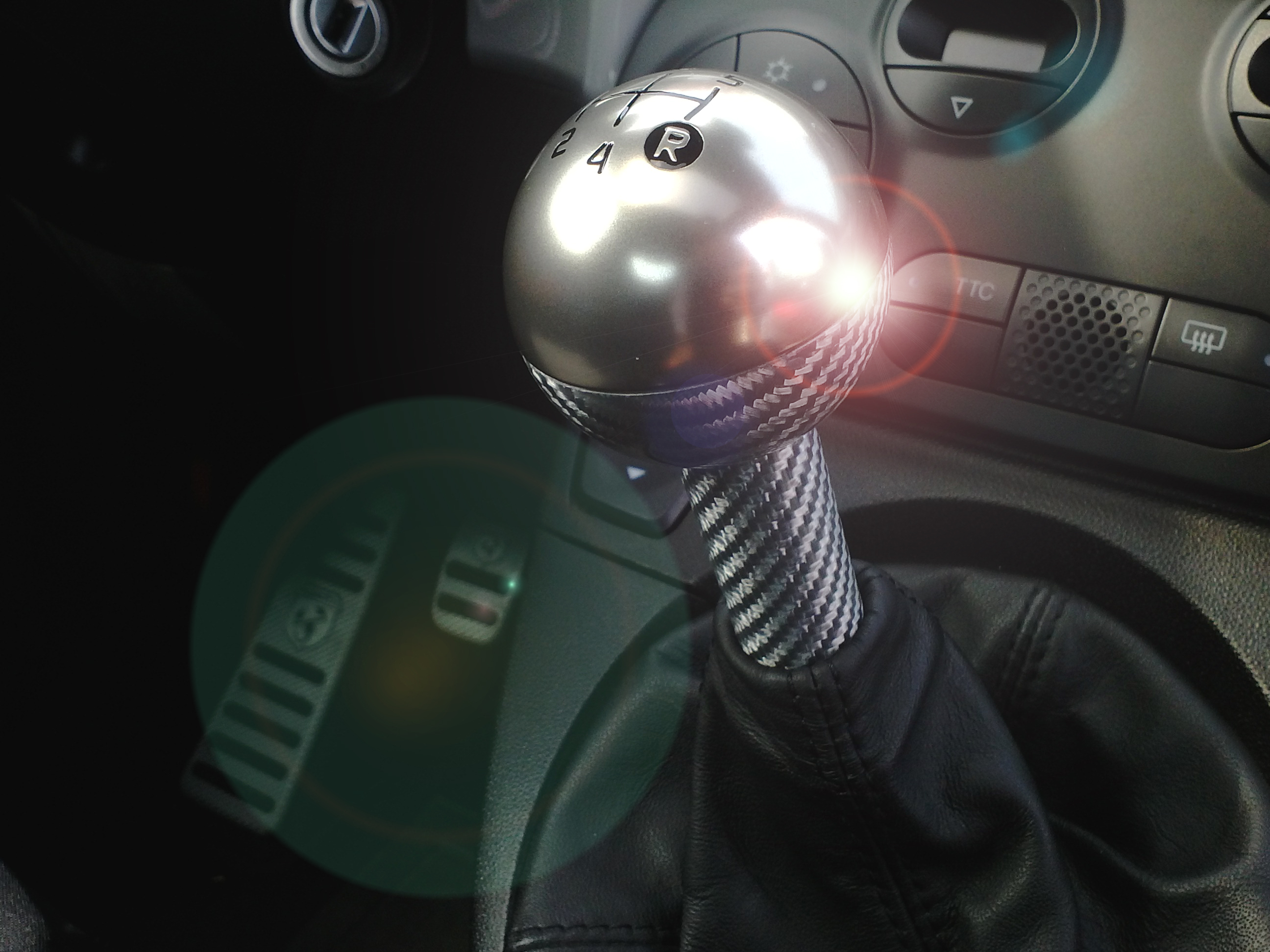
Pomello del cambio manuale in Alutex incluso nel "Pack Turismo".

Ecco un elenco dei principali accessori disponibili:
- Pack Corsa (pedaliera sportiva in acciaio inox con logo Abarth)
- Pack Turismo (pedaliera, pomello e battitacco sportivi in Alutex)
- Pack Competizione (pedaliera, pomello e battitacco sportivi in alluminio satinato)
- Pack Scorpione (pedaliera, pomello e battitacco sportivi in Carbonio)
- Navigatore Blue&Me 2 Live Abarth (con craddle o ventosa)
- Sedili anteriori Abarth Corse By Sabelt in tessuto tecnico F1 o pelle Frau/Alcantara
- Abarth Winter Kit (4 cerchi in lega 195/45 R16 84H con pneumatici Pirelli Snowcontrol)
- Abarth Nitro Winter Kit (4 cerchi in lega 195/45 R16 84H con pneumatici Pirelli Snowcontrol, porta snowboard, Action camera HD e Tavola Nitro Abarth Team Series)
- Car Care Kit (prodotti per la cura della vettura)
- Tappi benzina e rabocco olio in alluminio con logo Abarth
- Abarth Safety & Utility Kit (Kit d'emergenza)
- Tappetini con logo Abarth, esseesse, Assetto Corse
- Telo coprivettura indoor 500 vintage
- Telo coprivettura indoor 500 Tributo Ferrari
- Additivi per olio motore, benzina e radiatore
- Cover chiavi

## Impianti di scarico Abarth
Come da tradizione per il marchio, Abarth propone quattro diversi tipi di sistemi di scarico per le sue vetture.

### Impianto di serie

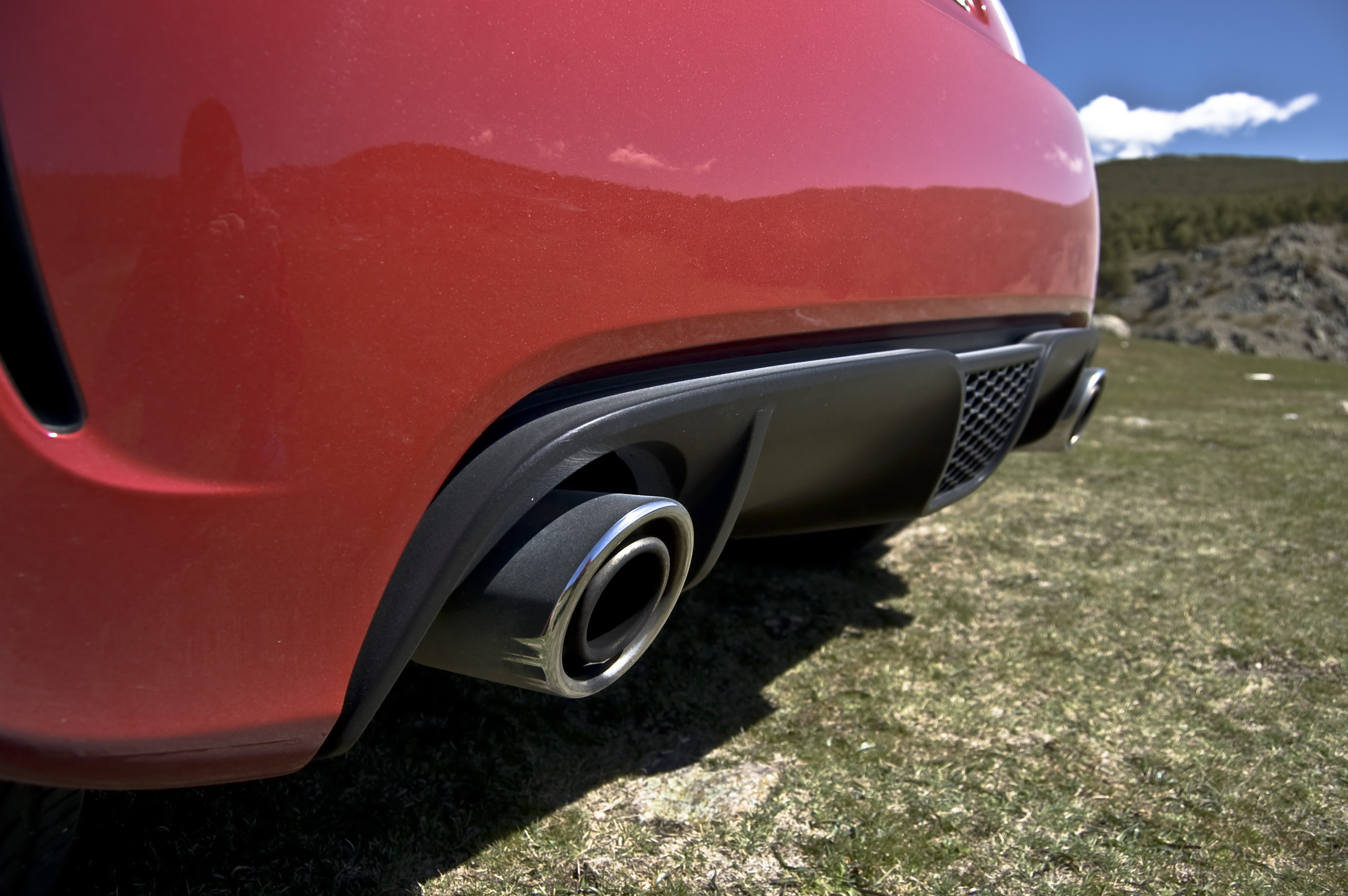
Esemplare di Abarth 500 equipaggiato con terminali di serie

L'impianto di serie della 500 Abarth è caratterizzato da un doppio terminale di scarico cromato 
che si integra nel diffusore posteriore della vettura. Il sound risulta avere una timbrica particolare, distintiva del modello, grazie all'adozione di alcuni accorgimenti specifici che ne amplificano la sonorità (centrale diretto e finale semisilenziato).
Questi terminali hanno la caratteristica, in fase di rilascio, di emettere talvolta i tipici "back-fire" (detti più comunemente scoppiettii), dovuti all'esplosione di piccole quantità di combustibile lungo i condotti di scarico, soprattutto quando la temperatura del motore e le condizioni ambientali esterne sono favorevoli.
I due terminali di scarico vengono utilizzati anche nella versione "Abarth 500 Assetto Corse", ma a differenza di quelli di serie vengono abbinati a un finale di scarico diretto.

### Record Monza

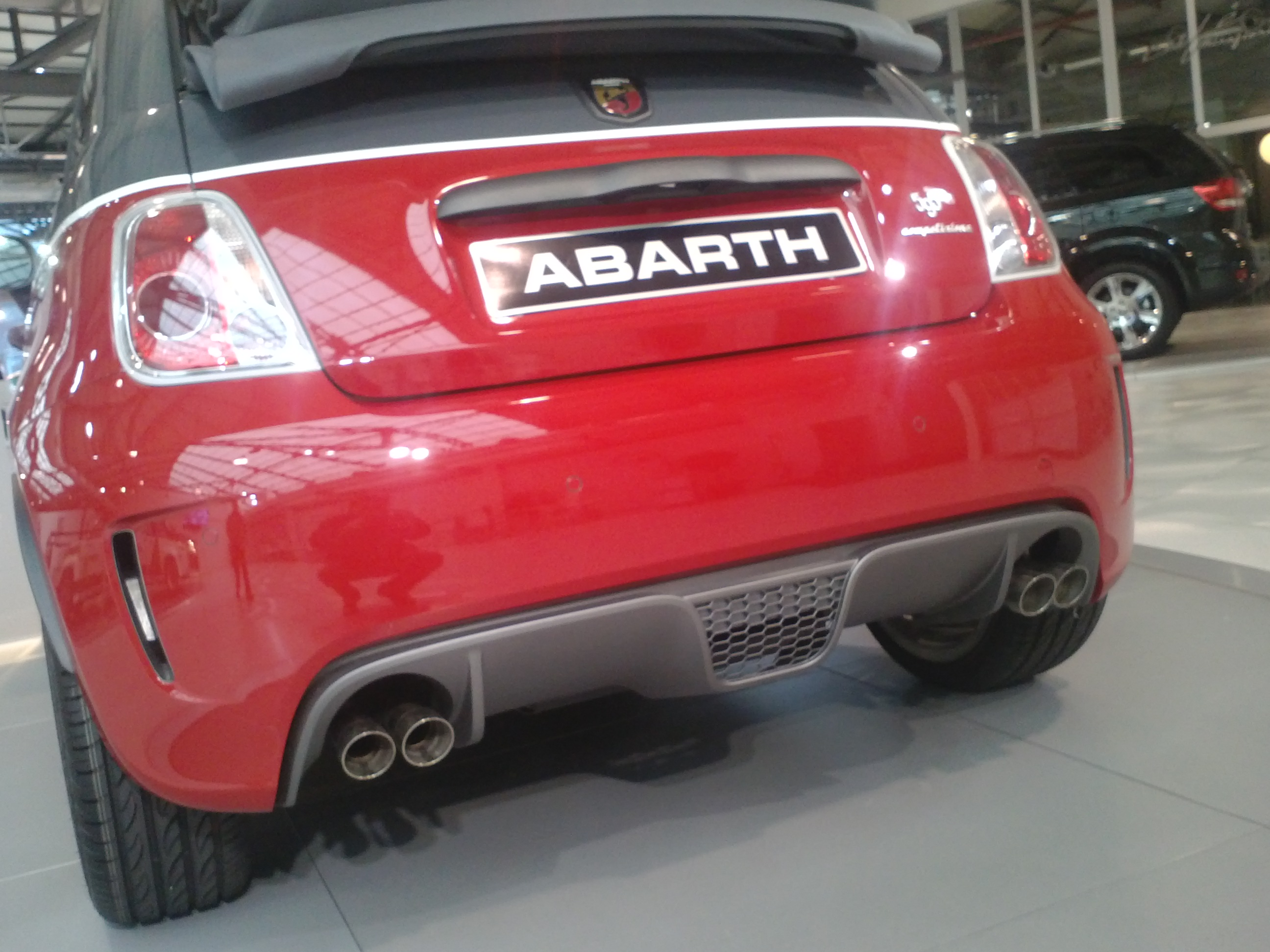
Un Abarth 595C Competizione equipaggiata di serie con terminali "Record Monza"

Le marmitte Record Monza impiegano la tecnologia "Dual Mode". Questa prevede l'utilizzo di una valvola di bypass a due vie a comando meccanico, inserita a monte del terminale di scarico.
I benefici di questo sistema si vedono nelle curve di erogazione di coppia e potenza con una risposta motore più pronta a partire dai medi regimi di rotazione a cui la valvola entra in funzione, con un incremento medio di circa 5 CV e di circa 1,5 kgm (circa 15 Nm) di coppia a partire dai 2000 giri/min.
Inoltre con il bypass del terminale all'apertura della valvola la sonorità diventa più marcata e aumenta il backfiring in fase di rilascio.
Gli scarichi, composti da 4 terminali, possono essere montati presso le officine autorizzate Abarth; al cliente viene consegnato un documento da esibire alle Forze dell'Ordine in caso di controllo, attestante l'omologazione degli scarichi montati sulla vettura.
Sono montati di serie sulle Abarth 595/595C Competizione, 695 Tributo Ferrari, 500 Zerocento, 595 "50º Anniversario" e 595 Yamaha Factory Racing. Possono essere montati su richiesta su tutte le altre versioni.
Nel 2018 viene lanciato il Record Monza Attivo. Come il precedente, anch'esso ha la valvola ma, invece che aprirsi e chiudersi in base alla pressione di scarico, si apre e chiude elettronicamente attraverso l'uso del tasto Sport situato all'interno dell'abitacolo. Questo significa che il guidatore può scegliere quando tenerlo aperto o chiuso. Nonostante questa funzionalità, date certe legislazioni, lo scarico si apre solo se il guidatore parte da fermo con il gas premuto a più del 75% o se supera i 60 km/h. In tanti cercano di evitare questa problematica staccando il cavo della valvola situata nel vano motore.

### Record Modena

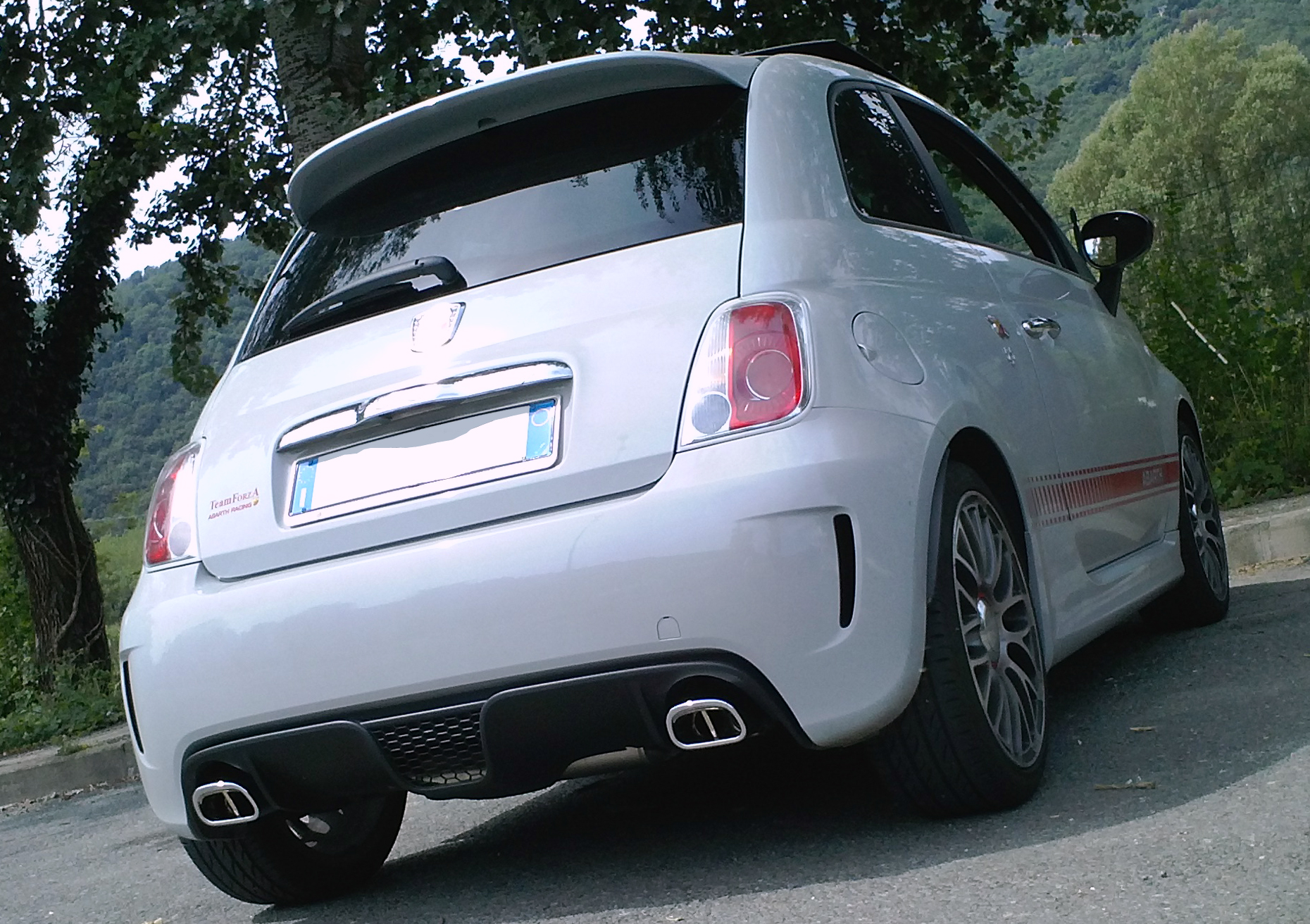
Gli scarichi "Record Modena" su un esemplare di Kit Abarth Elaborazione 595

Nato per essere montato di serie sulla 695 Edizione Maserati, questo impianto si riconosce per i due terminali ovali con un setto centrale divisorio dal disegno ispirato a quelli della Maserati Granturismo S; tecnicamente è identico al Record Monza.
Oltre all'Edizione Maserati, sono montati di serie sulla Abarth 695 fuoriserie "Olio Fiat" e Abarth 695 fuoriserie "Scorpione" e possono essere installati a richiesta su tutte le altre versioni.

### Akrapovič

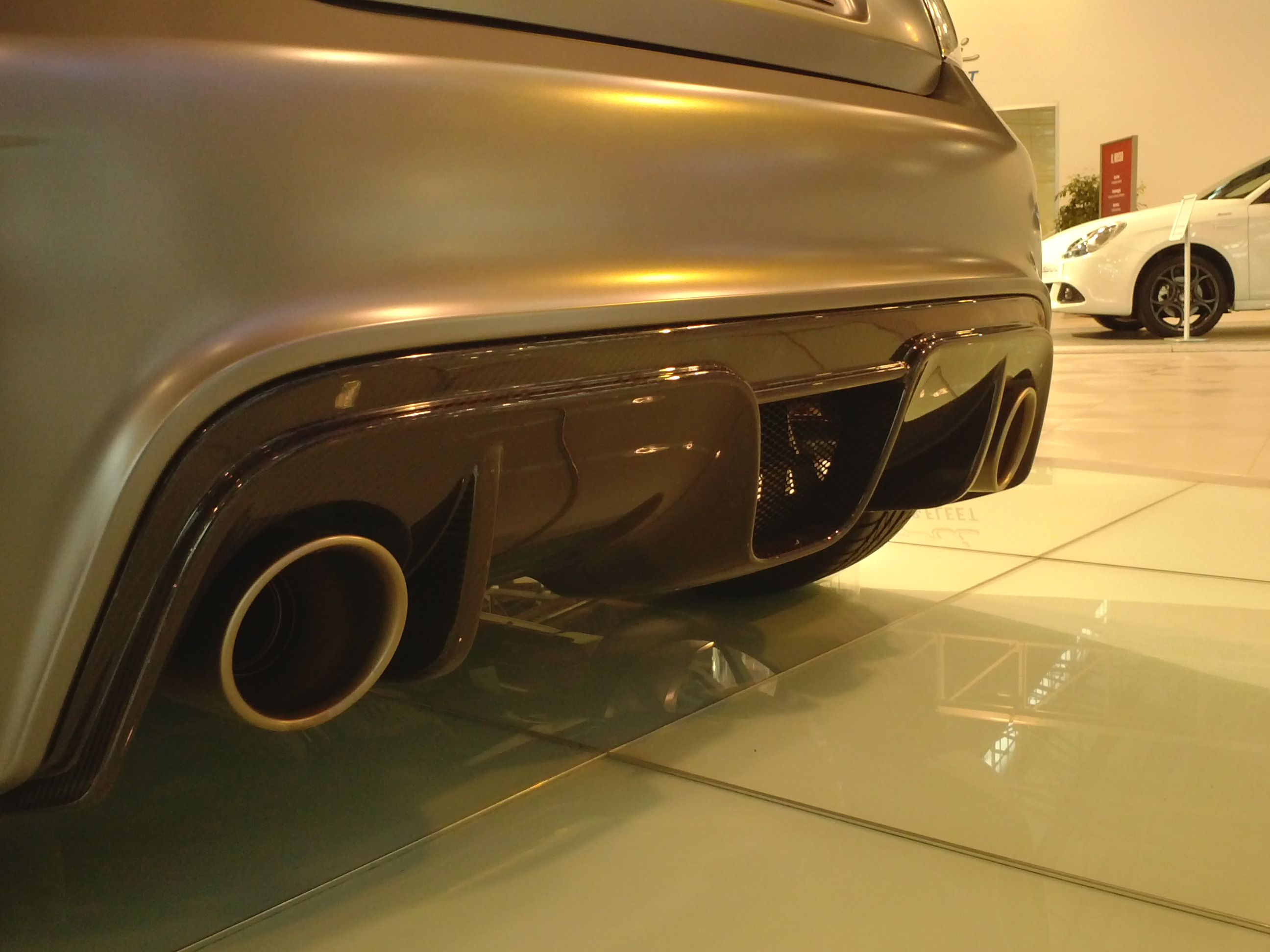
Gli scarichi Akrapovič su un esemplare di Abarth 695 biposto

Gli scarichi Akrapovič, specifici per le Abarth 695 Biposto e Biposto Record, vantano una tecnologia denominata a "doppio stadio", ovvero un sistema di apertura di valvole che permette allo scarico di cambiare sonorità a seconda della modalità di guida selezionata, incrementando notevolmente il livello sonoro nella guida sportiva. A livello tecnico si ottengono dei vantaggi in termini di erogazione di coppia e potenza rispetto a scarichi di tipo tradizionale. Esteticamente si presentano come una coppia di terminali tondi in titanio integrati nel diffusore posteriore.

## Impianti frenanti Abarth
La casa propone varie tipologie di impianto frenante differenziati in base alla potenza del veicolo e alla versione su cui sono installati.

### Impianto di serie

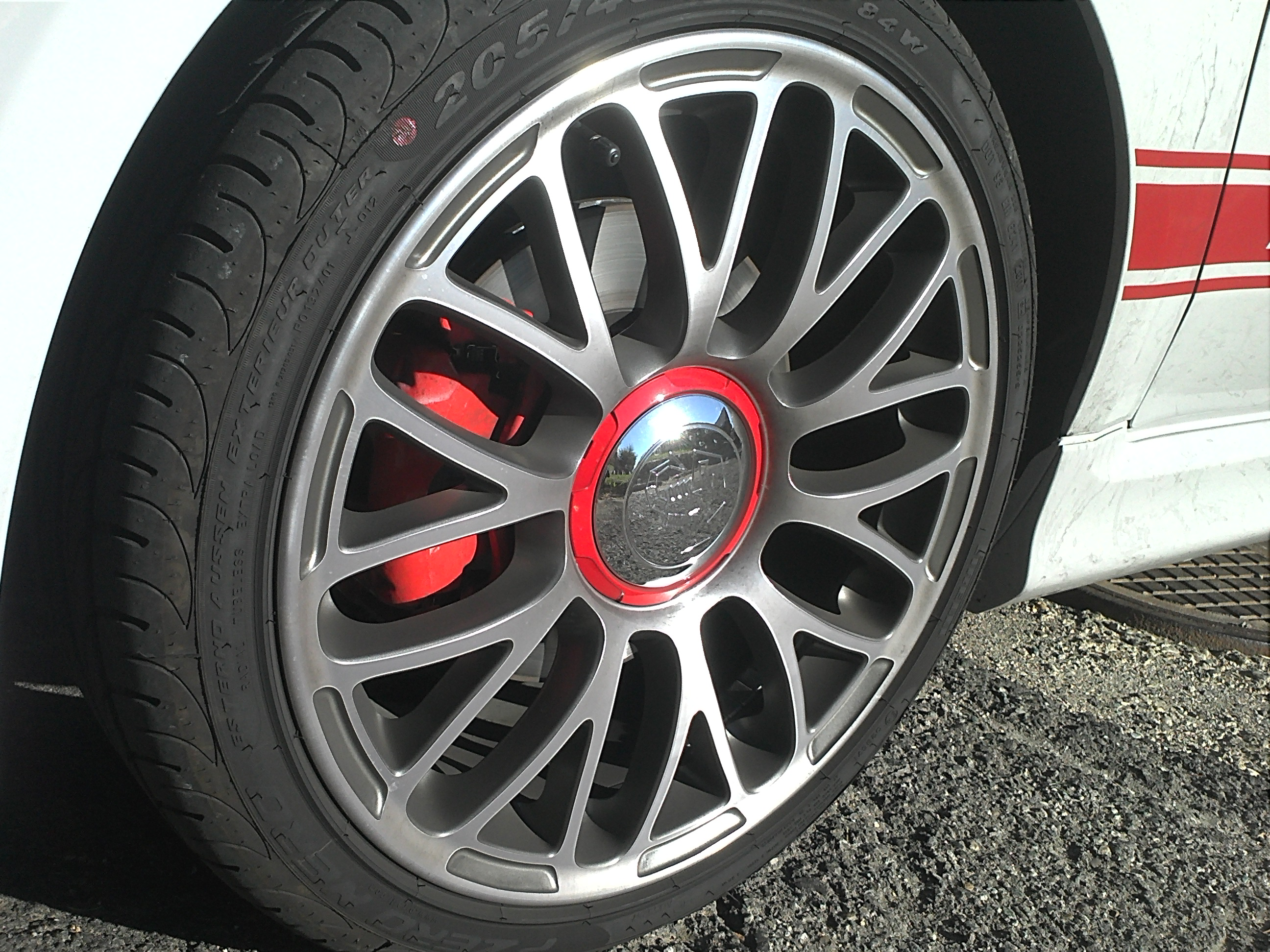
L'impianto frenante di serie di una 500 Abarth Custom

L'impianto di serie è composto da 4 freni a disco, dotati di pinze flottanti monopompante prodotte da Bosch (Lucas al retrotreno), autoventilanti Ø284 mm x 22 all'anteriore e Ø240 mm x 11 al posteriore. 
Tale sistema frenante è adottato esclusivamente sull'Abarth 500 Custom e successivamente dalla Abarth 595 Custom.

### Sistema frenante Kit Elaborazione 595

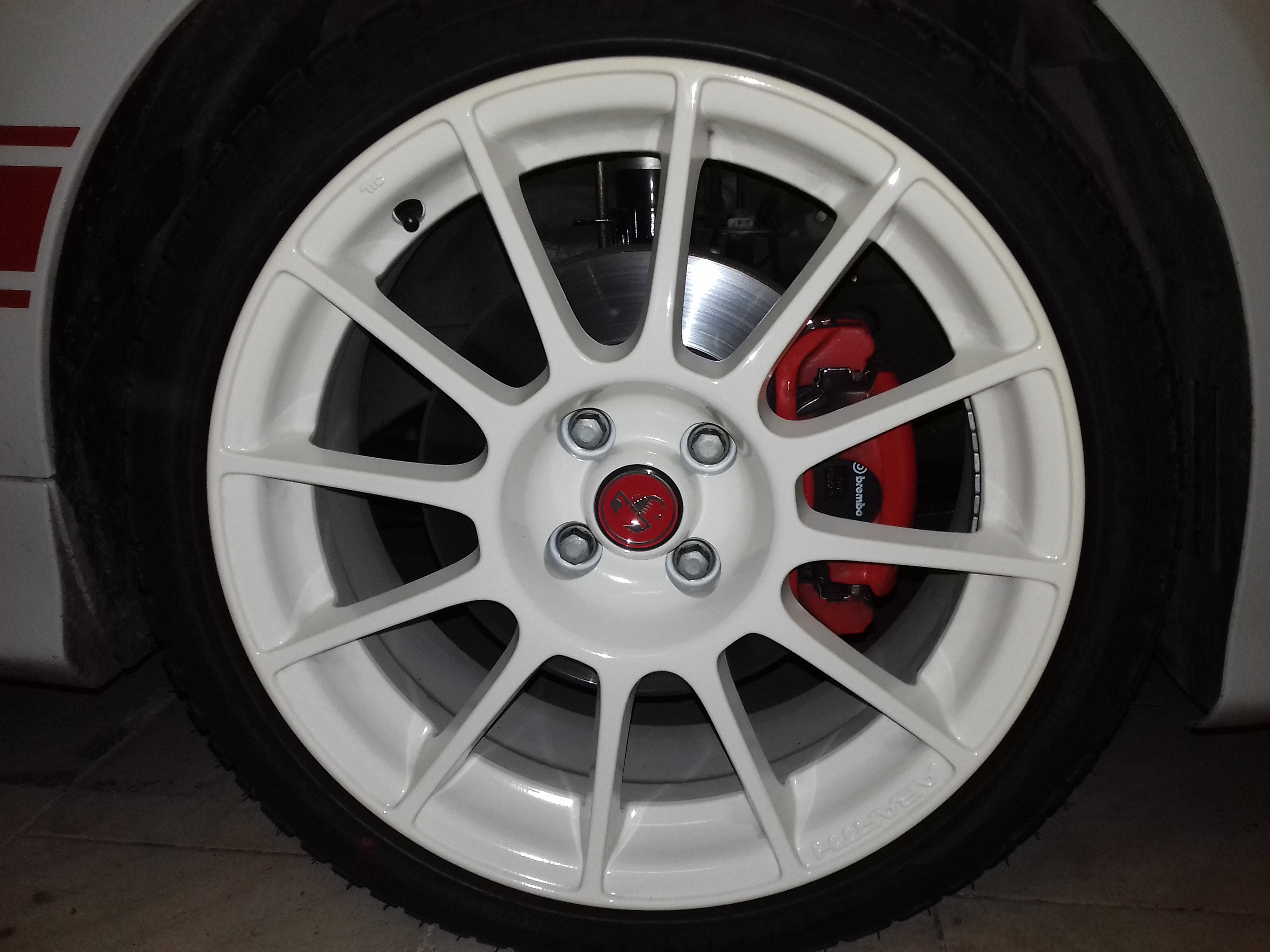
Le pastiglie freno Brembo tipo HP1000 installate su un esemplare di 500 Abarth Kit Elaborazione 595

Questo impianto viene montato esclusivamente sulle Kit Abarth Elaborazione 595 e 595 Yamaha Factory Racing e va a potenziare i freni di serie della 500/595 Abarth Custom, dove ai dischi anteriori autoventilanti viene aggiunta una coppia di pastiglie ad alte prestazioni HP1000 della Brembo.

### Sistema frenante esseesse
Tale impianto frenante prevede la sostituzione dei dischi di serie con 4 nuovi dischi autoventilanti e forati, Ø284 mm x 22 all'anteriore e Ø240 mm x 11 al posteriore. Le pinze rimangono quelle dell'impianto "entry level" ma sui dischi anteriori vengono installate le pastiglie ad alte prestazioni HP1000 della Brembo.
Viene montato sulle 595 Turismo, 595 Competizione MY2011 da 160hp, Kit esseesse, Kit esseesse Koni, Ferrari Dealers, Cabrio Italia, da Zero a Cento e Opening Edition.

### Sistema frenante Abarth Brembo

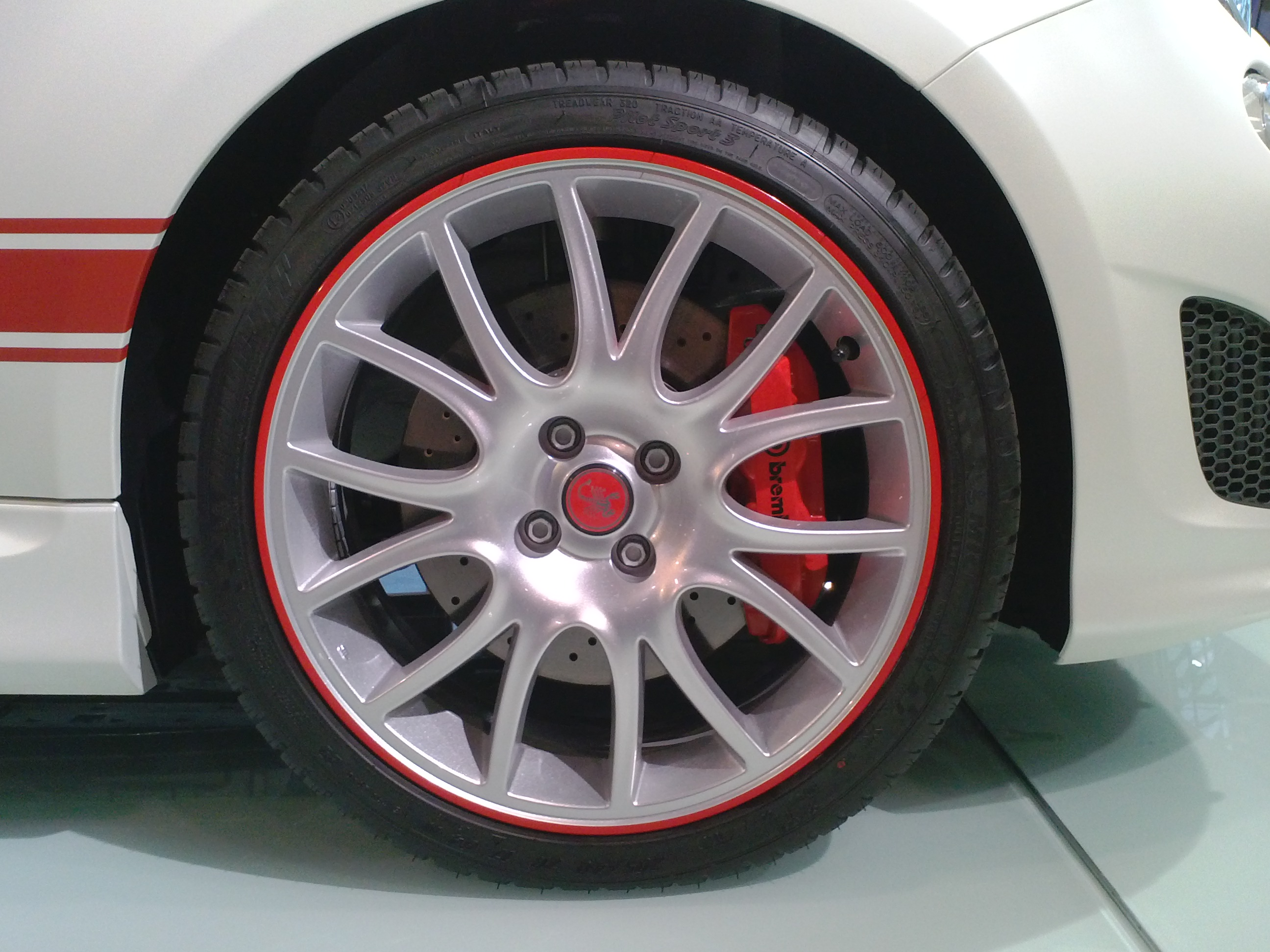
L'impianto frenante Brembo su una "Abarth 595 50º Anniversario".

Rappresenta l'elaborazione massima dell'impianto frenante per la 500 Abarth, grazie all'adozione di 2 freni a disco anteriori flottanti maggiorati della Brembo (autoventilati forati ø 305 mm x 28 mm), mentre al posteriore rimane la configurazione di serie, con dischi ø 240mm pieni o forati a seconda della versione su cui vengono installati. 
Inoltre sempre sull'asse anteriore sono previste 2 nuove pinze maggiorate a 4 pompanti. Questo impianto viene montato di serie su tutta la gamma Abarth 695, nonché sulla Kit Abarth 695 Brembo Koni e sulla 595 Competizione Model Year 2015. Può essere installato su altre versioni sotto forma di kit, ma solo sui modelli provvisti di assetto Koni FSD ed almeno 160 cavalli di potenza.

### Customizzazione dell'impianto frenante

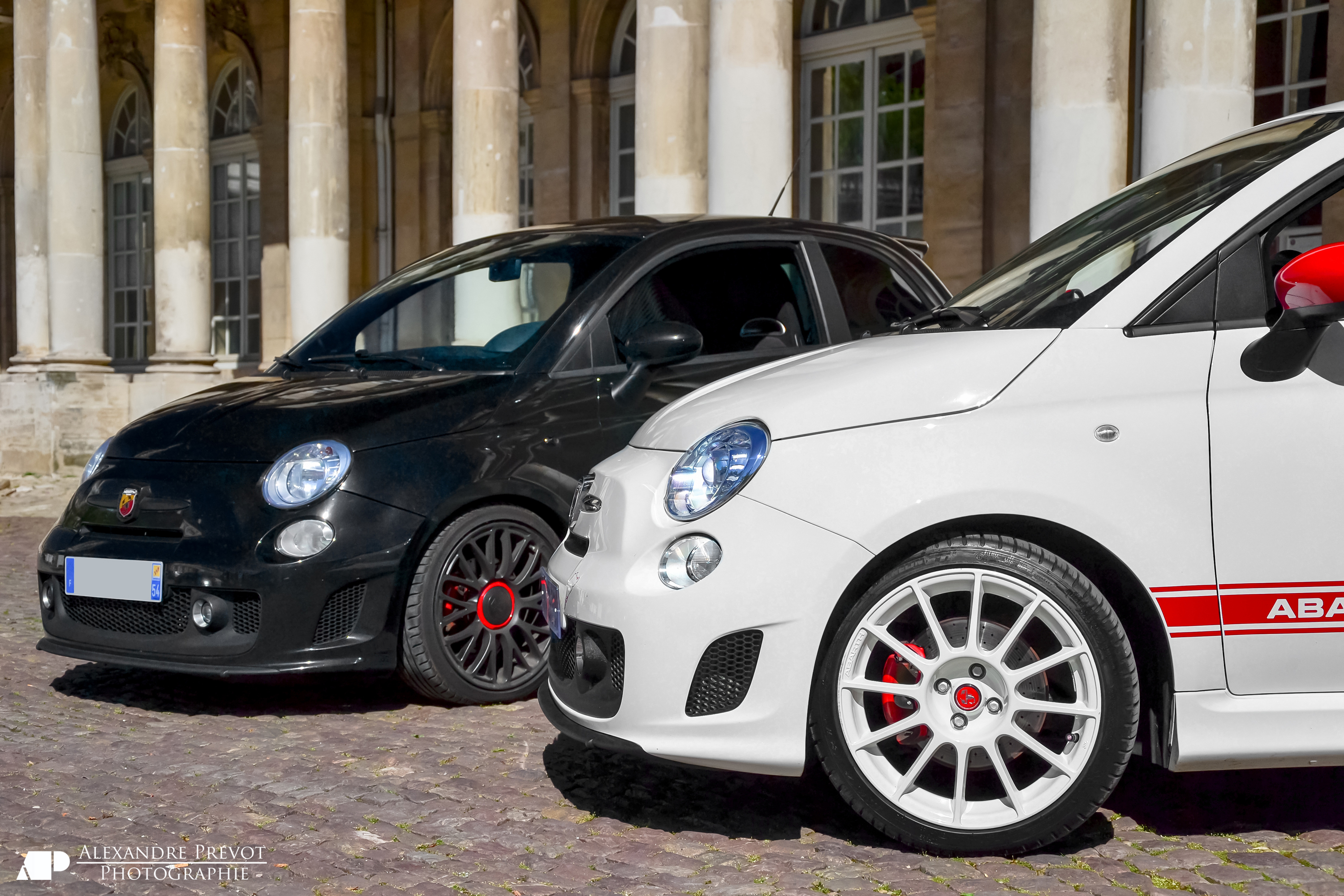
In primo piano un'Abarth 500 esseesse con dischi anteriori forati.

Oltre ai freni di serie, la casa prevede la possibilità di personalizzare ulteriormente il proprio impianto frenante tramite la rete di ricambi Mopar del gruppo FCA. Tali customizzazioni prevedono ad esempio l'utilizzo di pastiglie ad alte prestazioni, dischi forati per impianto Bosch/Lucas e dischi maggiorati flottanti per pinze Brembo.

## Motorizzazioni
| Modello | Cilindrata (cc) / Alimentazione/ Valvole | Cambio                                                        | Turbina                           | Filtro Aria                      | Assetto                                                             | Freni | Potenza         | Coppia Max (Nm) con scarico di serie | Coppia Max (Nm) con scarichi Record | 0–100 km/h (secondi) | 0–200 km/h (secondi)* | Velocità max (km/h) | Pneumatici di serie | Omologazione |
| Abarth 500 / Abarth 500 Custom | 1368 / benzina / 16V                     | Manuale tipo C510 a 5 rapporti                                | IHI RHF3-P a geometria fissa      | Standard                         | Standard                                                            | Ant.Bosch Ø284x22 Pos.Lucas Ø240x11 | 99 kW (135 CV)  | 180 (Normal) / 206 (Sport)           | 195 (Normal) / 221 (Sport)          | 7,9                  | 57,8                  | 205                 | Continental Premium Contact 2 195/45 R16 XL 84V                                                                         | stradale     |
| Abarth 595 Custom | 1368 / benzina / 16V                     | Manuale tipo C510 a 5 rapporti                                | IHI RHF3-P a geometria fissa      | Standard                         | Standard                                                            | Ant.Bosch Ø284x22 Pos.Lucas Ø240x11 | 103 kW (140 CV) | 180 (Normal) / 206 (Sport)           | 195 (Normal) / 221 (Sport)          | 7,9                  | -                     | 205                 | Continental Premium Contact 2 195/45 R16 XL 84V                                                                         | stradale     |
| Abarth 500 / Abarth 500 Custom / Abarth 595 Custom (cambio aut.)                                                                       | 1368 / benzina / 16V                     | MTA tipo C510 a 5 rapporti                                    | IHI RHF3-P a geometria fissa      | Standard                         | Standard                                                            | Ant.Bosch Ø284x22 Pos.Lucas Ø240x11 | 103 kW (140 CV) | 180 (Normal) / 206 (Sport)           | 195 (Normal) / 221 (Sport)          | 8,1                  | 54,4                  | 205                 | Continental Premium Contact 2 195/45 R16 XL 84V                                                                         | stradale     |
| Abarth 595 MY2015 | 1368 / benzina / 16V                     | Manuale tipo C510 a 5 rapporti                                | IHI RHF3-P a geometria fissa      | Standard                         | Standard                                                            | Ant.Bosch Ø284x22 Pos.Lucas Ø240x11 | 107 kW (145 CV) | 180 (Normal) / 206 (Sport)           | 195 (Normal) / 221 (Sport)          | 7,8                  | 46                    | 210                 | Continental Ecocontact 5 195/45 R16 XL 84V                                                                              | stradale     |
| Abarth 595 MY2015 (cambio aut.) | 1368 / benzina / 16V                     | MTA tipo C510 a 5 rapporti                                    | IHI RHF3-P a geometria fissa      | Standard                         | Standard                                                            | Ant.Bosch Ø284x22 Pos.Lucas Ø240x11 | 107 kW (145 CV) | 180 (Normal) / 206 (Sport)           | 195 (Normal) / 221 (Sport)          | 8,0                  | -                     | 210                 | Continental Ecocontact 5 195/45 R16 XL 84V                                                                              | stradale     |
| Kit esseesse / Abarth 500 Opening Edition                                                                                              | 1368 / benzina / 16V                     | Manuale tipo C510 a 5 rapporti                                | IHI RHF3-P a geometria fissa      | Sportivo BMC                     | Sportivo ribassato: Molle Eibach Pro Kit                            | Ant.Bosch Ø284x22 Dischi forati + pastiglie Brembo HP1000 Pos.Lucas Ø240x11 Dischi forati                                                                               | 118 kW (160 CV) | 206 (Normal) / 230 (Sport)           | 221 (Normal) / 245 (Sport)          | 7,4                  | 41,8                  | 211                 | Michelin Pilot Exalto 205/40 R17 XL 84 W (esseesse) Pirelli PZero Nero 205/40 R17 XL 84 W (Opening Edition)             | stradale     |
| Kit esseesse (cambio aut.) | 1368 / benzina / 16V                     | MTA tipo C510 a 5 rapporti                                    | IHI RHF3-P a geometria fissa      | Sportivo BMC                     | Sportivo ribassato: Molle Eibach Pro Kit                            | Ant.Bosch Ø284x22 Dischi forati + pastiglie Brembo HP1000 Pos.Lucas Ø240x11 Dischi forati                                                                               | 118 kW (160 CV) | 206 (Normal) / 230 (Sport)           | 221 (Normal) / 245 (Sport)          | 7,6                  | 50,1                  | 209                 | Michelin Pilot Exalto 205/40 R17 XL 84 W                                                                                | stradale     |
| Kit esseesse Koni / Abarth 500C Cabrio Italia                                                                                          | 1368 / benzina / 16V                     | Manuale tipo C510 a 5 rapporti                                | IHI RHF3-P a geometria fissa      | Sportivo BMC                     | Sportivo ribassato: Molle Eibach Pro Kit + Ammortizzatori Koni FSD  | Ant.Bosch Ø284x22 Dischi forati + pastiglie Brembo HP1000 Pos.Lucas Ø240x11 Dischi forati                                                                               | 118 kW (160 CV) | 206 (Normal) / 230 (Sport)           | 221 (Normal) / 245 (Sport)          | 7,4                  | 41,8                  | 211                 | Michelin Pilot Sport 3 205/40 R17 XL 84 W                                                                               | stradale     |
| Kit esseesse Koni (cambio aut.) | 1368 / benzina / 16V                     | MTA tipo C510 a 5 rapporti                                    | IHI RHF3-P a geometria fissa      | Sportivo BMC                     | Sportivo ribassato: Molle Eibach Pro Kit + Ammortizzatori Koni FSD  | Ant.Bosch Ø284x22 Dischi forati + pastiglie Brembo HP1000 Pos.Lucas Ø240x11 Dischi forati                                                                               | 118 kW (160 CV) | 206 (Normal) / 230 (Sport)           | 221 (Normal) / 245 (Sport)          | 7,6                  | 50,1                  | 209                 | Michelin Pilot Sport 3 205/40 R17 XL 84 W                                                                               | stradale     |
| Kit Elaborazione 595 / Abarth 595 Yamaha Factory Racing                                                                                | 1368 / benzina / 16V                     | Manuale tipo C510 a 5 rapporti                                | IHI RHF3-P a geometria fissa      | Sportivo BMC                     | Sportivo ribassato: Molle Eibach Pro Kit + Ammortizzatori Koni FSD  | Ant.Bosch Ø284x22 + pastiglie Brembo HP1000 Pos.Lucas Ø240x11 | 118 kW (160 CV) | 206 (Normal) / 230 (Sport)           | 221 (Normal) / 245 (Sport)          | 7,4                  | 41,8                  | 211                 | Pirelli PZero Nero 205/40 R17 XL 84 W                                                                                   | stradale     |
| Kit Elaborazione 595 / Abarth 595 Yamaha Factory Racing (cambio aut.)                                                                  | 1368 / benzina / 16V                     | MTA tipo C510 a 5 rapporti                                    | IHI RHF3-P a geometria fissa      | Sportivo BMC                     | Sportivo ribassato: Molle Eibach Pro Kit + Ammortizzatori Koni FSD  | Ant.Bosch Ø284x22 + pastiglie Brembo HP1000 Pos.Lucas Ø240x11 | 118 kW (160 CV) | 206 (Normal) / 230 (Sport)           | 221 (Normal) / 245 (Sport)          | 7,6                  | 50,1                  | 209                 | Pirelli PZero Nero 205/40 R17 XL 84 W                                                                                   | stradale     |
| Kit 695 Brembo Koni | 1368 / benzina / 16V                     | Manuale tipo C510 a 5 rapporti                                | IHI RHF3-P a geometria fissa      | Sportivo BMC                     | Sportivo ribassato: Molle Eibach Pro Kit + Ammortizzatori Koni FSD  | Ant.Brembo Ø305x28 Dischi forati + pastiglie Brembo HP1000 Pos.Lucas Ø240x11 Dischi forati                                                                              | 118 kW (160 CV) | 206 (Normal) / 230 (Sport)           | 221 (Normal) / 245 (Sport)          | 7,4                  | 41,8                  | 211                 | Michelin Pilot Sport 3 205/40 R17 XL 84 W                                                                               | stradale     |
| Kit 695 Brembo Koni (cambio aut.) | 1368 / benzina / 16V                     | MTA tipo C510 a 5 rapporti                                    | IHI RHF3-P a geometria fissa      | Sportivo BMC                     | Sportivo ribassato: Molle Eibach Pro Kit + Ammortizzatori Koni FSD  | Ant.Brembo Ø305x28 Dischi forati + pastiglie Brembo HP1000 Pos.Lucas Ø240x11 Dischi forati                                                                              | 118 kW (160 CV) | 206 (Normal) / 230 (Sport)           | 221 (Normal) / 245 (Sport)          | 7,6                  | 50,1                  | 209                 | Michelin Pilot Sport 3 205/40 R17 XL 84 W                                                                               | stradale     |
| Abarth 595 Turismo-Competizione MY2011                                                                                                 | 1368 / benzina / 16V                     | Manuale tipo C510 a 5 rapporti                                | IHI RHF3-P a geometria fissa      | Sportivo BMC                     | Sportivo ribassato: Molle Eibach Pro Kit + Ammortizzatori Cofap FSD | Ant.Bosch Ø284x22 Dischi forati + pastiglie Brembo HP1000 Pos.Lucas Ø240x11 Dischi forati                                                                               | 118 kW (160 CV) | 206 (Normal) / 230 (Sport)           | 221 (Normal) / 245 (Sport)          | 7,4                  | 41,8                  | 211                 | Pirelli PZero Nero 205/40 R17 XL 84 W                                                                                   | stradale     |
| Abarth 595 Turismo-Competizione MY2011 (cambio aut.)                                                                                   | 1368 / benzina / 16V                     | MTA tipo C510 a 5 rapporti                                    | IHI RHF3-P a geometria fissa      | Sportivo BMC                     | Sportivo ribassato: Molle Eibach Pro Kit + Ammortizzatori Cofap FSD | Ant.Bosch Ø284x22 Dischi forati + pastiglie Brembo HP1000 Pos.Lucas Ø240x11 Dischi forati                                                                               | 118 kW (160 CV) | 206 (Normal) / 230 (Sport)           | 221 (Normal) / 245 (Sport)          | 7,6                  | 50,1                  | 209                 | Pirelli PZero Nero 205/40 R17 XL 84 W                                                                                   | stradale     |
| Abarth 500 "Zerocento" | 1368 / benzina / 16V                     | Manuale tipo C510 a 5 rapporti ridotti                        | IHI RHF3-P a geometria fissa      | Sportivo BMC                     | Sportivo ribassato: Molle Eibach Pro Kit + Ammortizzatori Koni FSD  | Ant.Bosch Ø284x22 Dischi forati + pastiglie Brembo HP1000 Pos.Lucas Ø240x11 Dischi forati                                                                               | 118 kW (160 CV) | -                                    | 221 (Normal) / 245 (Sport)          | 7,3                  | -                     | 211                 | Pirelli PZero Nero 205/40 R17 XL 84 W                                                                                   | stradale     |
| Abarth 595 Pista MY 2017 / Kit Elaborazione 160HP                                                                                      | 1368 / benzina / 16V                     | Manuale tipo C510 a 5 rapporti                                | IHI RHF3-P a geometria fissa      | Sportivo BMC                     | Sportivo ribassato: Molle Eibach Pro Kit + Ammortizzatori Cofap FSD | Ant.Bosch Ø284x22 + pastiglie Brembo HP1000 Pos.Lucas Ø240x11 | 118 kW (160 CV) | 206 (Normal) / 230 (Sport)           | 221 (Normal) / 245 (Sport)          | 7,3                  | 35,1                  | 216                 | Pirelli PZero Nero 205/40 R17 XL 84 W                                                                                   | stradale     |
| Abarth 595 Turismo MY2015 / Abarth 595 Pista MY2019 / Abarth 595 Monster Energy Yamaha / Abarth 595 Scorpioneoro                       | 1368 / benzina / 16V                     | Manuale tipo C510 a 5 rapporti ridotti                        | Garrett GT 1446 a geometria fissa | Sportivo BMC                     | Sportivo ribassato: Molle Eibach Pro Kit + Ammortizzatori Cofap FSD | Ant.Bosch Ø284x22 Dischi forati + pastiglie Brembo HP1000 Pos.Lucas Ø240x11 Dischi forati                                                                               | 118 kW (165 CV) | 206 (Normal) / 230 (Sport)           | 221 (Normal) / 245 (Sport)          | 7,3                  | 34,3                  | 218                 | Pirelli PZero Nero 205/40 R17 XL 84 W                                                                                   | stradale     |
| Abarth 595 Turismo MY2015 / Abarth 595 Pista MY2019 / Abarth 595 Monster Energy Yamaha / Abarth 595 Scorpioneoro (cambio aut.)         | 1368 / benzina / 16V                     | MTA tipo C510 a 5 rapporti                                    | Garrett GT 1446 a geometria fissa | Sportivo BMC                     | Sportivo ribassato: Molle Eibach Pro Kit + Ammortizzatori Cofap FSD | Ant.Bosch Ø284x22 Dischi forati + pastiglie Brembo HP1000 Pos.Lucas Ø240x11 Dischi forati                                                                               | 118 kW (165 CV) | 206 (Normal) / 230 (Sport)           | 221 (Normal) / 245 (Sport)          | 7,4                  |                       | 218                 | Pirelli PZero Nero 205/40 R17 XL 84 W                                                                                   | stradale     |
| Abarth 595 Competizione MY2015 / Kit Elaborazione 180HP / Abarth 695 Rivale / Abarth 595 esseesse                                      | 1368 / benzina / 16V                     | Manuale tipo C510 a 5 rapporti                                | Garrett GT 1446 a geometria fissa | Sportivo BMC                     | Sportivo ribassato: Molle Eibach Pro Kit + Ammortizzatori Koni FSD  | Ant.Brembo Ø305x28 Dischi forati + pastiglie Brembo HP1000 Pos.Lucas Ø240x11 Dischi forati                                                                              | 132 kW (180 CV) | -                                    | 230 (Normal) / 250 (Sport)          | 6,7                  | 31,7                  | 225                 | Michelin Pilot Sport 3 205/40 R17 XL 84 W                                                                               | stradale     |
| Abarth 695 / Abarth 595 50º Anniversario / Abarth 595 Competizione MY2015 / Kit Elaborazione 180HP / Abarth 595 esseesse (cambio aut.) | 1368 / benzina / 16V                     | MTA tipo C510 a 5 rapporti                                    | Garrett GT 1446 a geometria fissa | Sportivo BMC                     | Sportivo ribassato: Molle Eibach Pro Kit + Ammortizzatori Koni FSD  | Ant.Brembo Ø305x28 Dischi forati + pastiglie Brembo HP1000 Pos.Lucas Ø240x11 Dischi forati                                                                              | 132 kW (180 CV) | -                                    | 230 (Normal) / 250 (Sport)          | 6,9                  | 39,5                  | 225                 | Michelin Pilot Sport 3 205/40 R17 XL 84 W                                                                               | stradale     |
| Abarth 695 biposto / Abarth 695 biposto Record                                                                                         | 1368 / benzina / 16V                     | Manuale tipo C510 a 5 rapporti                                | Garrett GT 1446 a geometria fissa | Sportivo BMC con aspirazione OTA | Sportivo ribassato regolabile Extreme Shox                          | Ant.Brembo Ø305x28 Dischi forati + pastiglie Brembo HP1000 Pos.Lucas Ø240x11 Dischi forati                                                                              | 140 kW (190 CV) | 250                                  | -                                   | -                    | -                     | 230                 | Yokohama Parada Semislick 215/35 R18 XL 84 W                                                                            | stradale     |
| Abarth 695 biposto (cambio a innesti frontali)                                                                                         | 1368 / benzina / 16V                     | Cambio a 5 rapporti con innesti frontali ad "H" tipo dog ring | Garrett GT 1446 a geometria fissa | Sportivo BMC con aspirazione OTA | Sportivo ribassato regolabile Extreme Shox                          | Ant.Brembo Ø305x28 Dischi forati + pastiglie Brembo HP1000 Pos.Lucas Ø240x11 Dischi forati                                                                              | 140 kW (190 CV) | 250                                  | -                                   | 5,9                  | -                     | 230                 | Yokohama Parada Semislick 215/35 R18 XL 84 W                                                                            | stradale     |
| Abarth 500 Assetto Corse | 1368 / benzina / 16V                     | Manuale tipo M32 a 6 rapporti                                 | Garrett GT 1446 a geometria fissa | -                                | Da corsa ribassato regolabile                                       | Ant.Brembo Ø305x28 + pastiglie racing PosLucas Ø240x11 + pastiglie racing                                                                                               | 140 kW (190 CV) | 300                                  | -                                   | 5,8                  | -                     | 220                 | Michelin S9 Abarth 20/61/17 (asciutto) Michelin P2 Abarth 20/61/17 (bagnato)                                            | da corsa     |
| Abarth 695 Assetto Corse | 1368 / benzina / 16V                     | Sequenziale Sadev a 6 rapporti                                | Garrett GT 1446 a geometria fissa | -                                | Da corsa ribassato regolabile                                       | Ant.Brembo Ø305x28 Dischi forati + pastiglie racing Pos.Lucas Ø240x11 + Dischi forati pastiglie racing                                                                  | 151 kW (205 CV) | 310                                  | -                                   | -                    | -                     | 230                 | Michelin S9 Abarth 20/61/17 (asciutto) Michelin P2 Abarth 20/61/17 (bagnato)                                            | da corsa     |
| Abarth 695 Assetto Corse Evoluzione / Abarth 695 Assetto Corse Endurance                                                               | 1368 / benzina / 16V                     | Sequenziale Sadev a 6 rapporti                                | Garrett GT 1446 a geometria fissa | -                                | Da corsa ribassato regolabile                                       | Ant.Brembo Ø305x28 Dischi forati + pastiglie racing Pos.Lucas Ø240x11 + Dischi forati pastiglie racing                                                                  | 160 kW (215 CV) | -                                    | -                                   | -                    | -                     | 235                 | Michelin S9 Abarth 20/61/17 (asciutto) Michelin P2 Abarth 20/61/17 (bagnato)                                            | da corsa     |
| Abarth 595 OT "Omologata Turismo" | 1368 / benzina / 16V                     | Sequenziale Sadev a 6 rapporti                                | Garrett GT 1446 a geometria fissa | -                                | Da corsa ribassato regolabile                                       | Ant.Brembo Ø305x28 Dischi forati + pastiglie racing Pos.Lucas Ø240x11 + Dischi forati pastiglie racing                                                                  | 140 kW (190 CV) | -                                    | -                                   | -                    | -                     | -                   | Michelin S9 Abarth 20/61/17 (asciutto) Michelin P2 Abarth 20/61/17 (bagnato)                                            | da corsa     |
| Abarth 500 Rally R3T | 1368 / benzina / 16V                     | Cambio a 6 rapporti sequenziale                               | Garrett GT 1446 a geometria fissa | -                                | Da corsa ribassato regolabile                                       | Asfalto: Ant.Brembo Ø295x28 + pastiglie racing Pos.Lucas Ø240x11 + pastiglie racing Sterrato: Ant.Bosch Ø284x22 + pastiglie racing Pos.Lucas Ø240x11 + pastiglie racing | 132 kW (180 CV) | 300                                  | -                                   | -                    | -                     | -                   | BFGoodrich A10 / Michelin 19/62/17 (asfalto) Yokohama ADVAN053 160/640R15 / Michelin Latitude Cross 17/65-15 (sterrato) | da corsa     |
| Abarth 695 biposto R | 1368 / benzina / 16V                     | Cambio a 6 rapporti sequenziale                               | Garrett GT 1446 a geometria fissa | -                                | Da corsa ribassato regolabile                                       | Asfalto/sterrato: Ant.Brembo Ø305x28 + pastiglie racing Pos.Lucas Ø240x11 + pastiglie racing                                                                            | 140 kW (190 CV) | -                                    | -                                   | -                    | -                     | -                   | Michelin Latitude Cross 17/65-15 (sterrato)                                                                             | da corsa     |

*Dati riferiti alla media dei test effettuati da alcune riviste di settore.

## La Abarth 500 per i mercati extraeuropei
La versione sportiva della Fiat 500 a marchio "Abarth" viene commercializzata in diversi continenti, spesso con notevoli differenze rispetto al modello originale europeo.
Di seguito vengono riportati i modelli del mercato extraeuropeo.

### Fiat 500 Abarth - USA

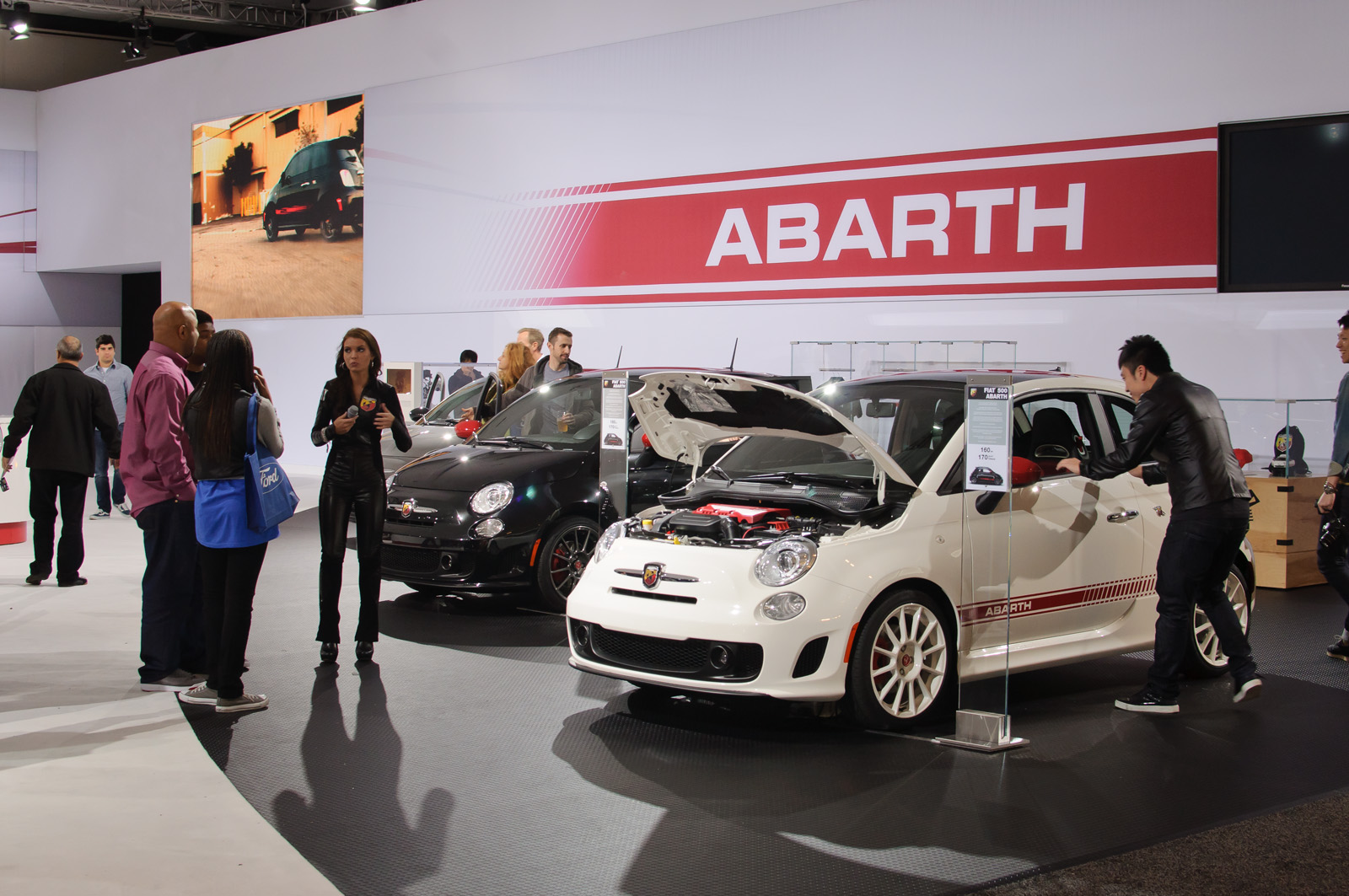
La presentazione della Fiat 500 Abarth americana

Al salone di Los Angeles 2011, viene presentata la versione per il mercato nordamericano, che prende il nome ufficialmente il nome di "Fiat 500 Abarth", denominazione che pone l'accento sull'elaborazione del modello Fiat, dato che il marchio Abarth negli USA è scarsamente conosciuto.
Prodotta nello stabilimento di Toluca in Messico, il modello differisce da quello europeo principalmente per il propulsore: il T-Jet cede il passo al più moderno 1.4 16v Turbo Multiair, già largamente utilizzato su diversi modelli del gruppo FCA.
A differenza del modello europeo, viene prevista una sola versione da 160 CV (inizialmente solo con cambio manuale 5 rapporti), senza possibilità di potenziamento del veicolo nel post vendita tramite i noti kit di elaborazione. 

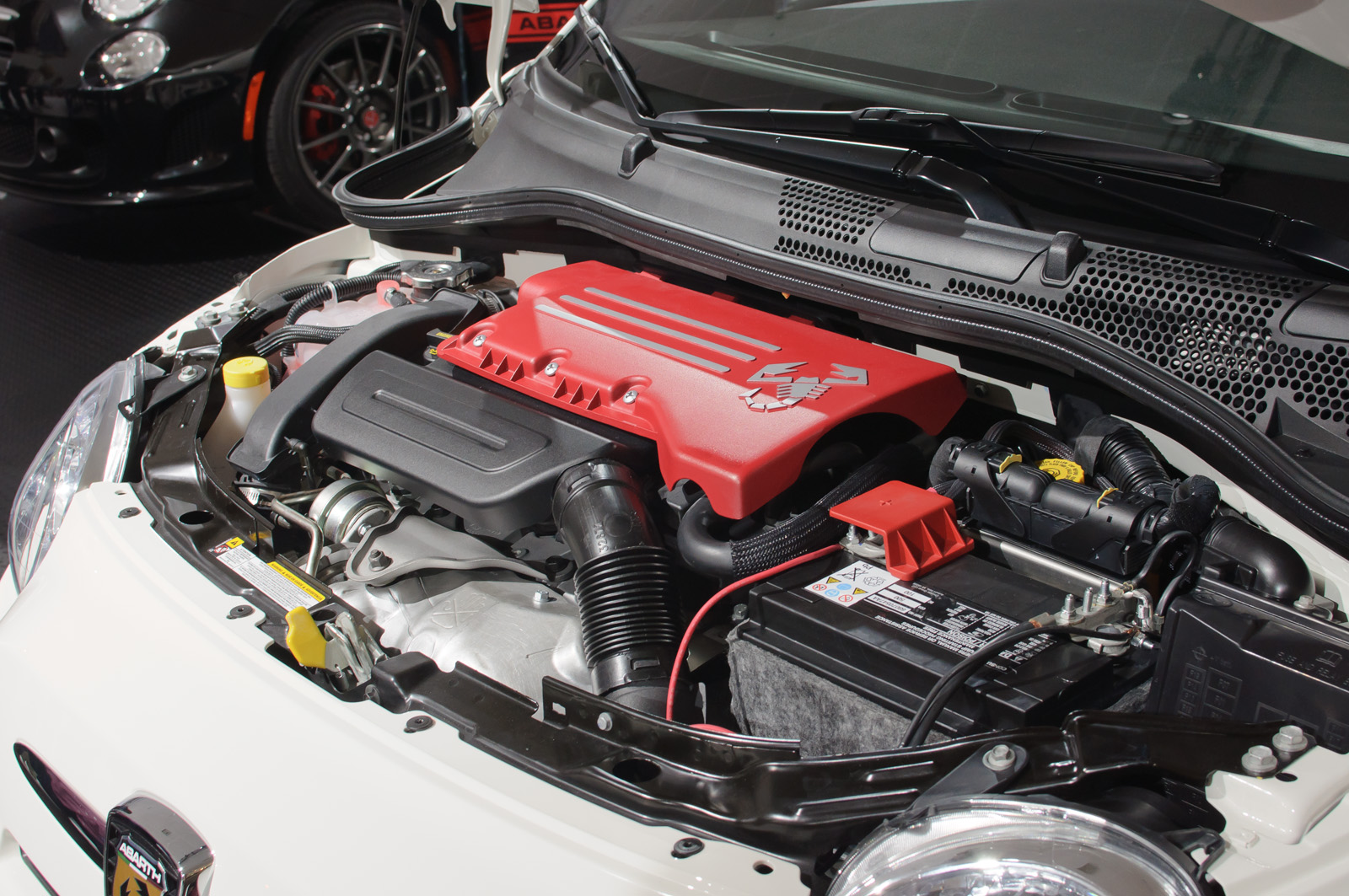
Il motore "Multiair" della versione USA.

La versione da 135 CV in realtà esiste anche per questo mercato, ma per una scelta di marketing non viene venduta sotto il marchio Abarth, prendendo il nome di "Fiat 500 Turbo".
Anche se dotata di un propulsore differente, coppia, potenza e prestazioni generali dichiarate rimangono invariate rispetto all'omologo modello europeo da 160 CV.
Vi è però la possibilità di esclusione totale del sistema elettronico di stabilità "ESC", tramite un apposito pulsante posto sulla plancia sotto il volante di guida.
La vettura propone di serie il sistema sospensivo "Koni FSD" e le sospensioni posteriori derivano direttamente dalla Fiat 500 Sport USA, ma irrigidite di un ulteriore 20%. I cerchi in lega di serie sono da 16" (pneumatici 195/45 R16) e sono specifici per il mercato americano. A scelta si possono avere i 17".
Anche lo scarico, seppur esteticamente identico a quello europeo, è tecnicamente diverso essendo maggiormente libero nella parte terminale, grazie a leggi omologative più permissive. Per questo motivo risulta avere una timbrica notevolmente più marcata.
Poche le differenze a livello estetico rispetto al modello originale: si evidenziano solo le luci di posizione laterali integrate nei paraurti (di legge negli USA), il portatarga posteriore più piccolo, l'assenza di cromature nei vani fendinebbia anteriori e i sedili anteriori maggiormente sagomati accompagnati da un bracciolo centrale ripiegabile.
Nel 2014 fanno la loro comparsa il nuovo cruscotto digitale e un inedito cambio automatico Aisin a 6 marce (opzionale al classico manuale). 
La nuova trasmissione è accompagnata da una diversa taratura del motore da 157 CV e 248 Nm di coppia. 
Il cambio è senza paddles al volante ma dotato di una leva centrale di comando. Questo cambio è capace nella modalità Sport di effettuare la doppietta in scalata e di mantenere il rapporto selezionato anche nelle curve e nelle condizioni di guida dinamica. La trasmissione automatica risulta essere completamente diversa da quella robotizzata MTA a cinque marce proposta in Europa, essendo una trasmissione del tipo a "convertitore di coppia".

### Fiat 500 Abarth - Brasile
Nel corso del 2014 la Fiat 500 Abarth "sbarca" sul mercato brasiliano, proponendo un modello derivato da quello statunitense.
Prodotta nello stabilimento di Toluca in Messico, questa nuova Fiat 500 Abarth conserva il motore Multiair della versione nord americana, ma con un incremento di potenza che la fa arrivare a 167 CV a 5500 giri e 230Nm di coppia, questo per adattarsi meglio al diverso tipo di carburante utilizzato in Brasile (quantità di etanolo nella benzina maggiore del 25% rispetto al mercato USA).
La motorizzazione è abbinata a un cambio manuale a 5 rapporti.
Le prestazioni dichiarate parlano di uno 0-100 in 6,9" e una velocità massima di 214 km/h.
Anche in questo modello vi è la possibilità di esclusione dell'ESC (controllo di stabilità) e di serie troviamo anche il sistema "cruise control".
Altre dotazioni di serie prevedono i cerchi in lega da 16" (con pneumatici 195/45), un impianto frenante con dischi autoventilanti da 284 mm di diametro all'anteriore e 240 al posteriore, il climatizzatore automatico, l'ABS con EBD, il differenziale elettronico TTC, l'impianto audio Alpine il sistema Hill Holder. 
Il MY 2015 riceve il nuovo quadro strumenti digitale multifunzione con TFT.

### Fiat 595 Abarth Competizione - India
Dopo un ritardo del lancio previsto per il 2014, nel 2015 approda finalmente in India la "Fiat Abarth 595 Competizione", unica versione attualmente disponibile per questo paese.
Il motore è il noto T-Jet 1.4 16V turbo da 160 CV, lo stesso utilizzato per il mercato europeo, ma in questo caso viene abbinato esclusivamente al cambio automatico elettroattuato con comandi al volante.
Coppia e prestazioni sono le medesime del modello europeo con questo tipo di trasmissione (230Nm in modalità Sport, 0-100 in 7,6" e velocità massima di 209 km/h).
Il modello di serie presenta cerchi in lega da 17", climatizzatore manuale, sedili anteriori sportivi Sabelt, sensori di parcheggio posteriori, il sistema sospensivo Cofap FSD all'anteriore e Koni al posteriore, il tachimetro digitale con display TFT, fari anteriori alle Xenon, differenziale elettronico TTC con ABS, EDB ed ESP, Hill Holder e sistema Blue&me con comandi al volante.
Può essere inoltre richiesta in 4 colorazioni diverse: Grigio Campovolo, Bianco Iridato, Nero Scorpione e Rosso Cordolo.
A differenza del modello europeo, questa versione non è dotata di scarichi Record Monza ma dei normali scarichi di serie.